# 日本のスキー場一覧
日本のスキー場一覧（にほんのスキーじょういちらん）は、日本に現存する、あるいはかつて存在したスキー場の一覧である。以下は地域別

## 北海道

### 石狩振興局
- 石狩平原スキー場
- 恵庭市民スキー場
- クラッセスノーパーク
- 札幌国際スキー場
- サッポロテイネ
- さっぽろばんけいスキー場
- 札幌藻岩山スキー場
- ダイナスティスキーリゾート（旧後楽園北広島スキー場→セントレジャー北広島スキー場）
- 滝野スノーワールド
- ノヴェル・マウンテンパーク（旧コバワールドスキー場）
- フッズスノーエリア

廃止・休止中
- 当別町営中小屋スキー場（2003年休止）

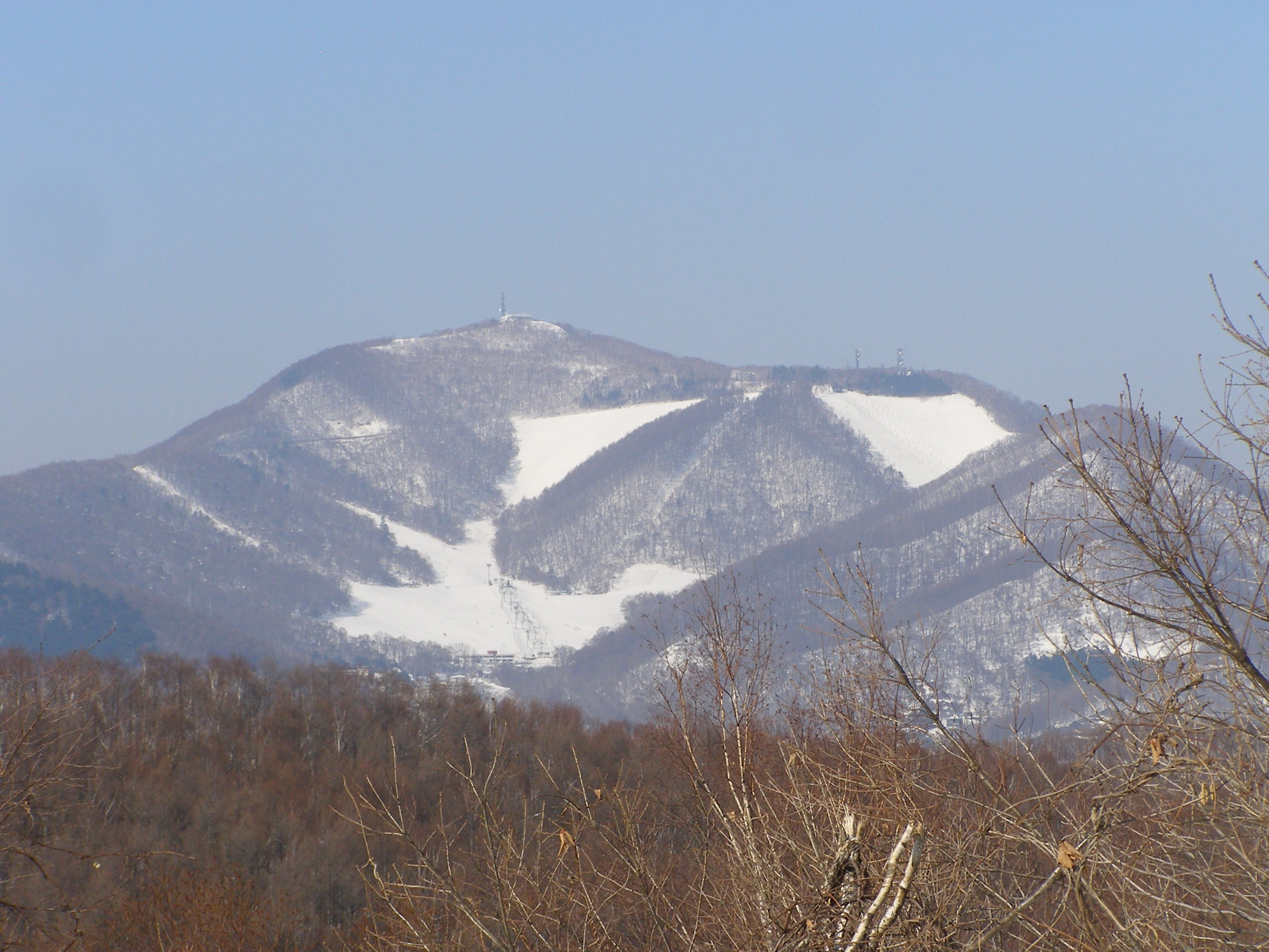
札幌北広島プリンスファミリースキー場（2007年廃止）
- 真駒内スキー場（2007年廃止）[1]
- 荒井山スキー場（2006年廃止）
- 厚田村スキー場（2008年廃止）
- 浜益村民スキー場（2008年廃止）
- 札幌スキー場（1958年廃止）

- 札幌藻岩山スキー場

### 渡島総合振興局
- グリーンピア大沼スキー場
- 知内町営スキー場

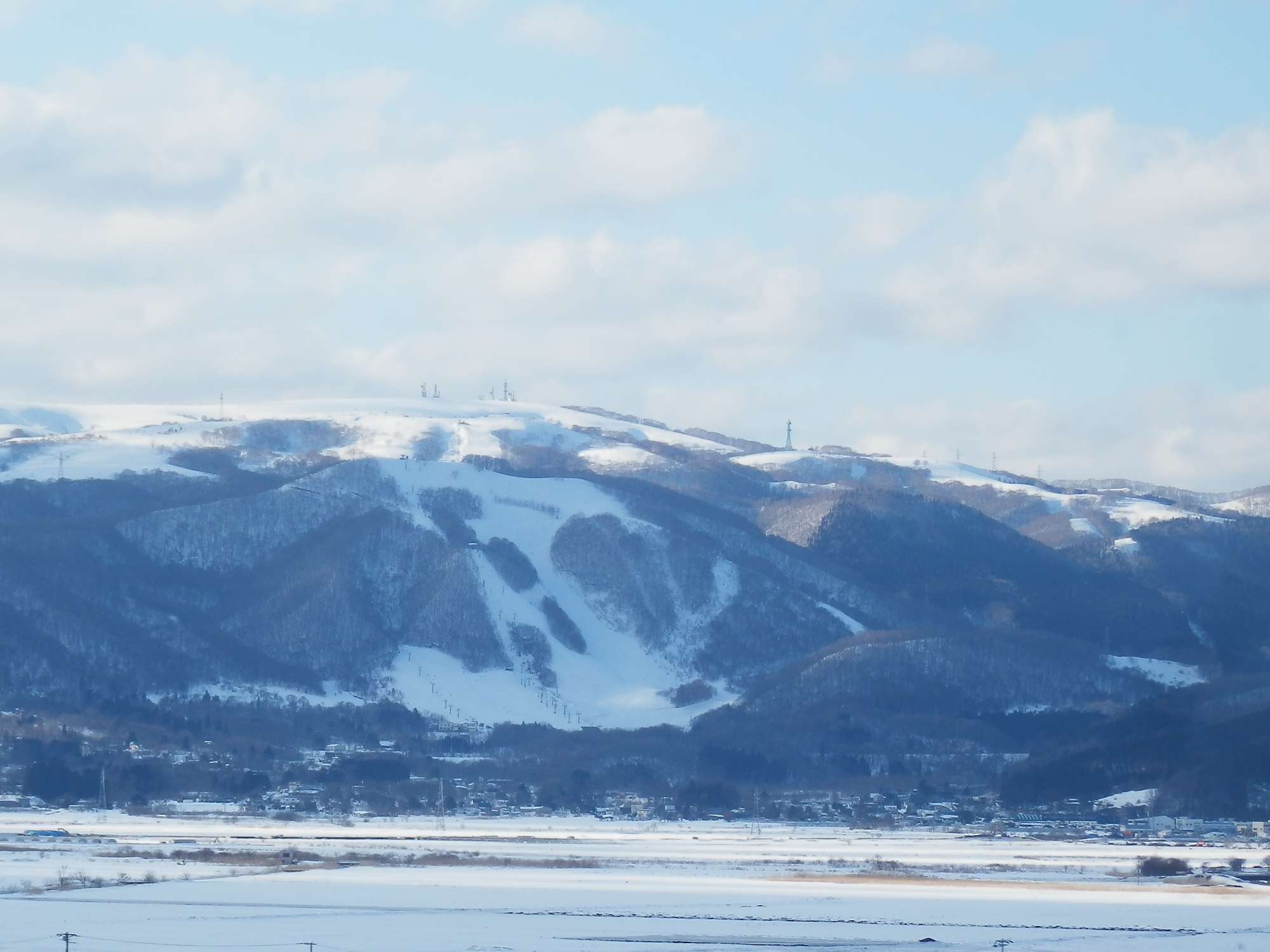
ニヤマ高原スキー場
- 函館臼尻スキー場
- 函館七飯スノーパーク
- ふるさとの森スキー場
- 八雲町営スキー場

廃止・休止中
- 横津岳国際スキー場（2006年休止）

- ニヤマ高原スキー場

### 檜山振興局
- 今金町種川スキー場
- 上ノ国町民スキー場
- 太鼓山スキー場
- 大成スキー場[2]
- 富岡スキー場
- 丹羽スキー場[2]
- ピリカスキー場

### 後志総合振興局
- 旭ヶ丘スキー場
- 朝里川温泉スキー場
- IWANAI RESORT（旧ニセコいわない国際スキー場）
- 小樽天狗山スキー場
- キロロスノーワールド
- 積丹町野外スポーツ林スキー場
- スノークルーズ・オーンズ
- 中山峠スキー場
- 仁木町民スキー場
- ニセコアンヌプリ国際スキー場
- ニセコ東急 グラン・ヒラフ（旧称は沿革を参照）
- ニセコHANAZONOリゾート
- ニセコビレッジスキーリゾート（旧ニセコ東山スキー場）
- ニセコモイワスキー場
- ルスツリゾート

廃止・休止中
- ニセコワイススキー場（2009年休止、「ホワイトアイル」に名称変更してニセコHANAZONOリゾートの一つとなり、現在はCATスキーコースやスノーモービルコースとして使用）
- 古平家族旅行村スキー場（2010年休業）
- チセヌプリスキー場（2013年休止、CATスキーコースとして使用）

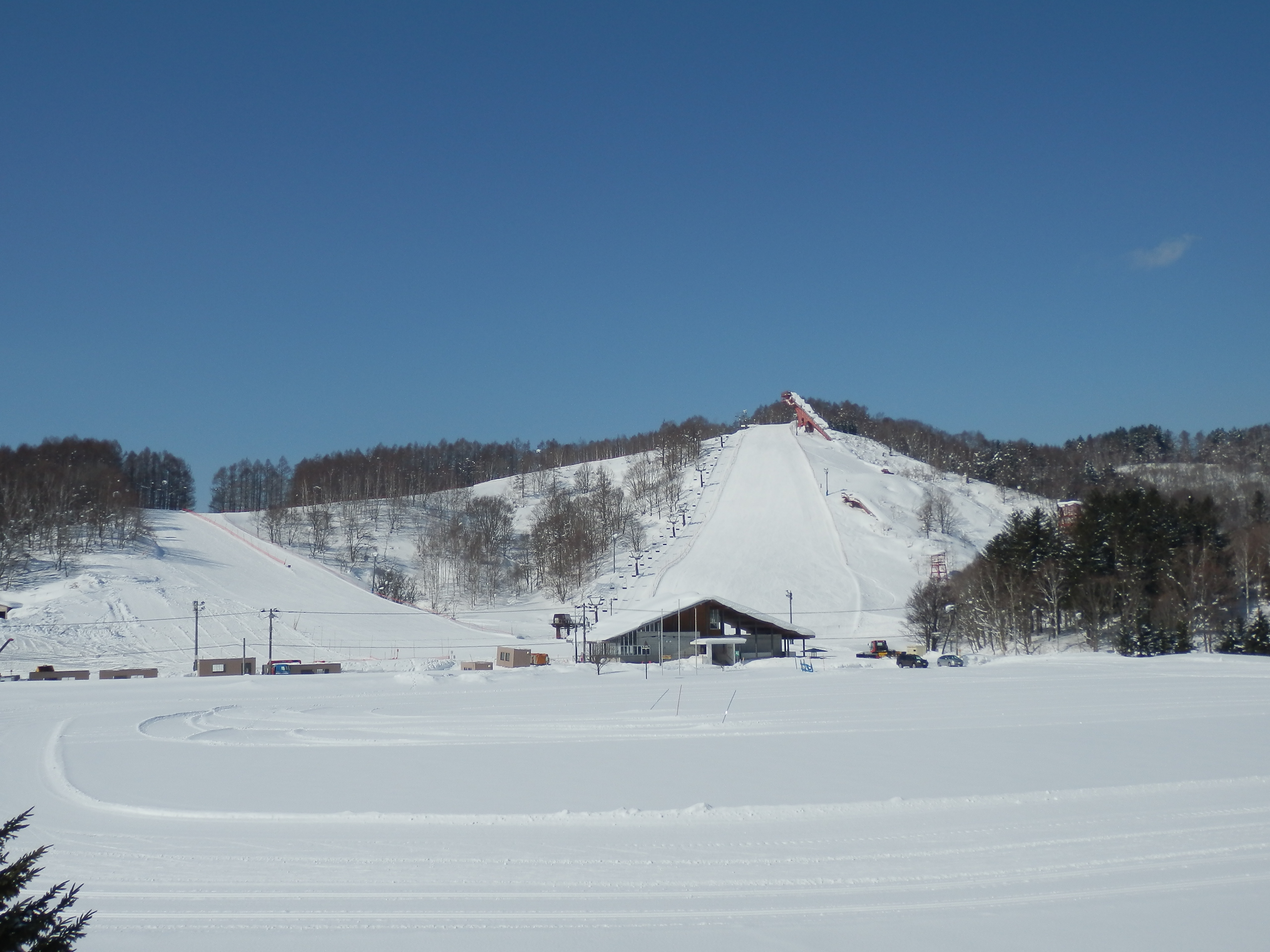
旭ヶ丘スキー場
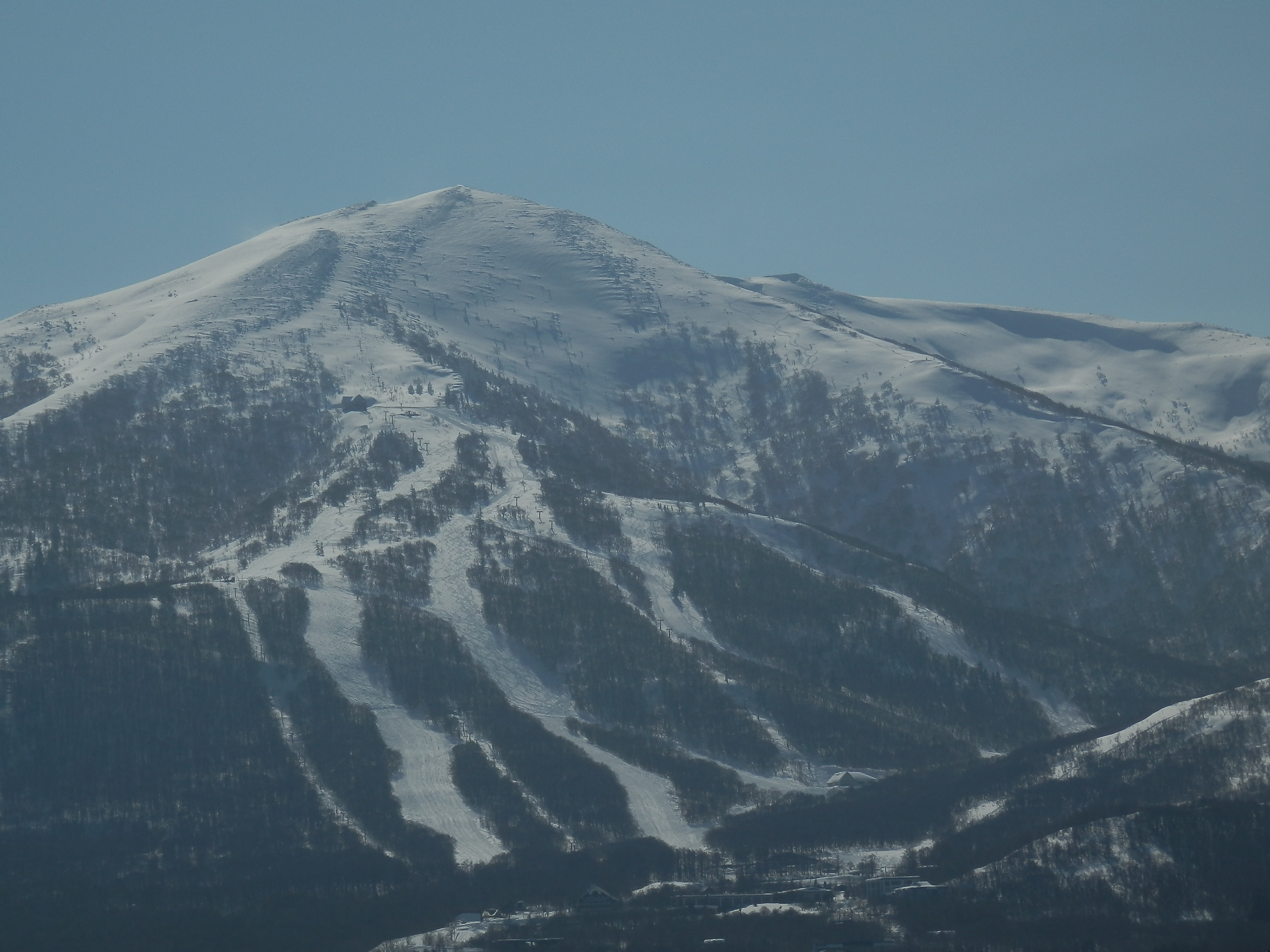
IWANAI RESORT
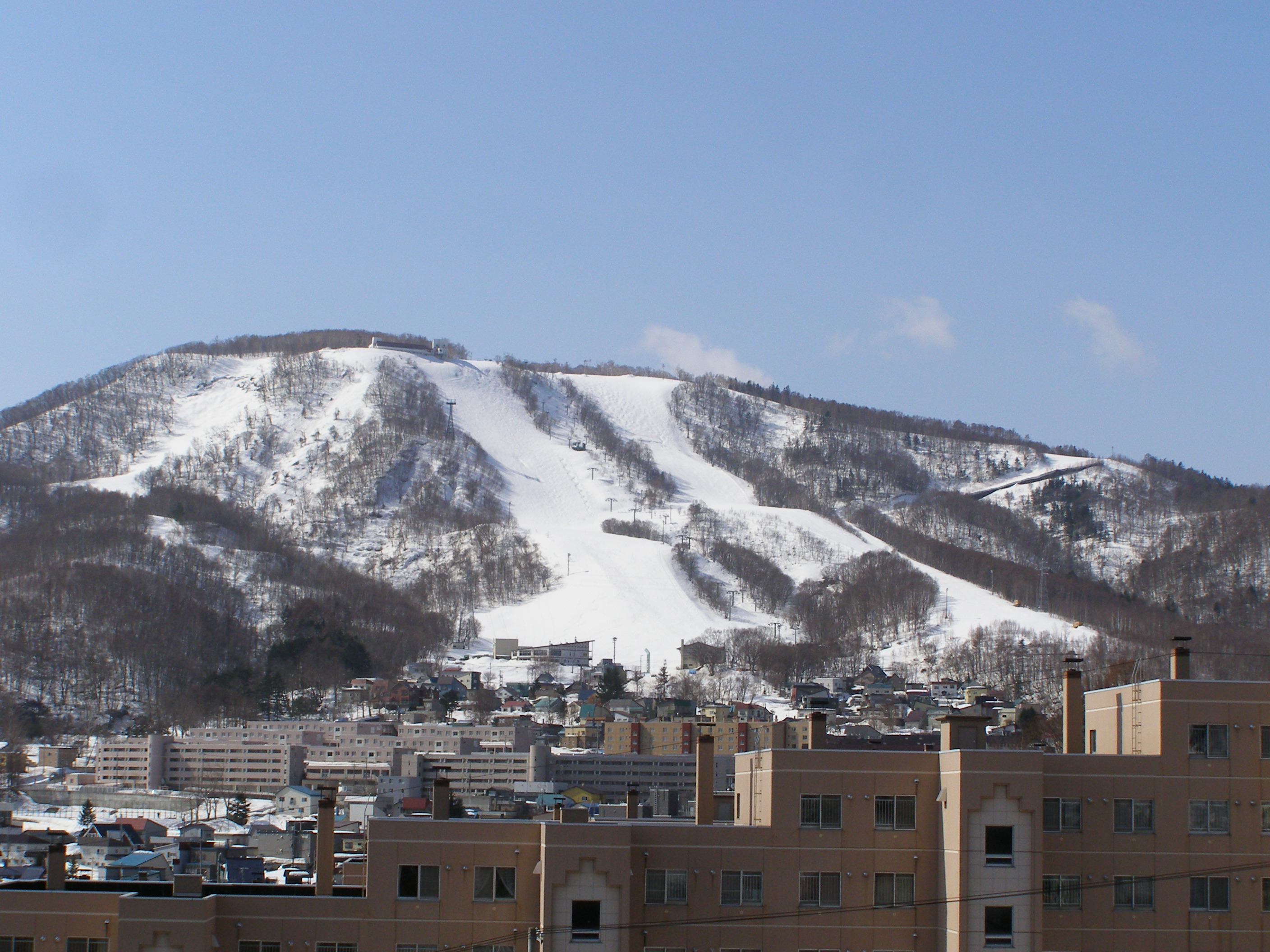
小樽天狗山スキー場
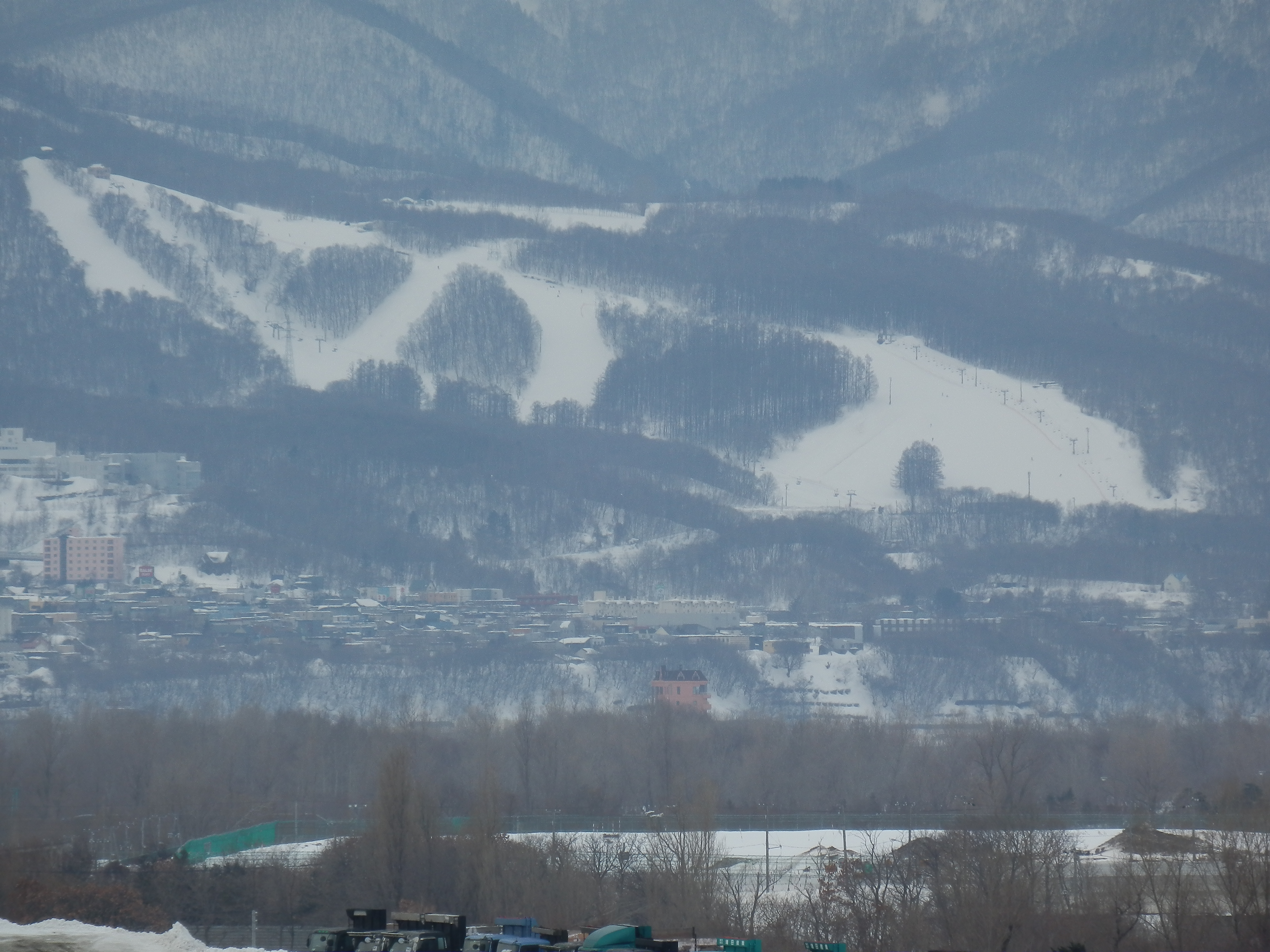
スノークルーズ・オーンズ
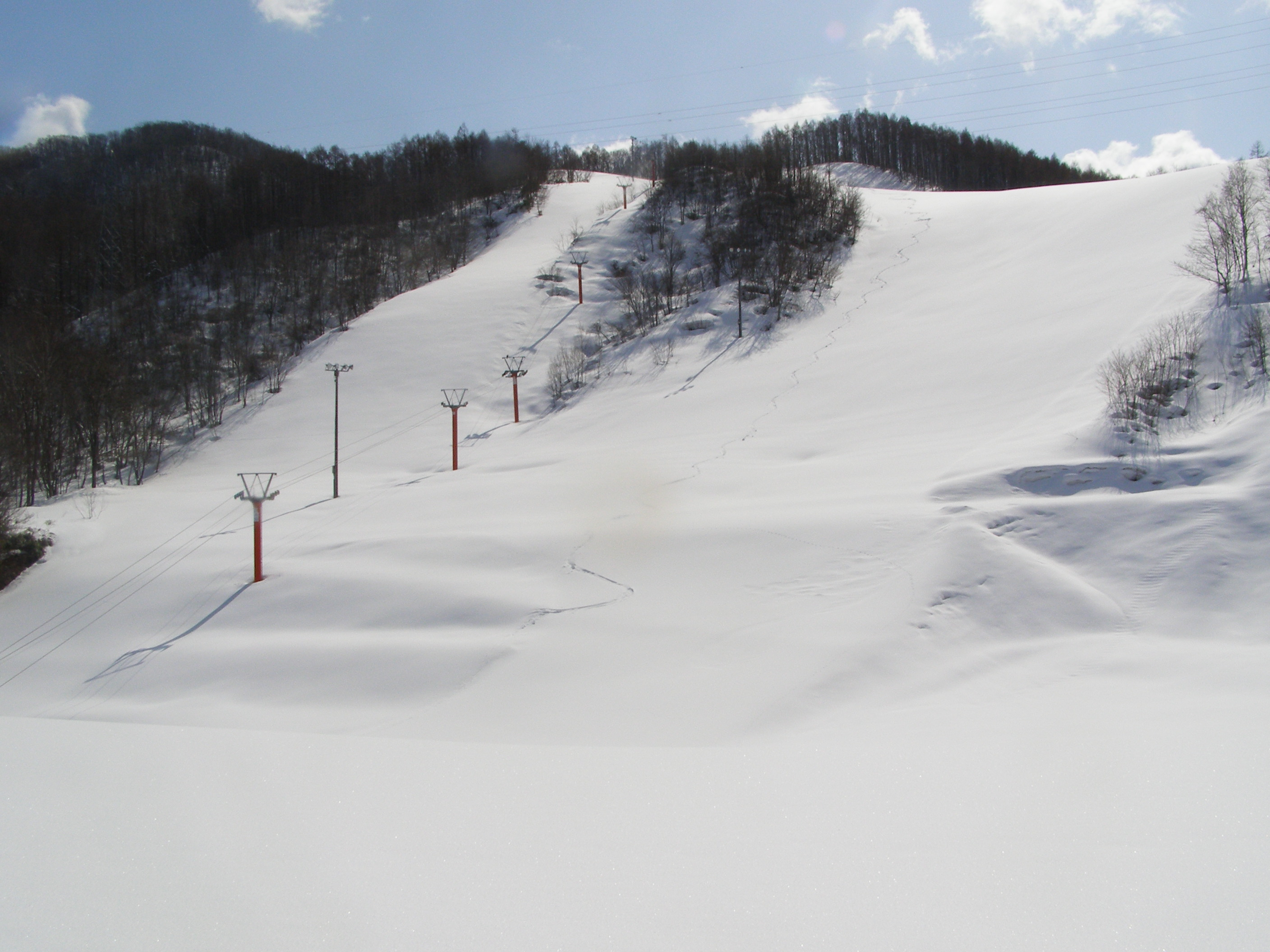
仁木町民スキー場
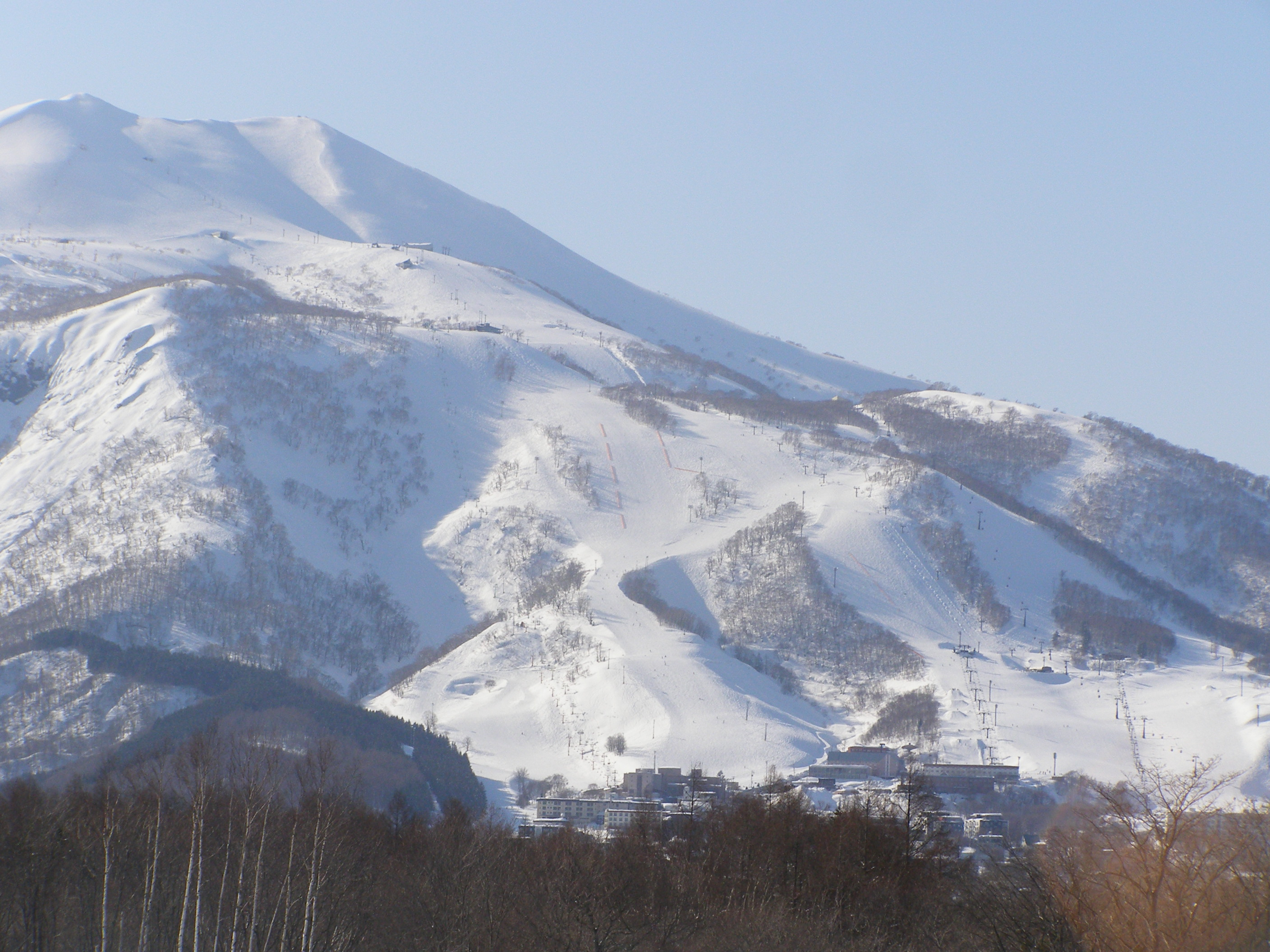
ニセコ東急 グラン・ヒラフ
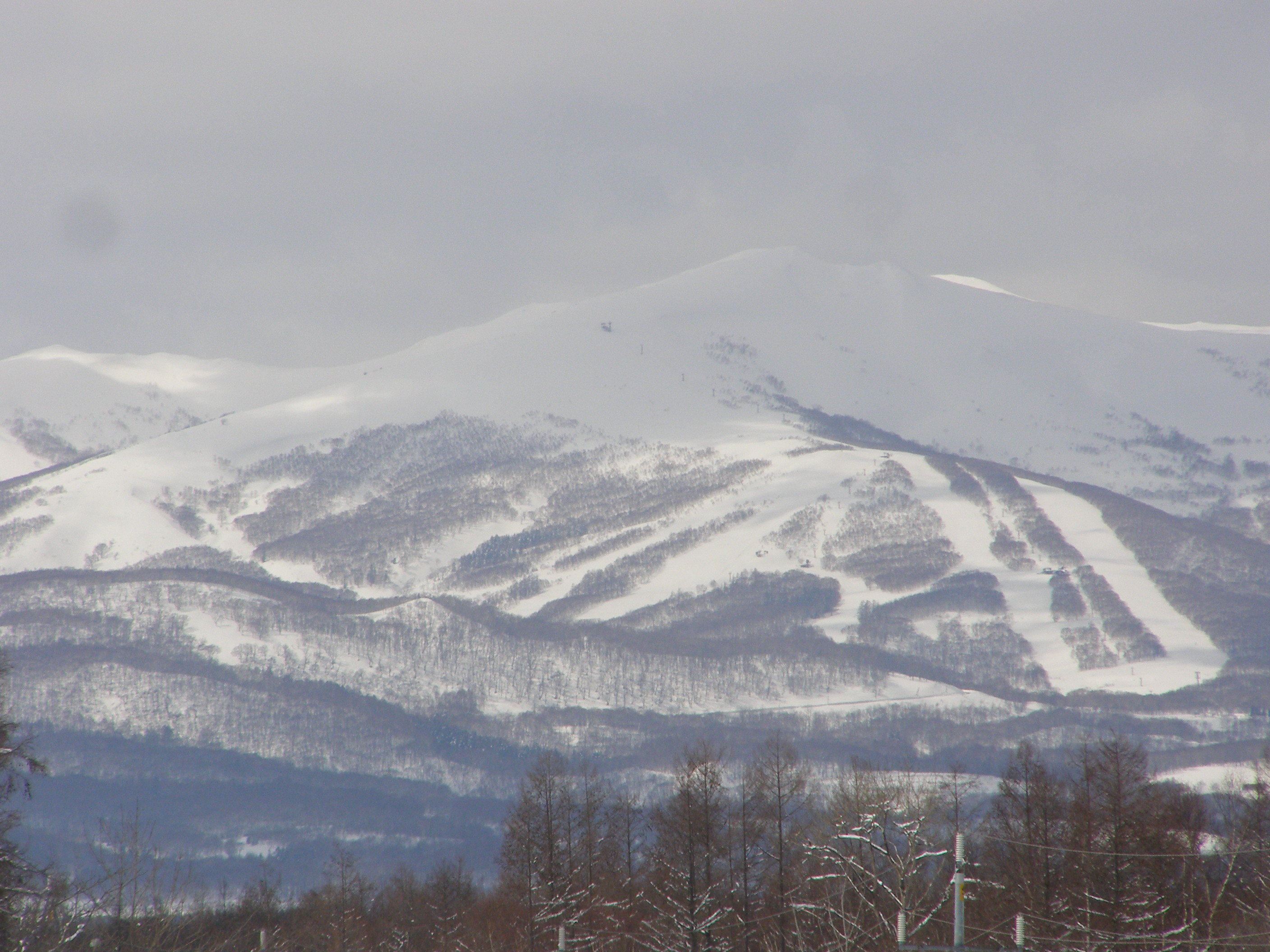
ホワイトアイル（旧ニセコワイススキー場）
古平家族旅行村スキー場
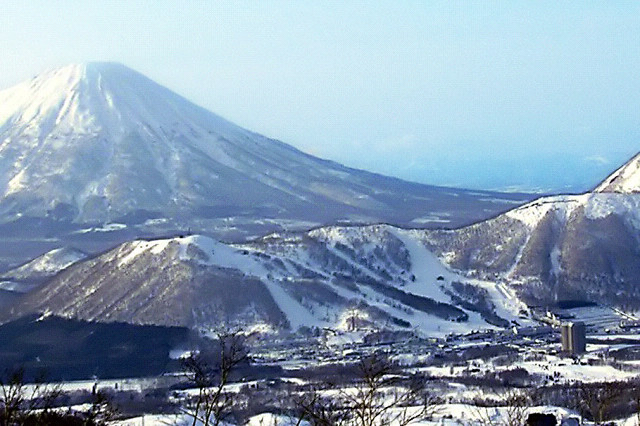
ルスツリゾート（ウェスト Mt.）

### 空知総合振興局
- 岩見沢萩の山市民スキー場
- 桂沢国設スキー場
- かもい岳国際スキー場
- M's resort Ashibetsu（エムズリゾートアシベツ）[3] (2020年に閉鎖した旧国設芦別スキー場を2022年に再生）
- そっち岳スキー場
- 長沼スキー場
- 沼田町営高穂スキー場
- 美唄国設スキー場
- 北海道グリーンランドホワイトパーク
- マウントレースイ（2019年閉鎖、2021年再開[4]）

廃止・休止中
- 滝川市空知太スキー場（2005年3月廃止）[5]
- 砂川市民スキー場（2002年3月閉鎖）[5]
- 赤平山スキー場（2004年3月閉鎖）[5]
- 月形町営スキー場（2006年廃止）
- 深川市営三瓶山スキー場（1997年廃止）[5]
- 深川スキー場（2007年3月廃止）[5]
- 上砂川岳国際スキー場（2006年度以降休業）[5]
- 栗山町スキー場（2018年休業、2019年廃止)[6]

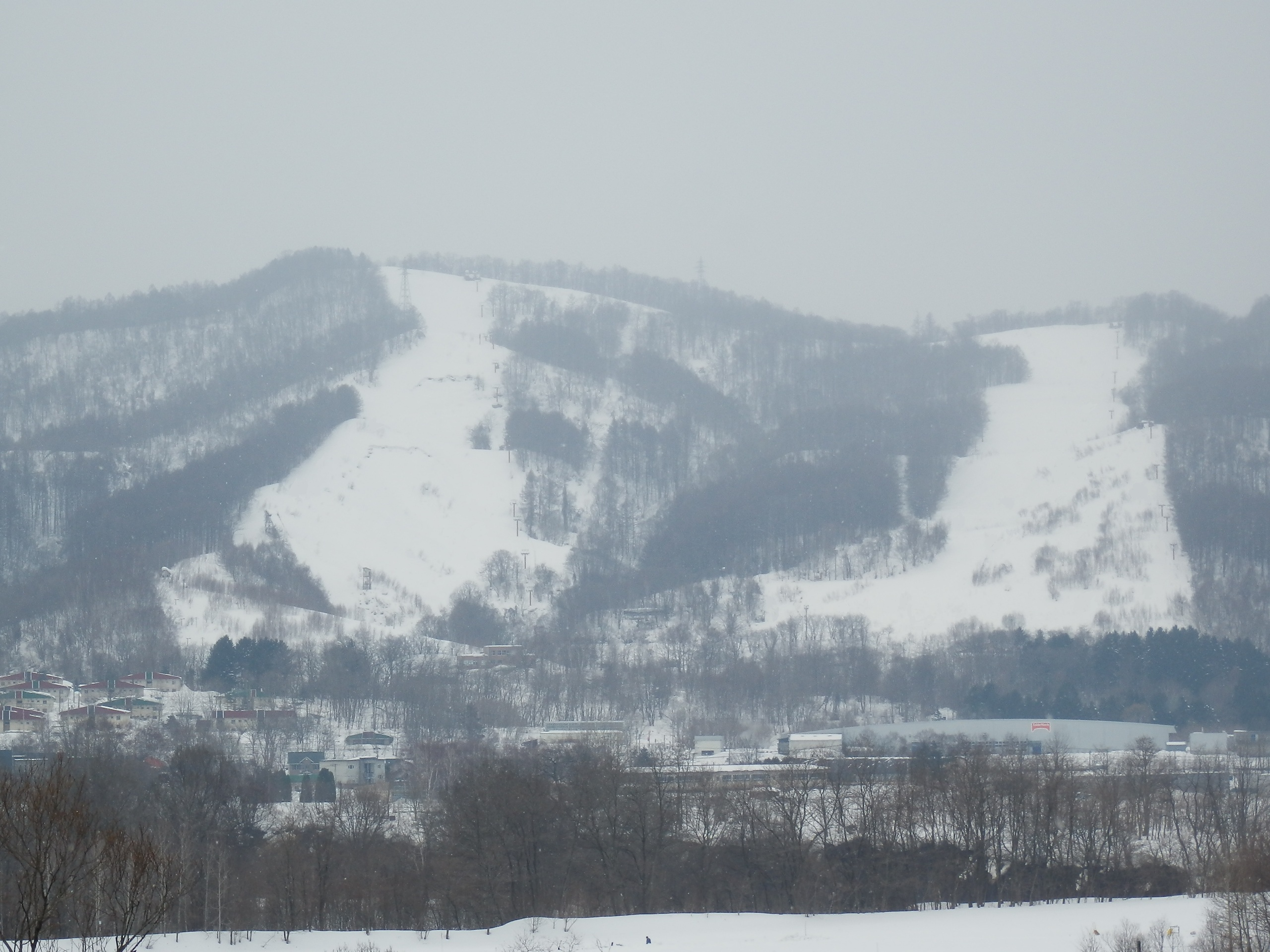
赤平山スキー場
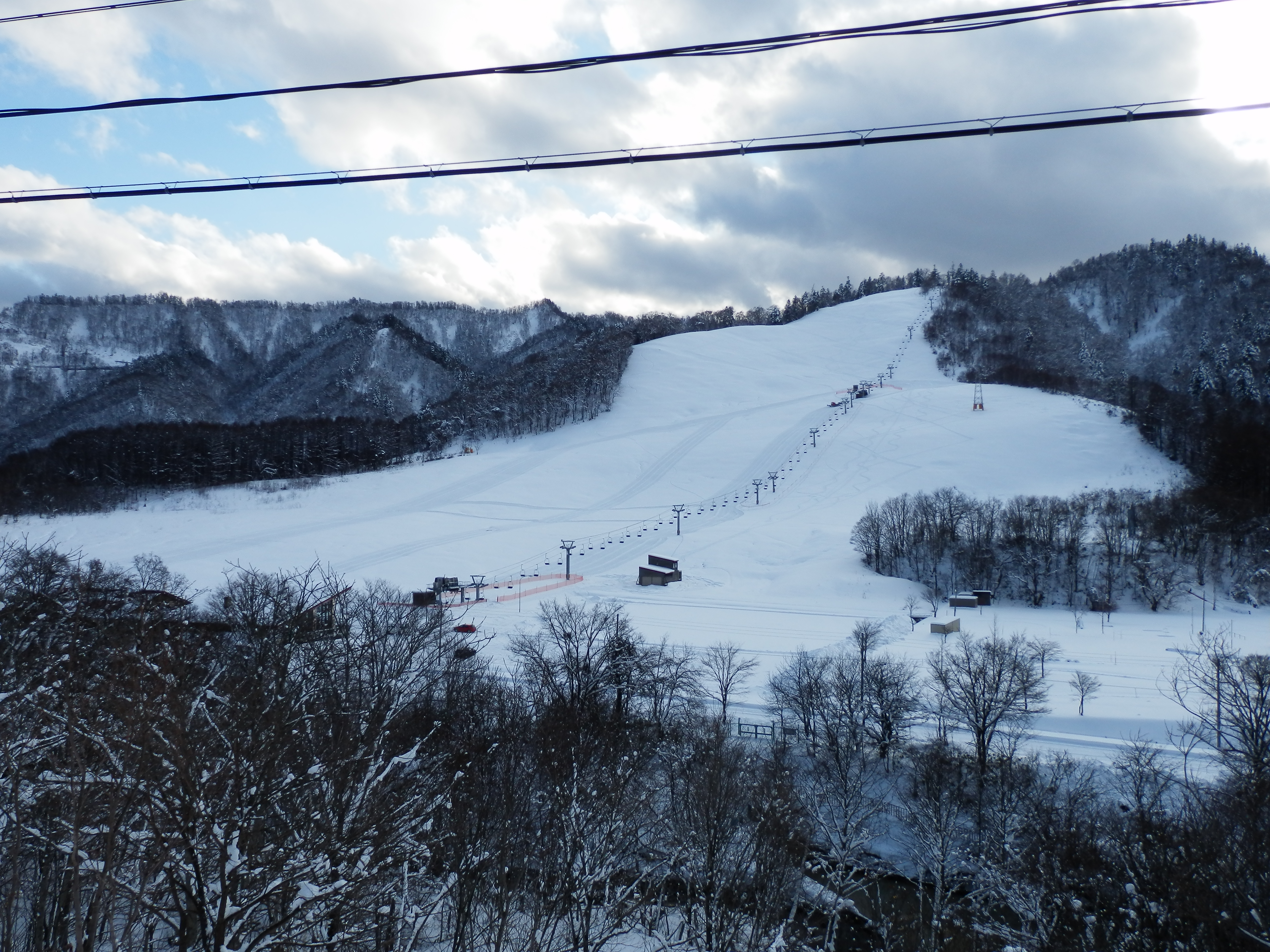
桂沢国設スキー場
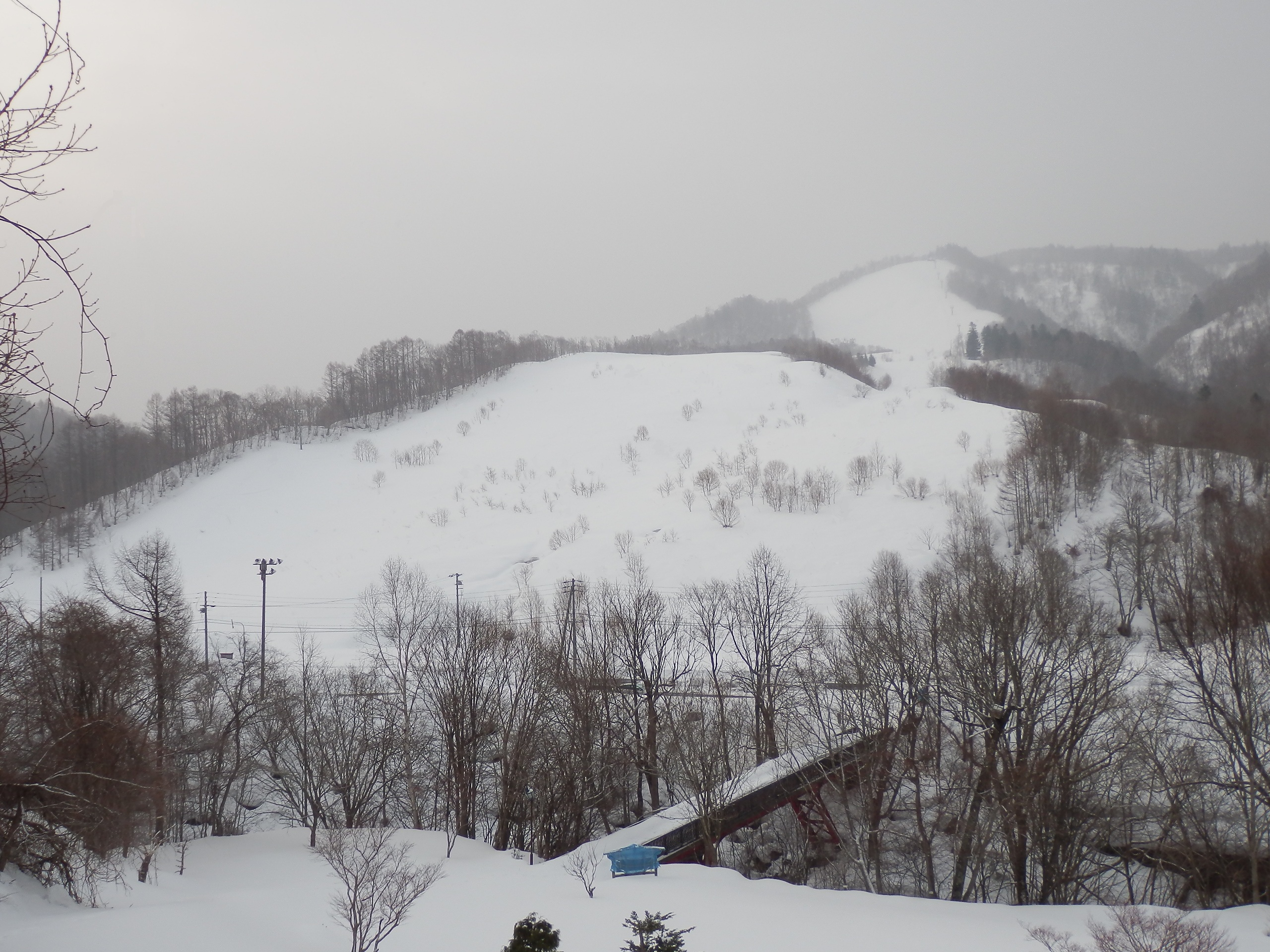
上砂川国際スキー場
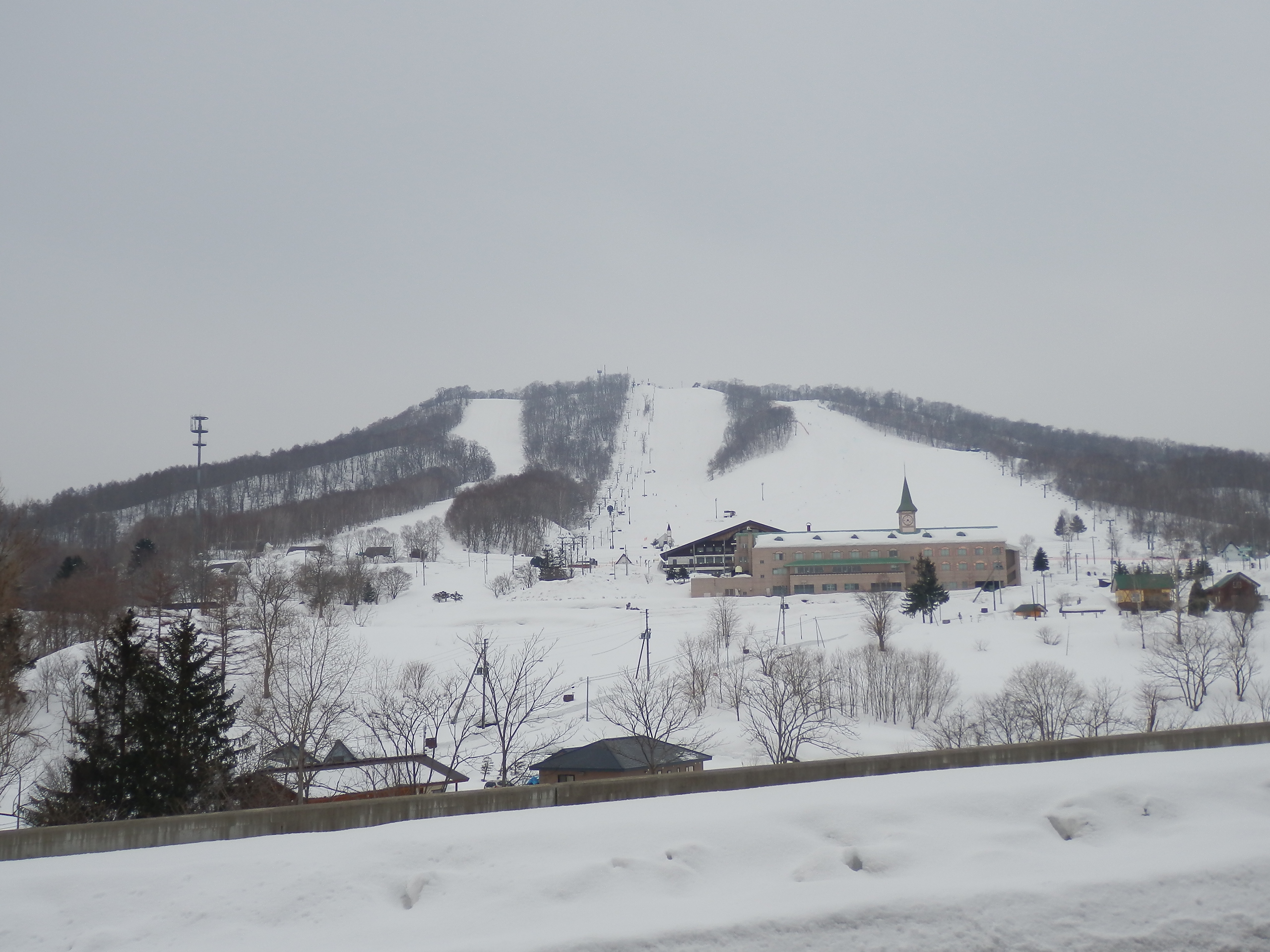
かもい岳国際スキー場
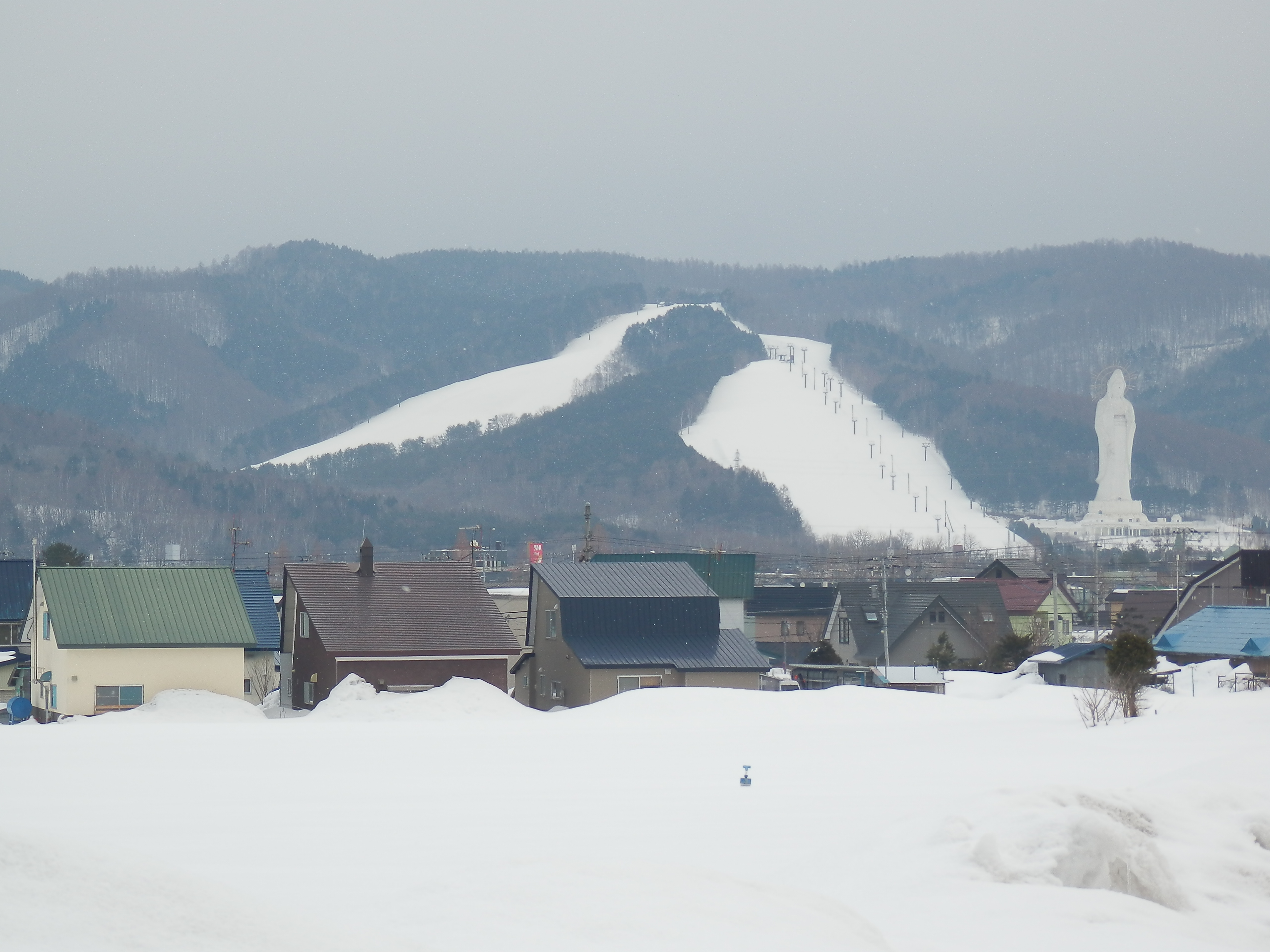
国設芦別スキー場
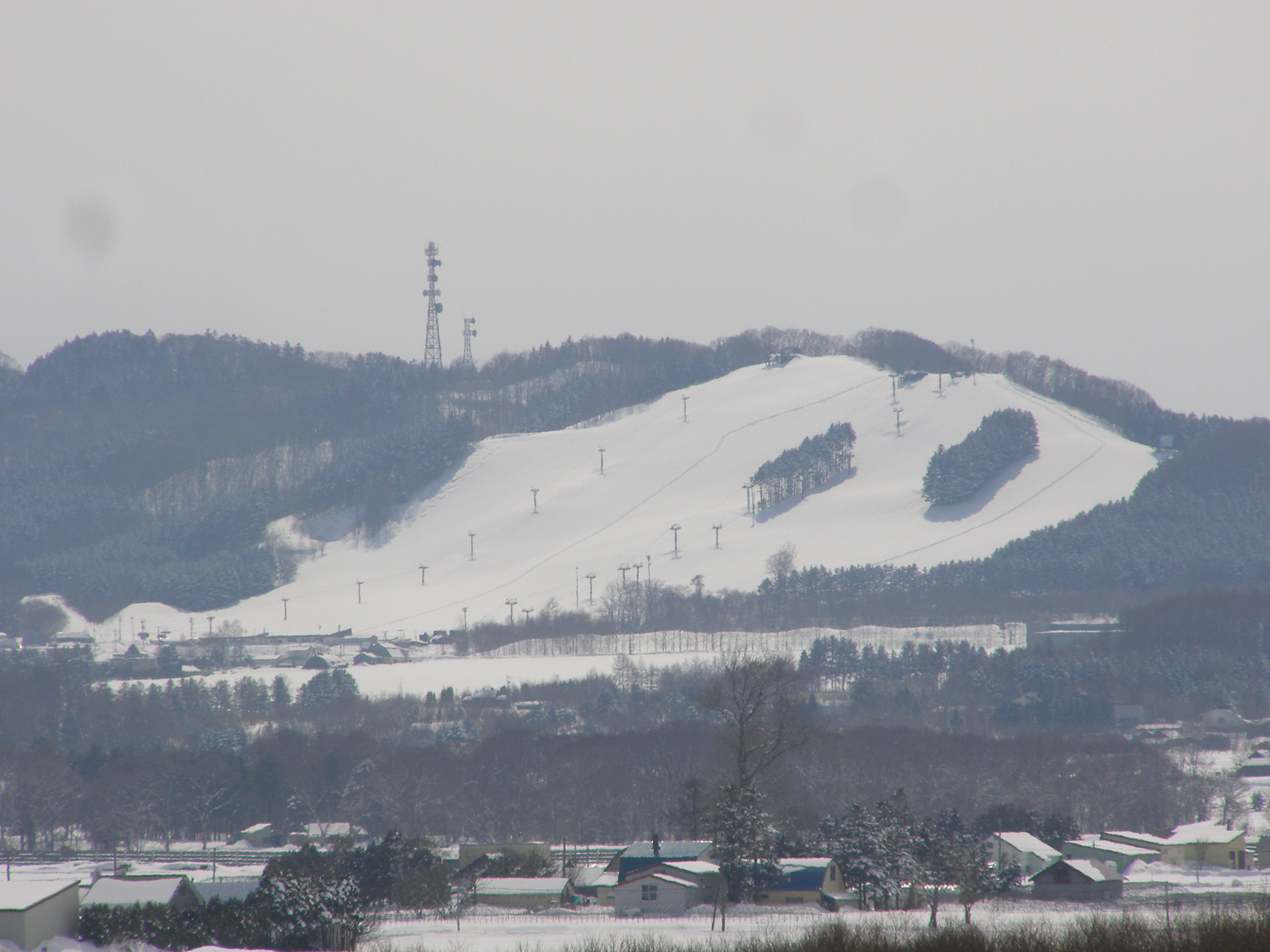
長沼スキー場
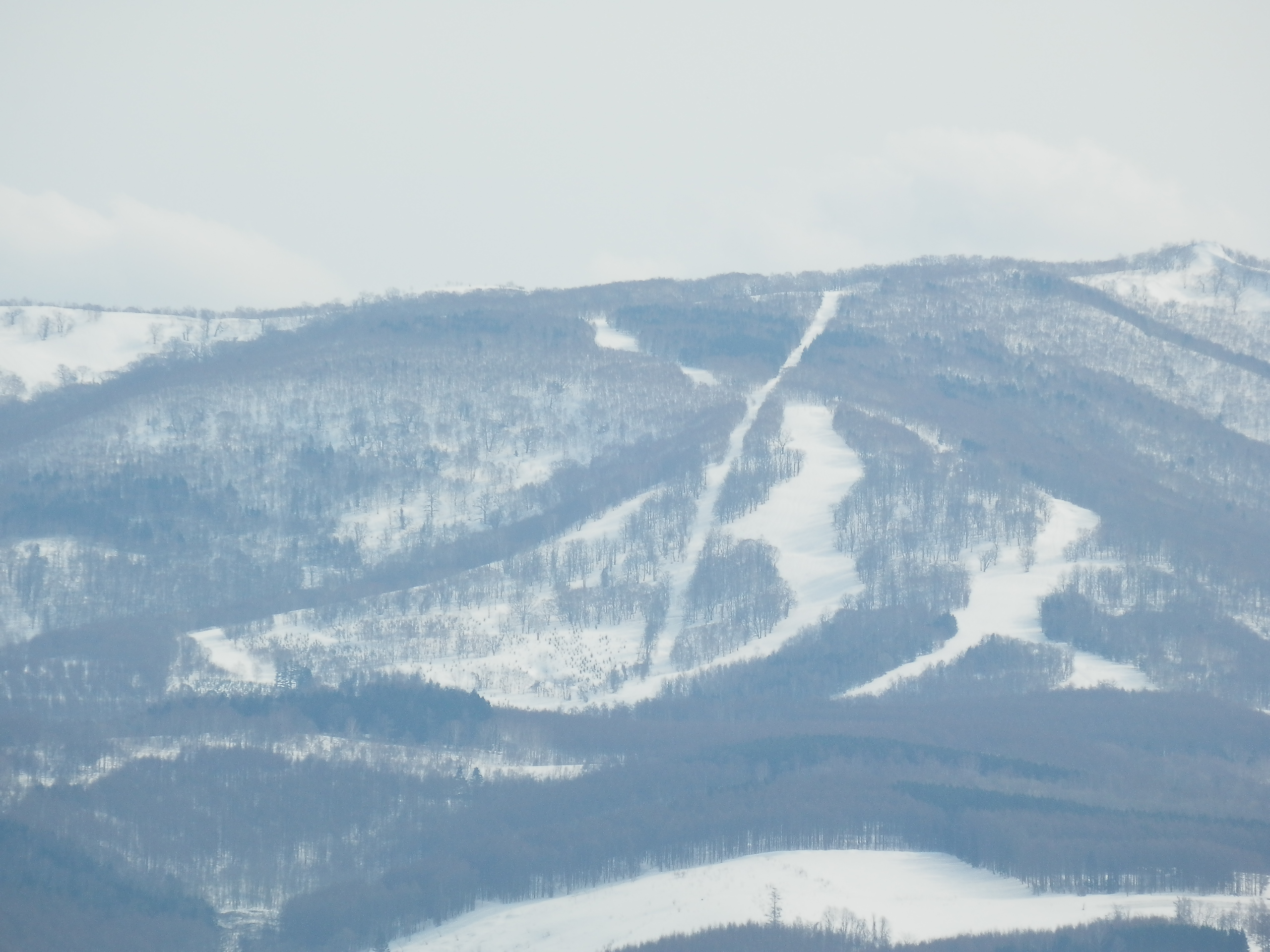
深川スキー場
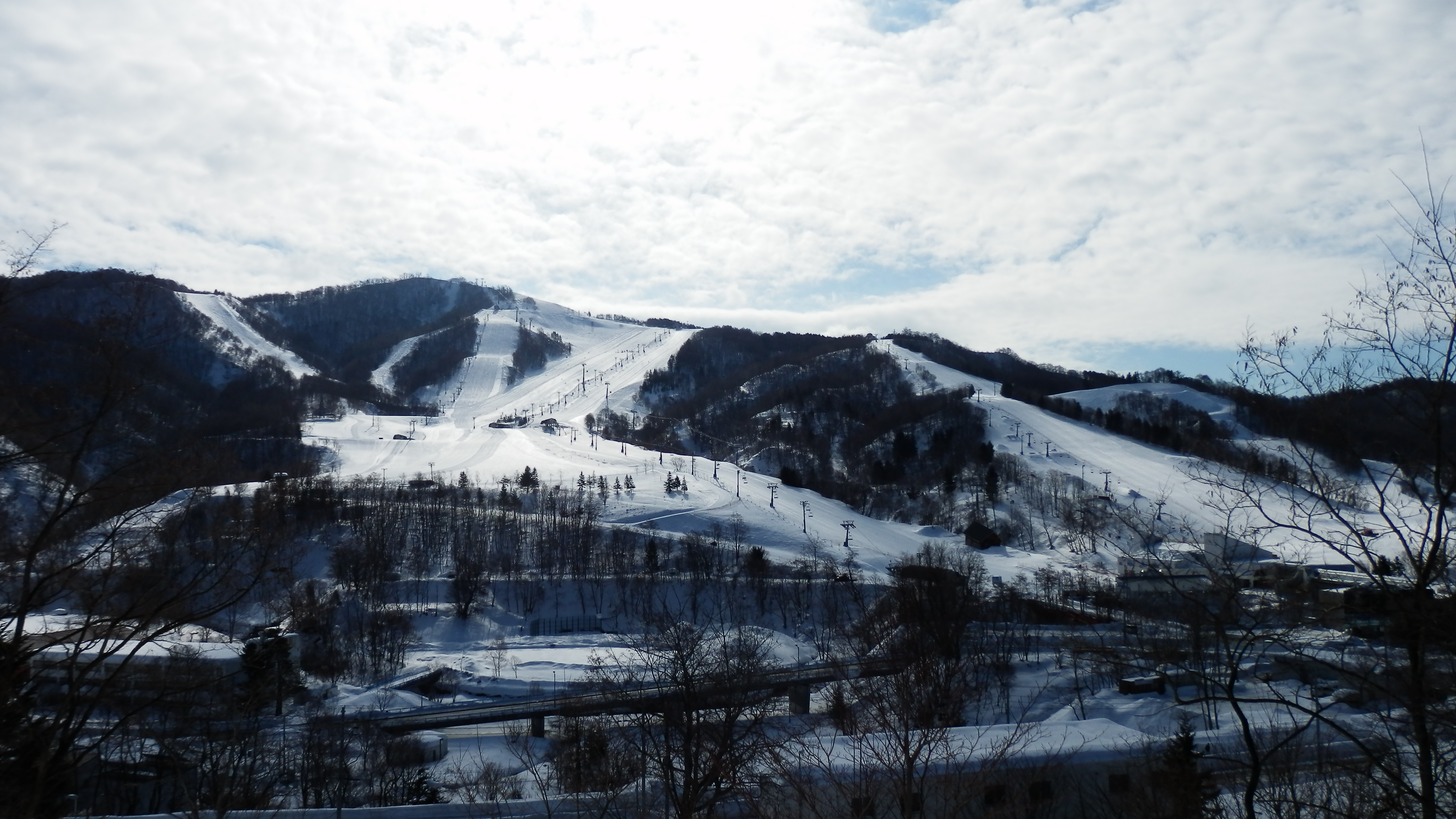
マウントレースイスキー場

### 上川総合振興局
- 旭岳スキーコース
- 伊ノ沢市民スキー場
- 音威富士スキー場
- 上川町営中山スキー場
- カムイスキーリンクス
- キャンモアスキービレッジ
- 国設占冠中央スキー場
- 国設南ふらのスキー場
- サンタプレゼントパーク・マロースゲレンデ
- 士別市あさひスキー場
- 士別市日向スキー場
- 下川スキー場
- 大雪山黒岳スキー場
- 当麻町営スキー場
- 中川町民スキー場
- 中富良野北星スキー場
- 名寄ピヤシリスキー場
- 美瑛町民スキー場
- ぴっぷスキー場
- 日の出スキー場
- 美深スキー場
- 富良野スキー場
- 星野リゾート トマム
- ほろたちスキー場
- 和寒東山スキー場

廃止・休止中
- 旭山市民スキー場（廃止）
- 嵐山市民スキー場（2006年廃止）
- 剣淵町びばからすスキー場（2007年廃止）
- 白金スキーハイランドパークヒルバレー（2012年休業）
- 市民東鷹栖スキー場（2018年休業、2019年廃止)[7]

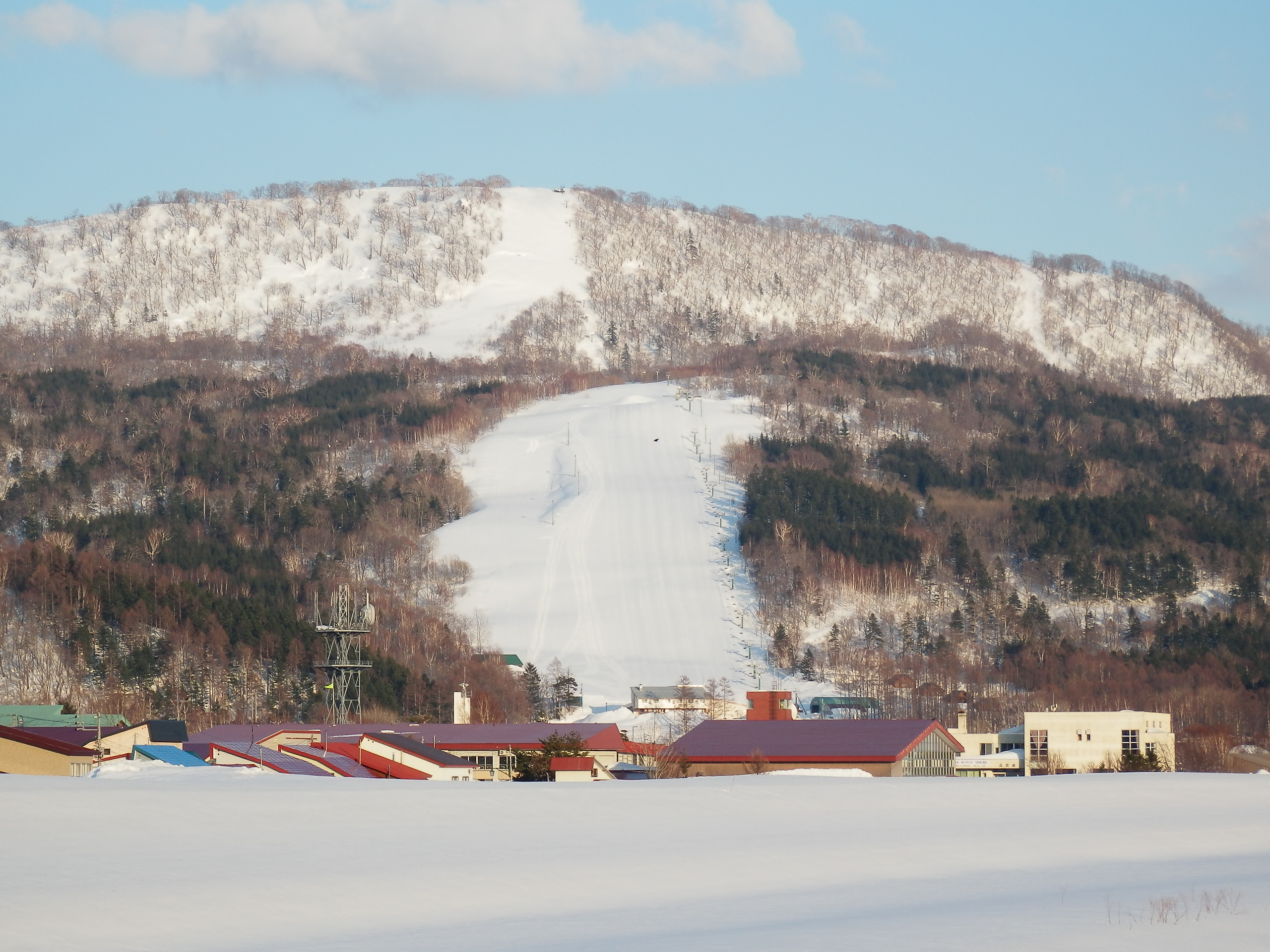
音威富士スキー場
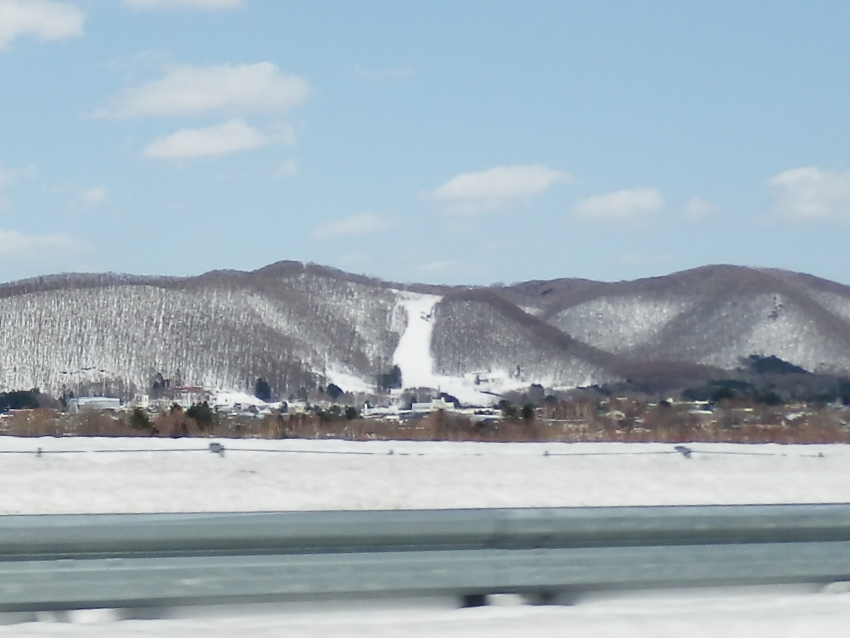
上川町営中山スキー場
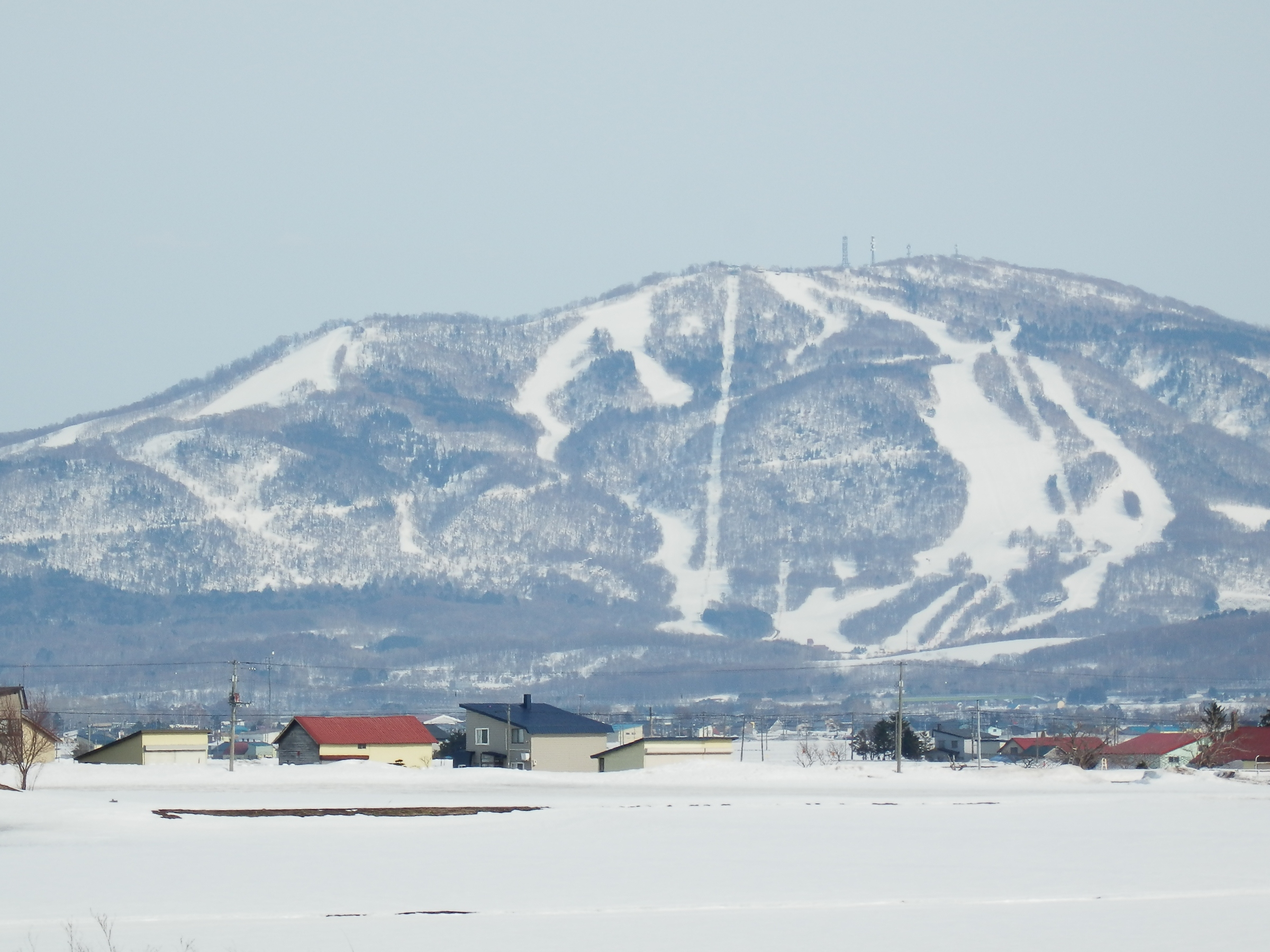
カムイスキーリンクス
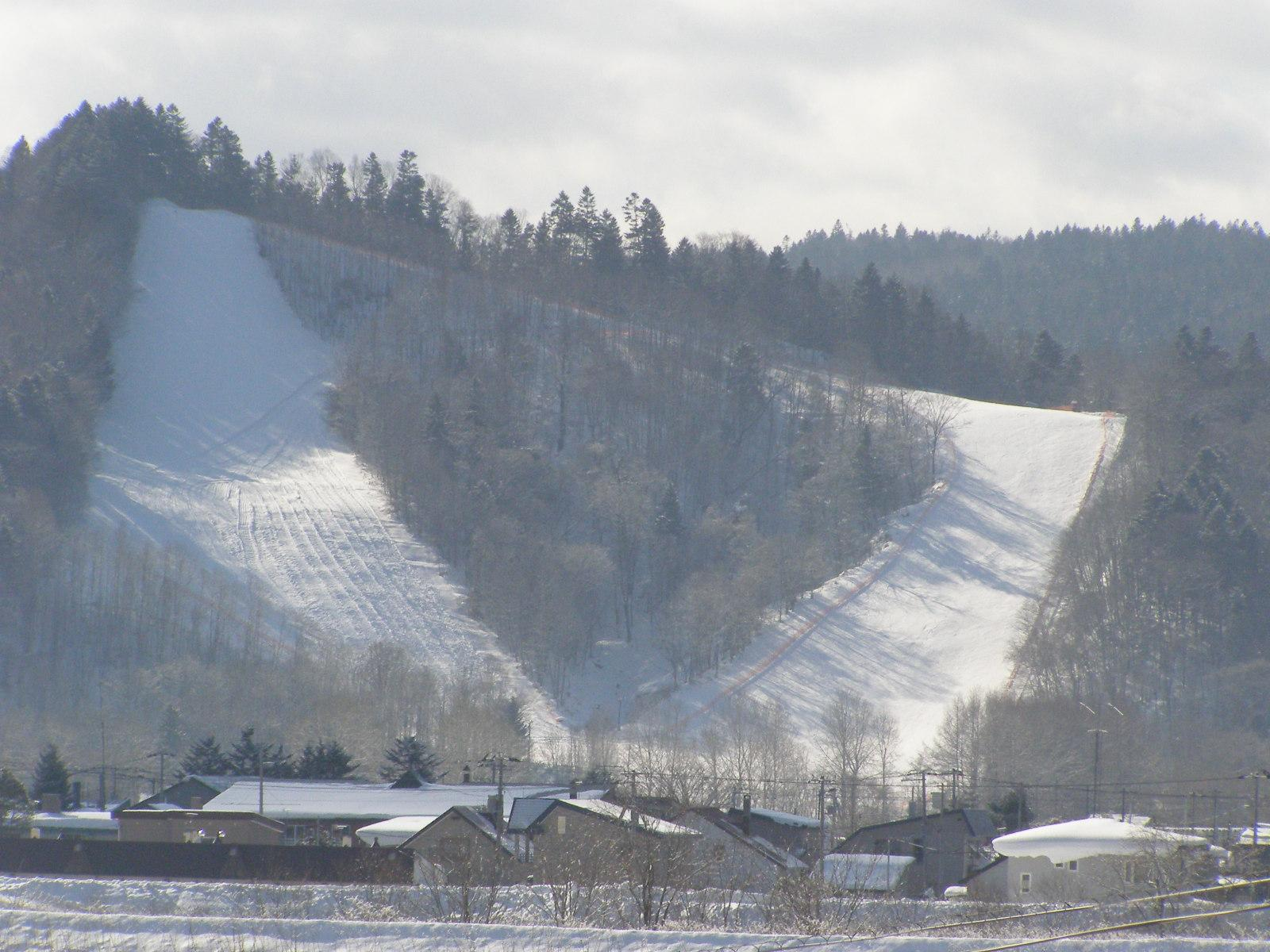
国設占冠中央スキー場
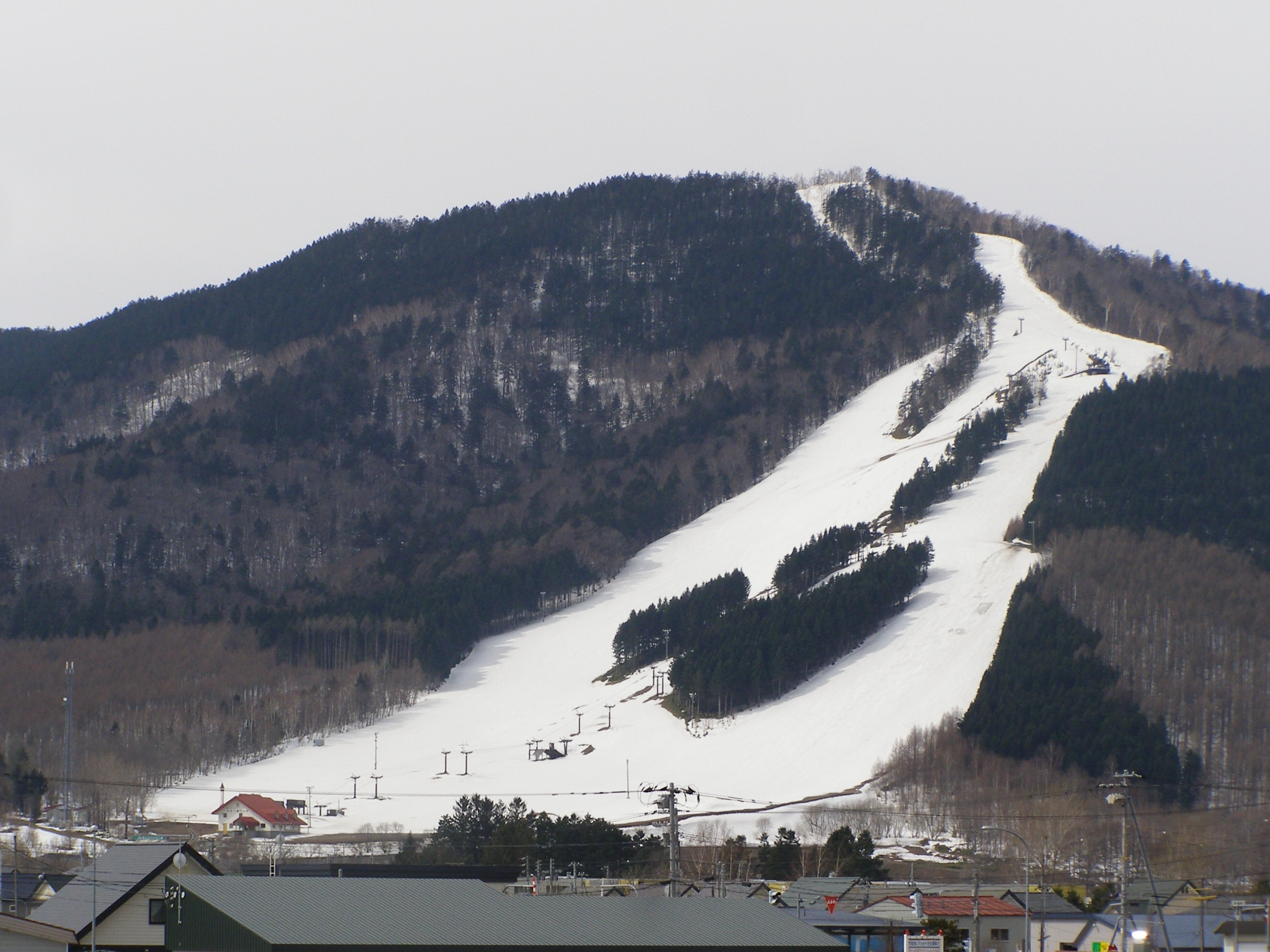
国設南ふらのスキー場
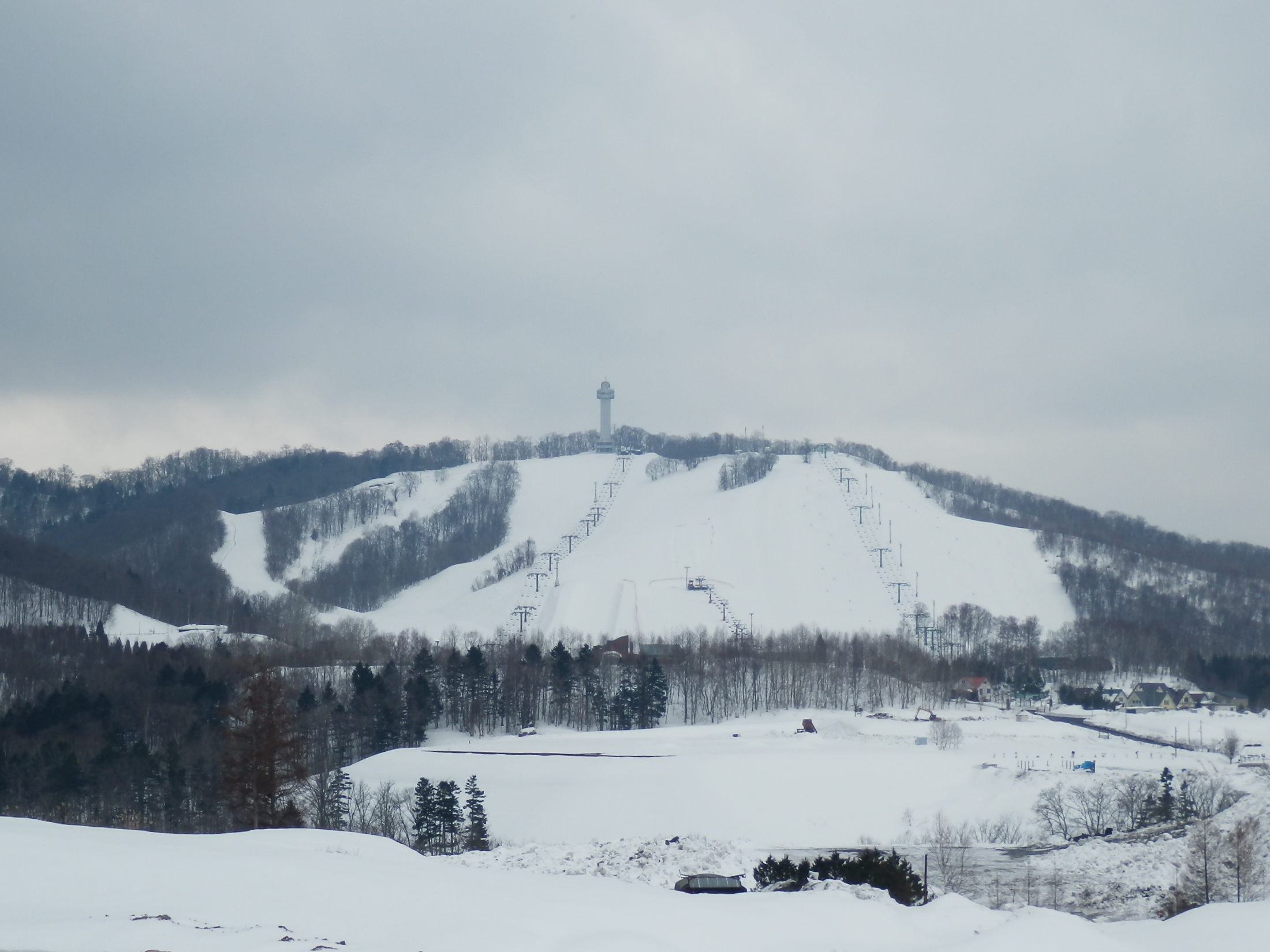
サンタプレゼントパーク・マロースゲレンデ
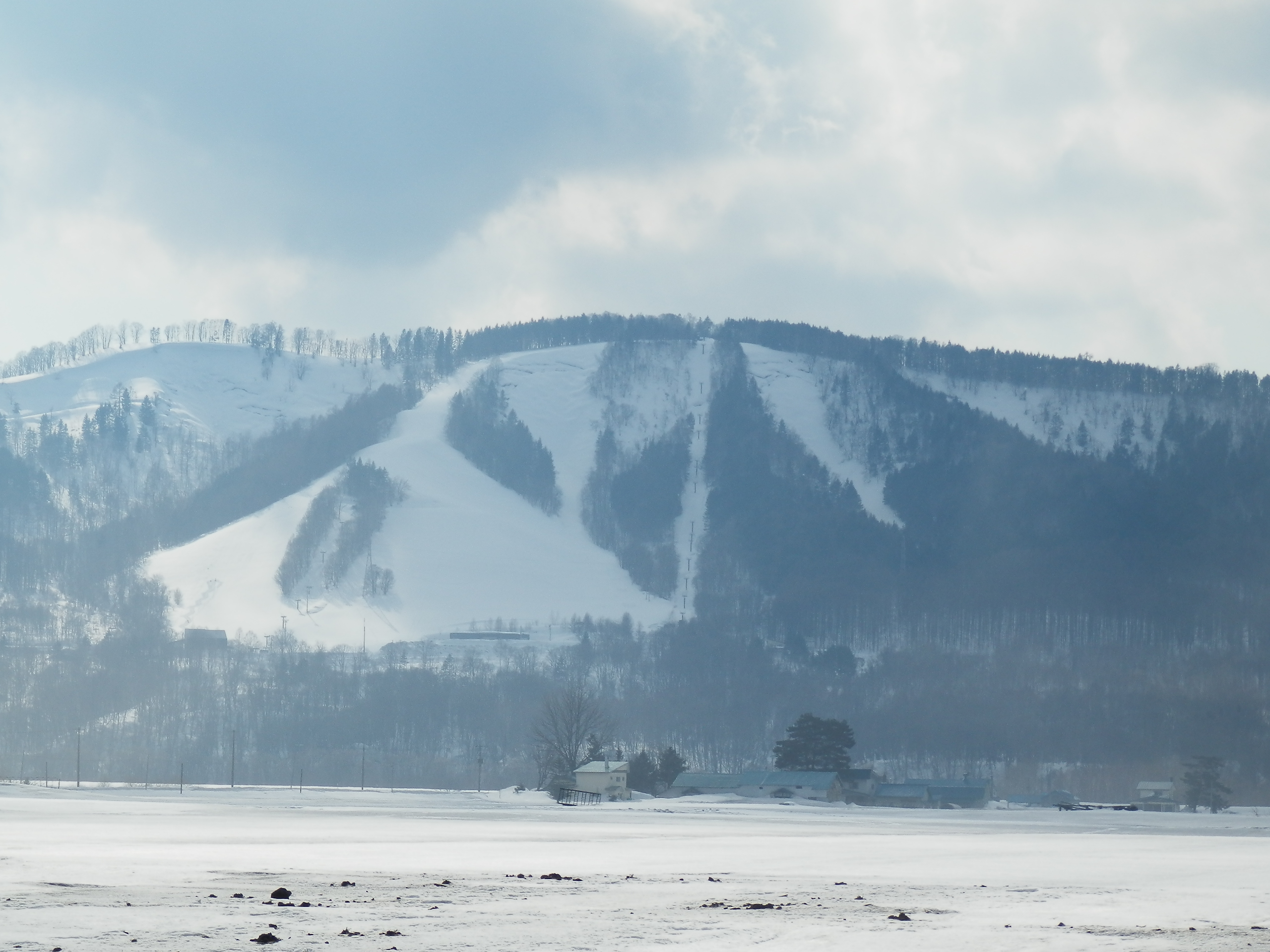
士別市日向スキー場
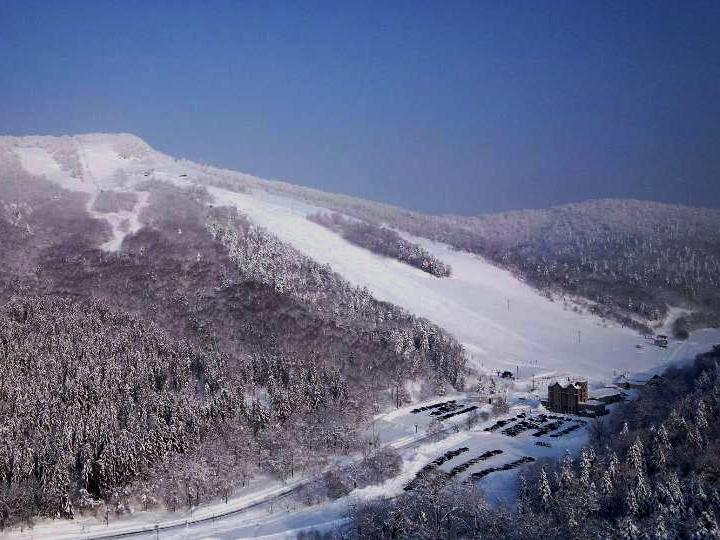
名寄ピヤシリスキー場
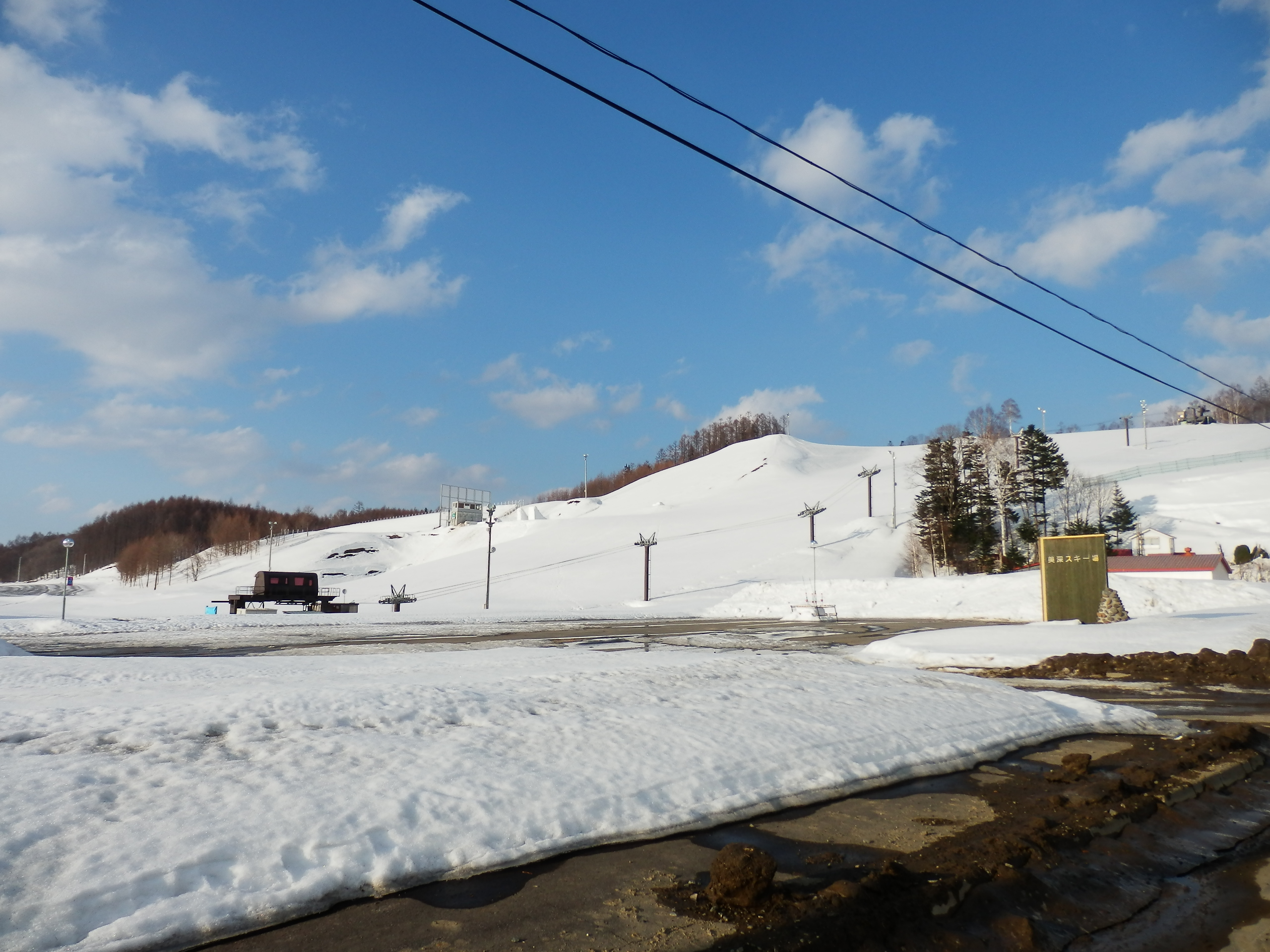
美深スキー場
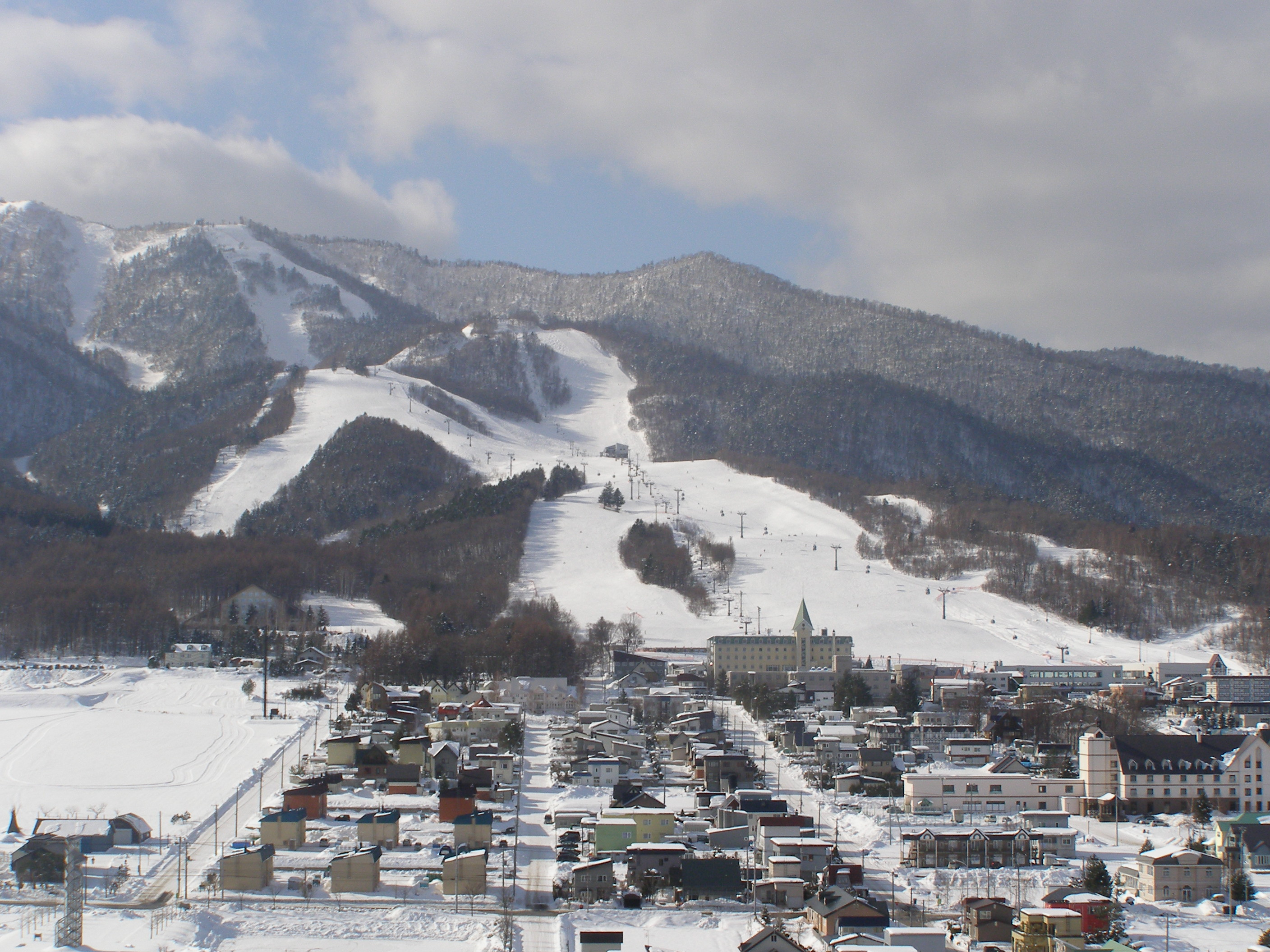
富良野スキー場（北の峰ゲレンデ）
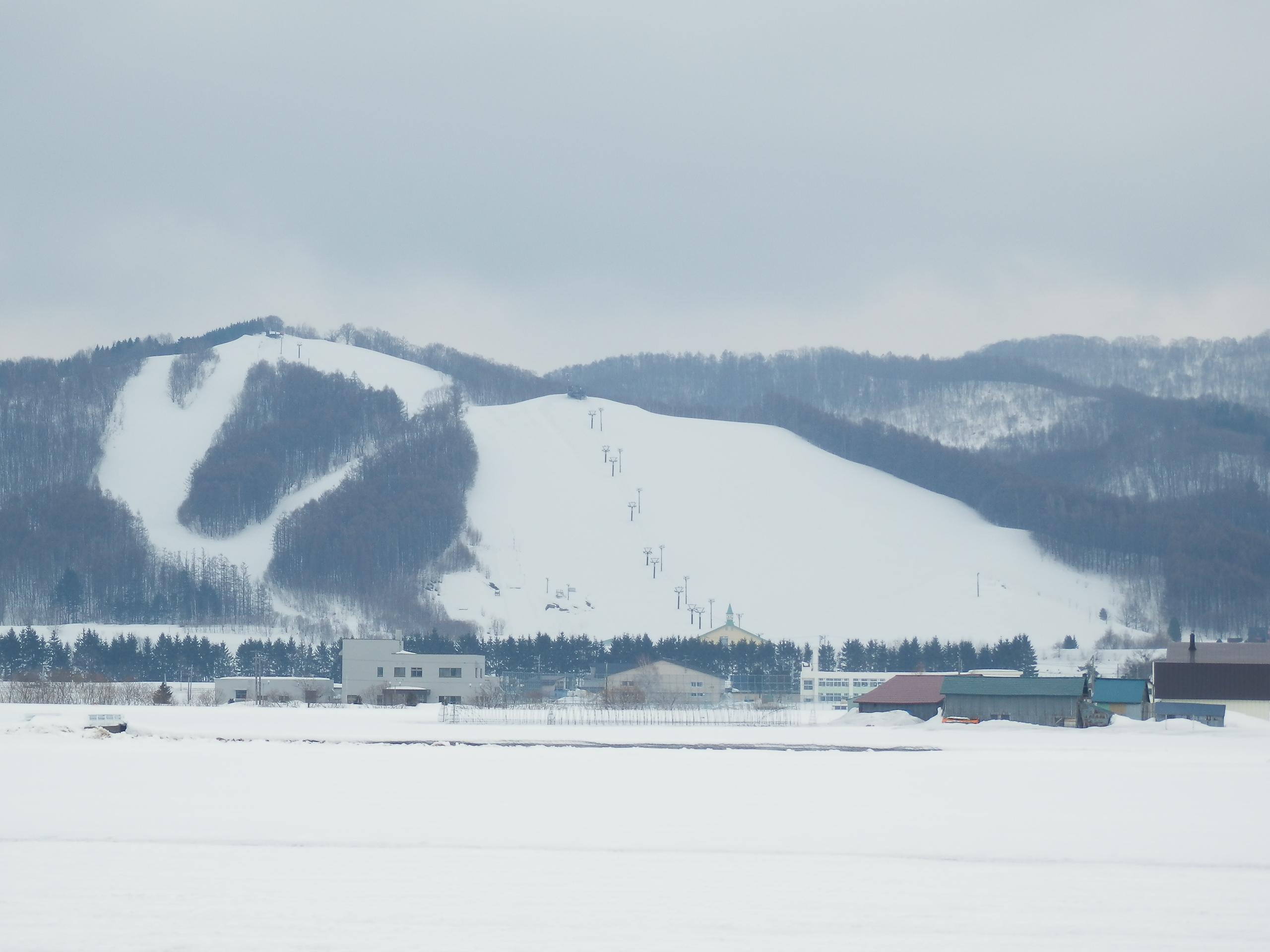
和寒東山スキー場

### 留萌振興局
- 小平町望洋台スキー場
- 天塩町民スキー場
- 増毛町暑寒別岳スキー場

廃止・休止中
- 神居岩スキー場（廃止）

### 宗谷総合振興局
- 枝幸町三笠山スキー場
- 猿払村営スキー場
- 豊富温泉町営スキー場
- 中頓別町営寿スキー場
- 幌延町東ヶ丘スキー場
- 礼文島久種湖畔スキー場（日本最北端のスキー場）

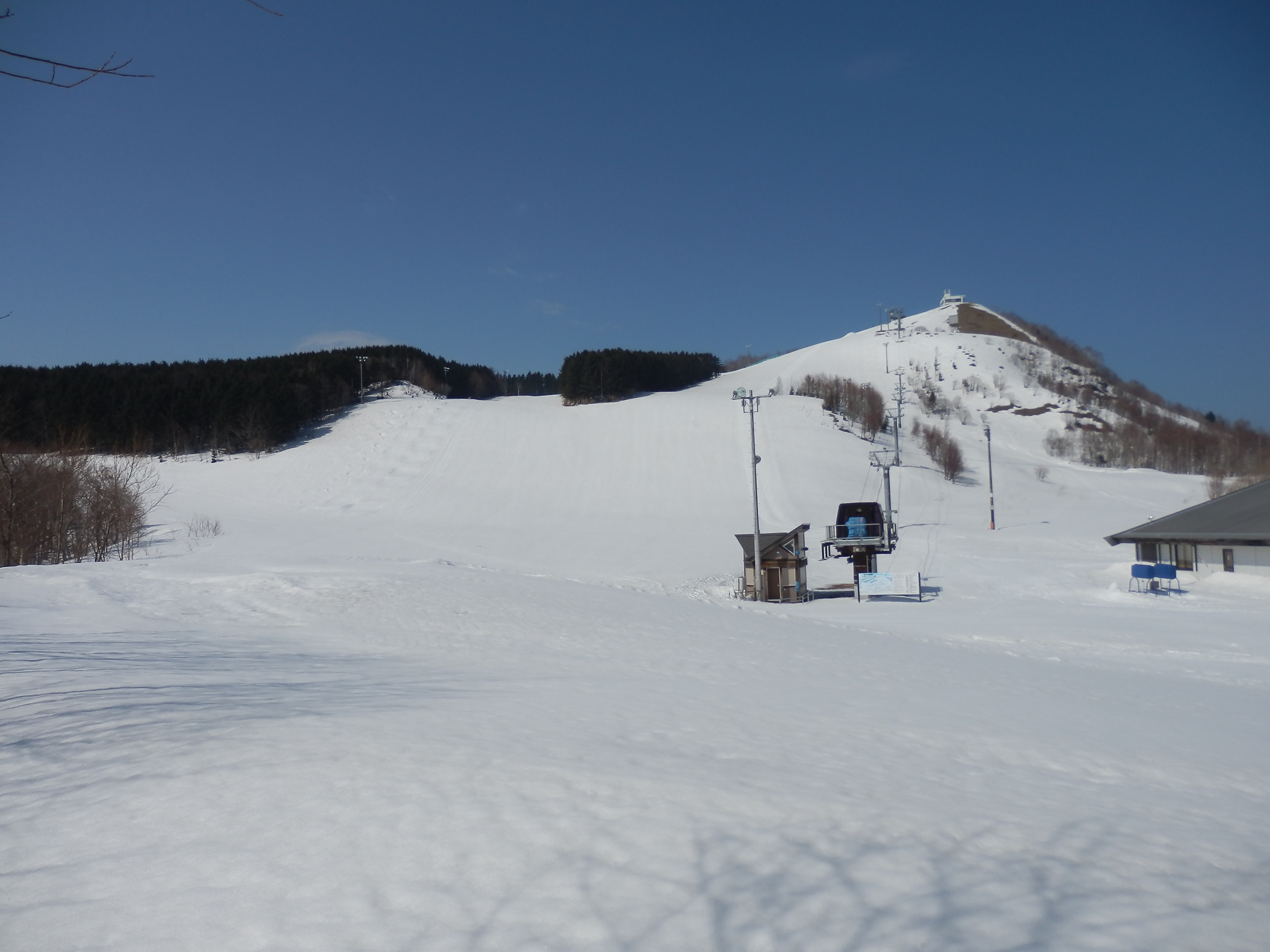
枝幸町三笠山スキー場

- 礼文島富士見ヶ丘スキー場
- 稚内こまどりスキー場

廃止・休止中
- 天北スキー場（2005年廃止）
- 稚内市公園スキー場（2006年廃止）

- 枝幸町三笠山スキー場

### オホーツク総合振興局
- 網走レークビュースキー場
- ウトロスキー場
- ウナベツスキー場
- えんがるロックバレースキー場
- 置戸町南ヶ丘スキー場
- 興部町営スキー場
- 北見若松市民スキー場
- 清里町営緑スキー場
- 五鹿山スキー場
- 佐呂間町営スキー場
- 滝上町営桜ヶ丘スキー場
- ノーザンアークリゾートスキー場（旧スキーメビウス、端野メビウススキー場）
- 宮の森スキー場
- 紋別市営大山スキー場
- 湧別町五鹿山スキー場
- 留辺蘂町八方台スキー場

廃止・休止中
- 津別スキー場（2007年廃止）[1]
- 北大雪スキー場（2009年休止、CATスキーコースとして使用）

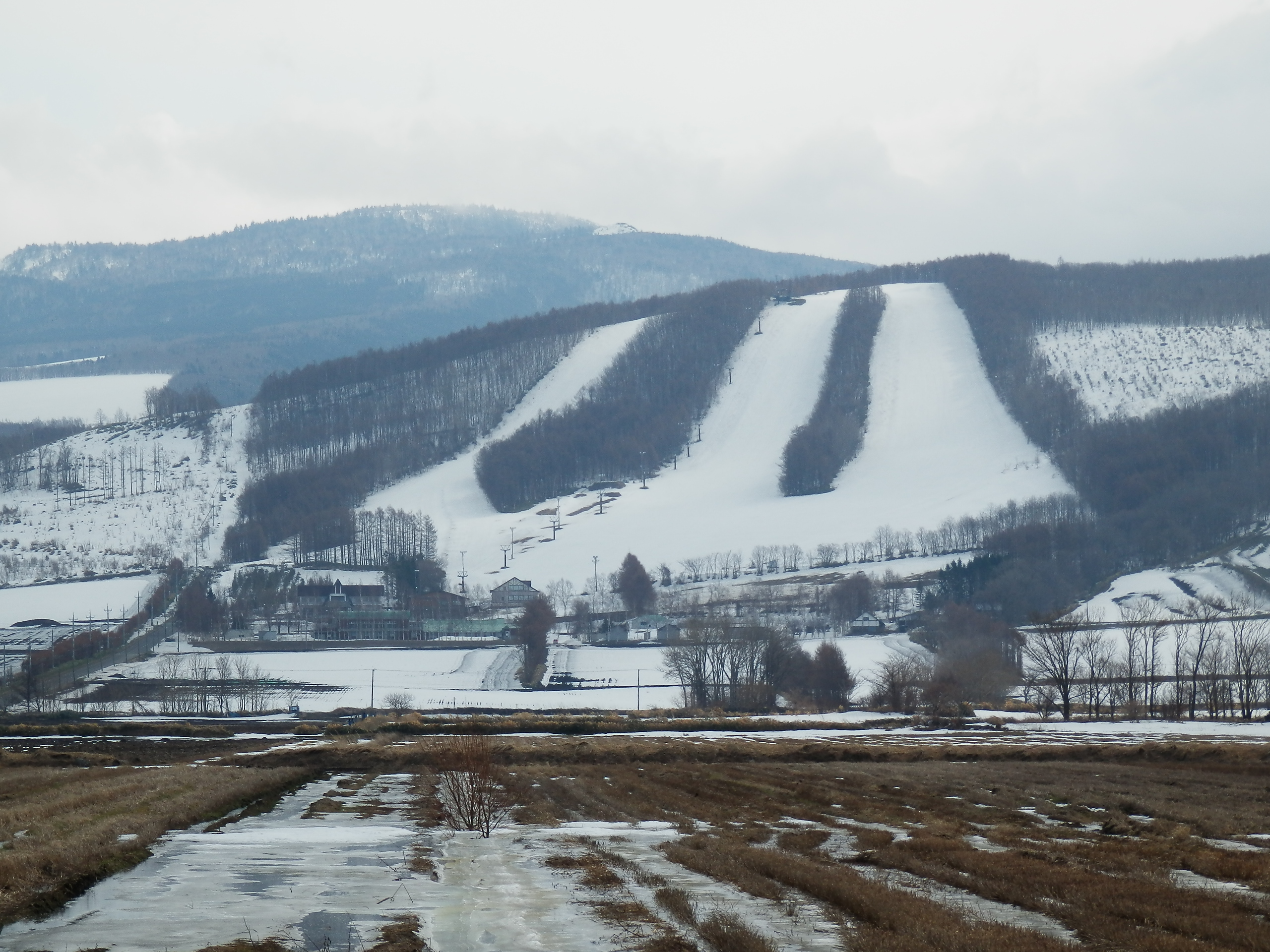
ウナベツスキー場
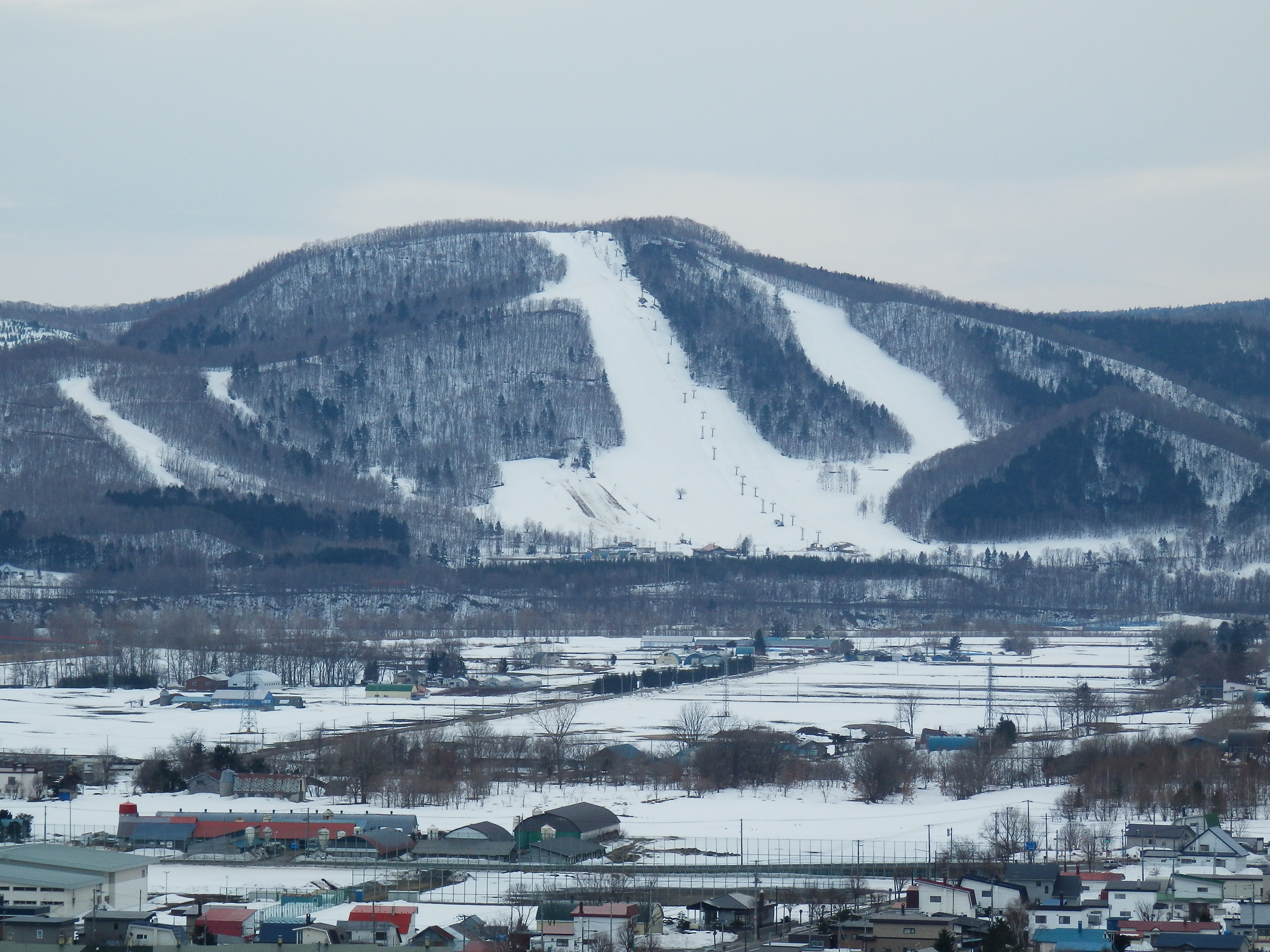
えんがるロックバレースキー場
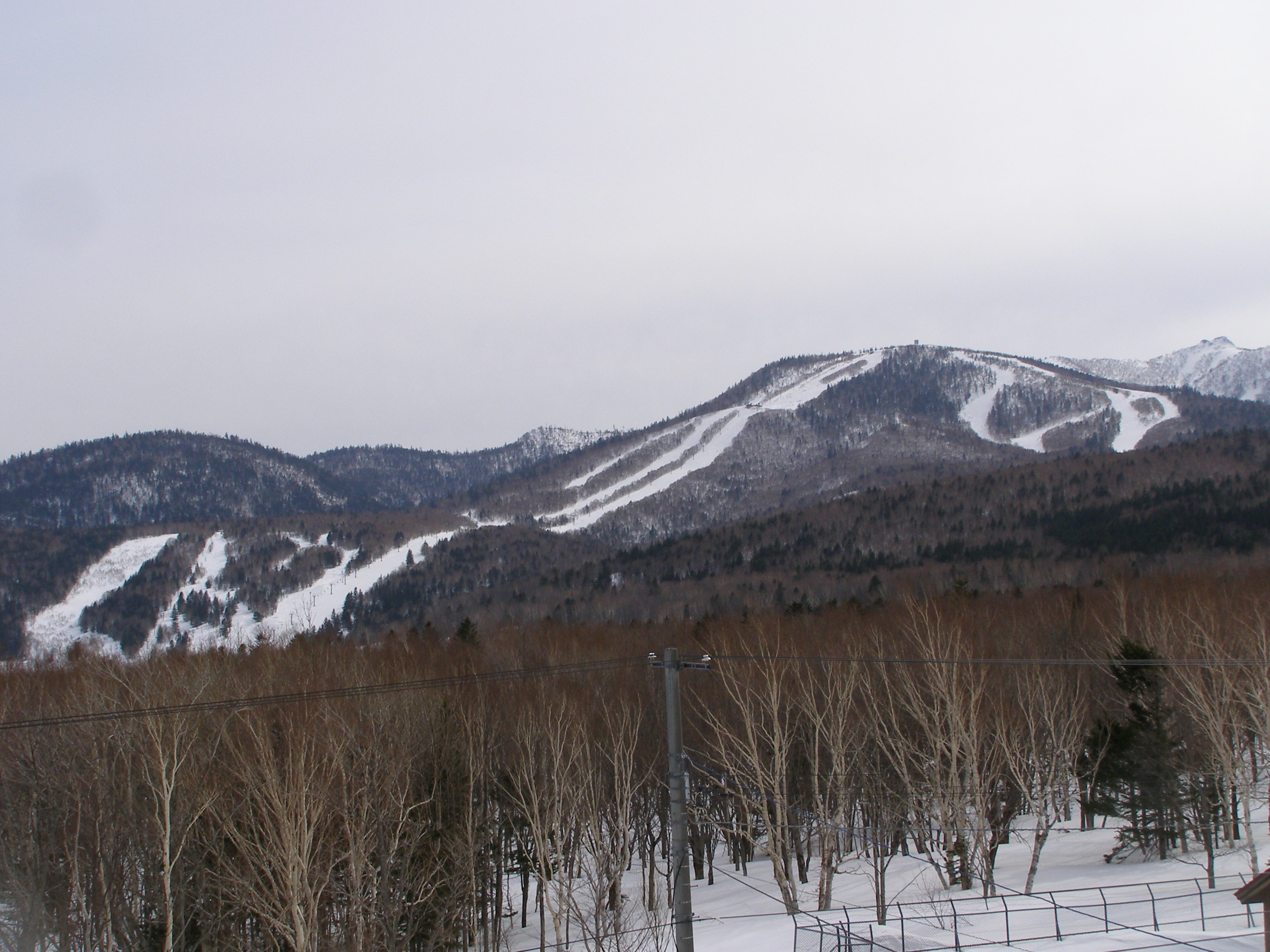
北大雪スキー場
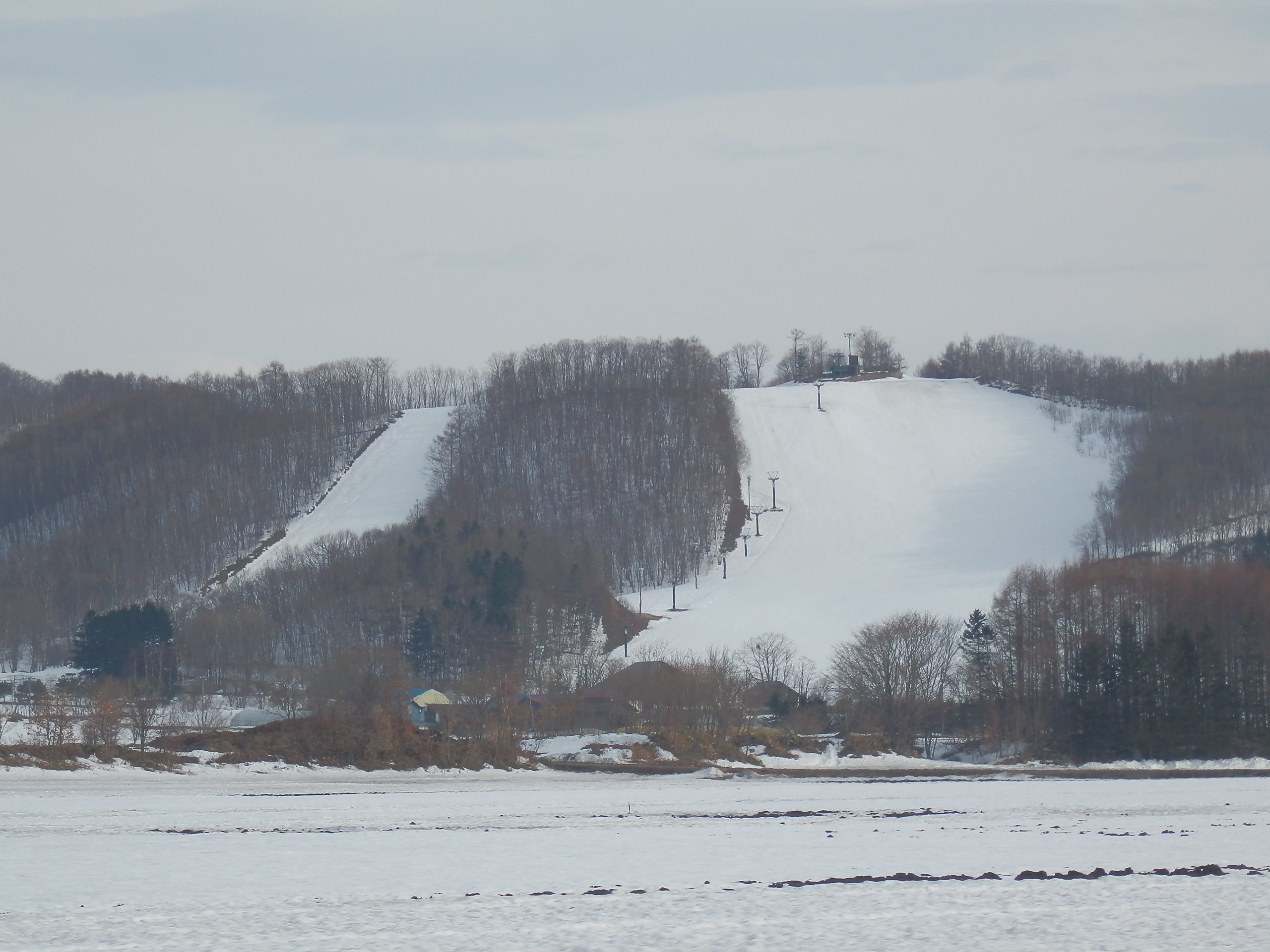
五鹿山スキー場
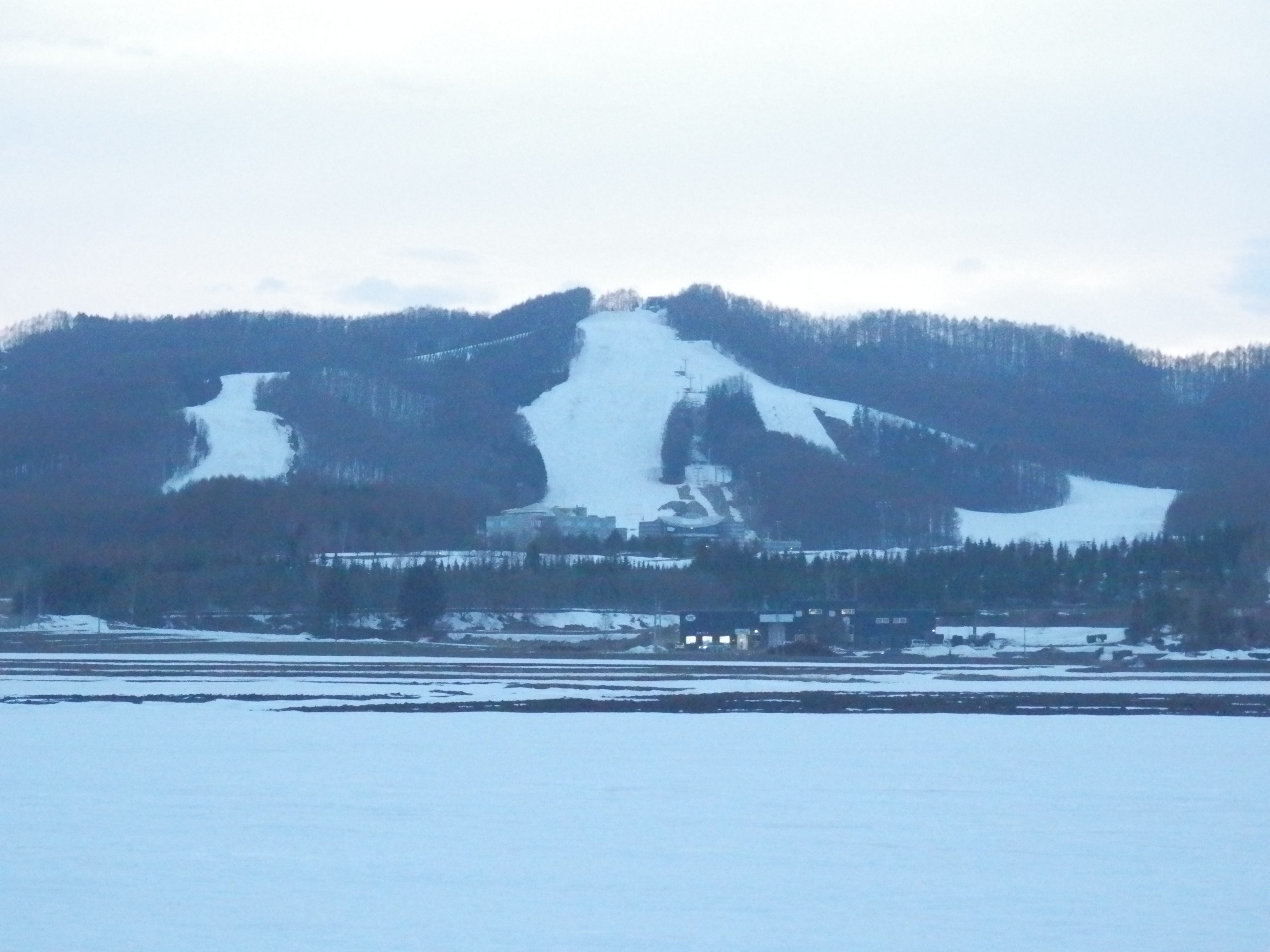
ノーザンアークリゾートスキー場
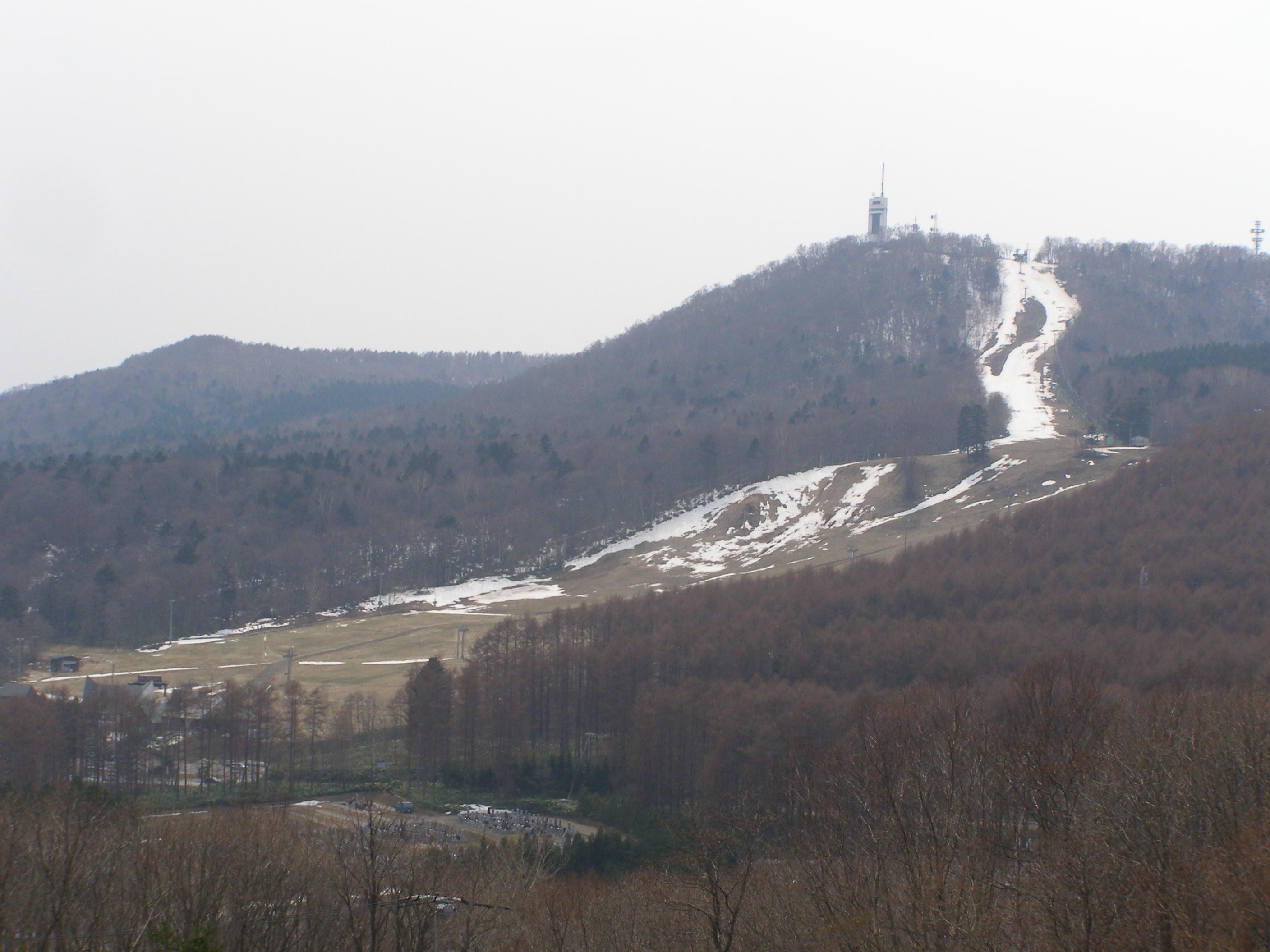
紋別市営大山スキー場

### 胆振総合振興局
- 安平山スキー場
- ウインザースノービレッジ（ホテル利用者のみ）
- オロフレスキー場
- カルルス温泉サンライバスキー場
- 穂別スキー場
- 室蘭市だんパラスキー場

廃止・休止中
- モーラップスキー場（1994年休止、2001年廃止確定）

### 日高振興局

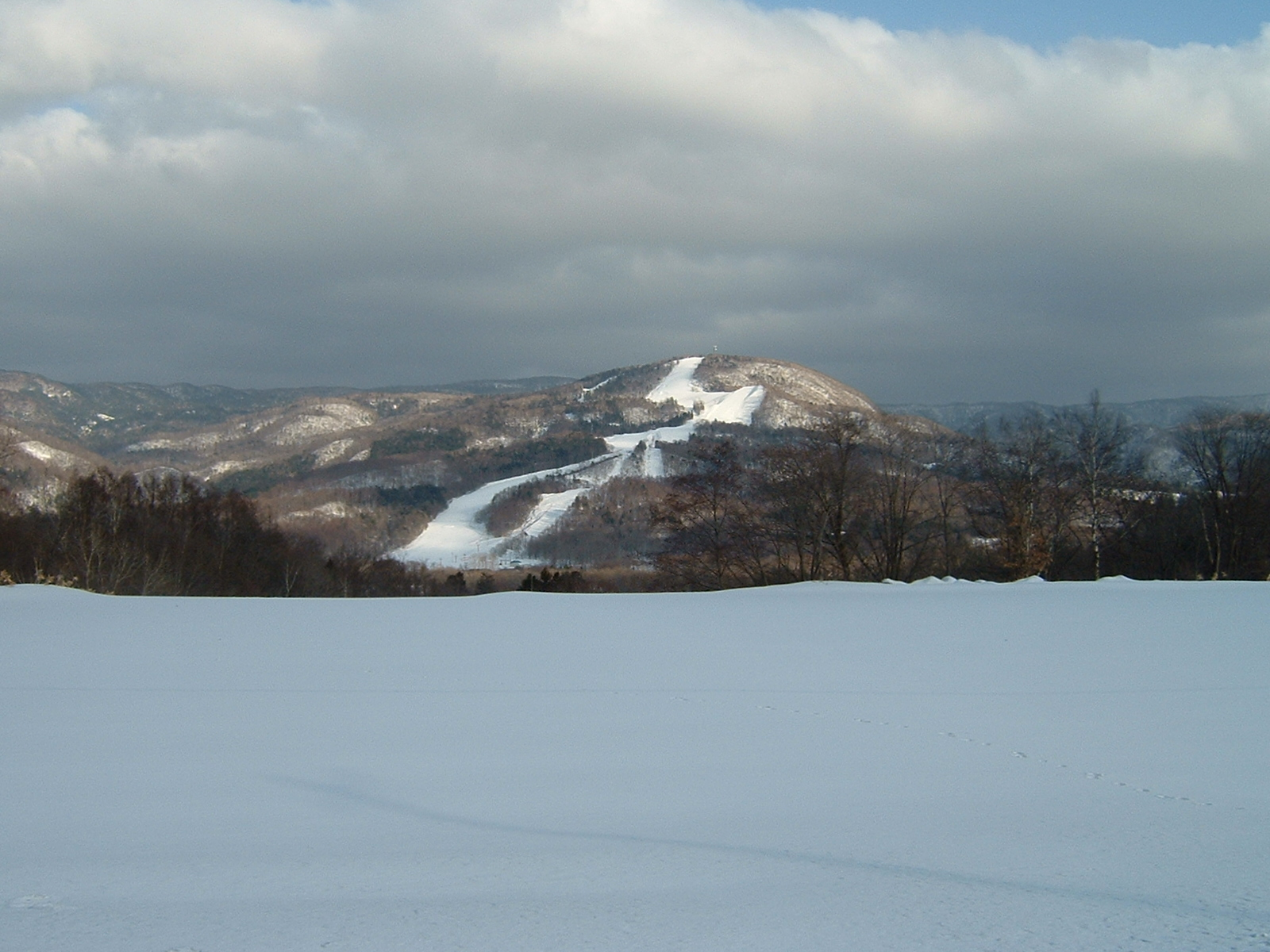
日高国際スキー場

- 日高国際スキー場

### 十勝総合振興局
- 明野ヶ丘スキー場

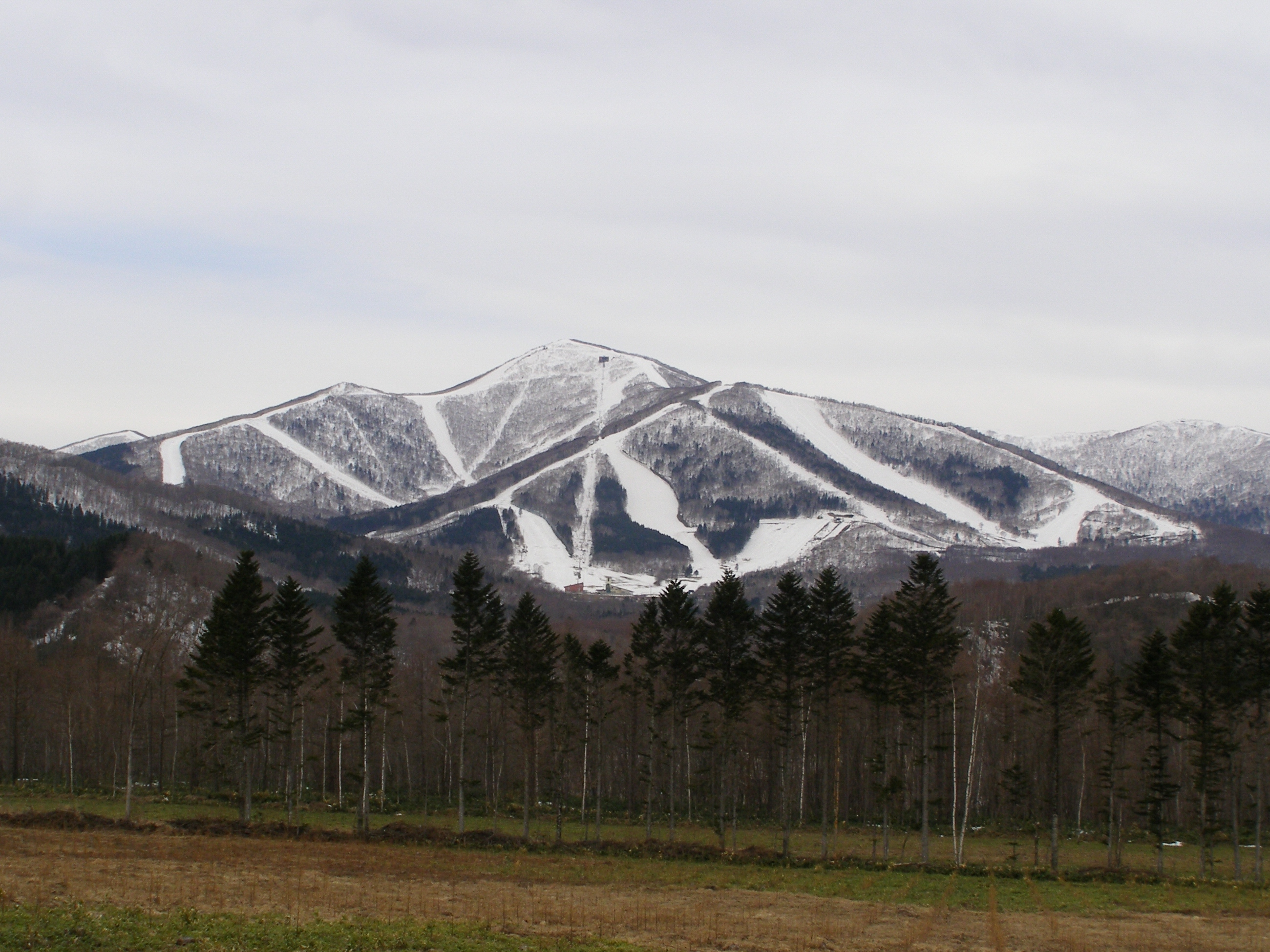
サホロリゾート
- 新得山スキー場
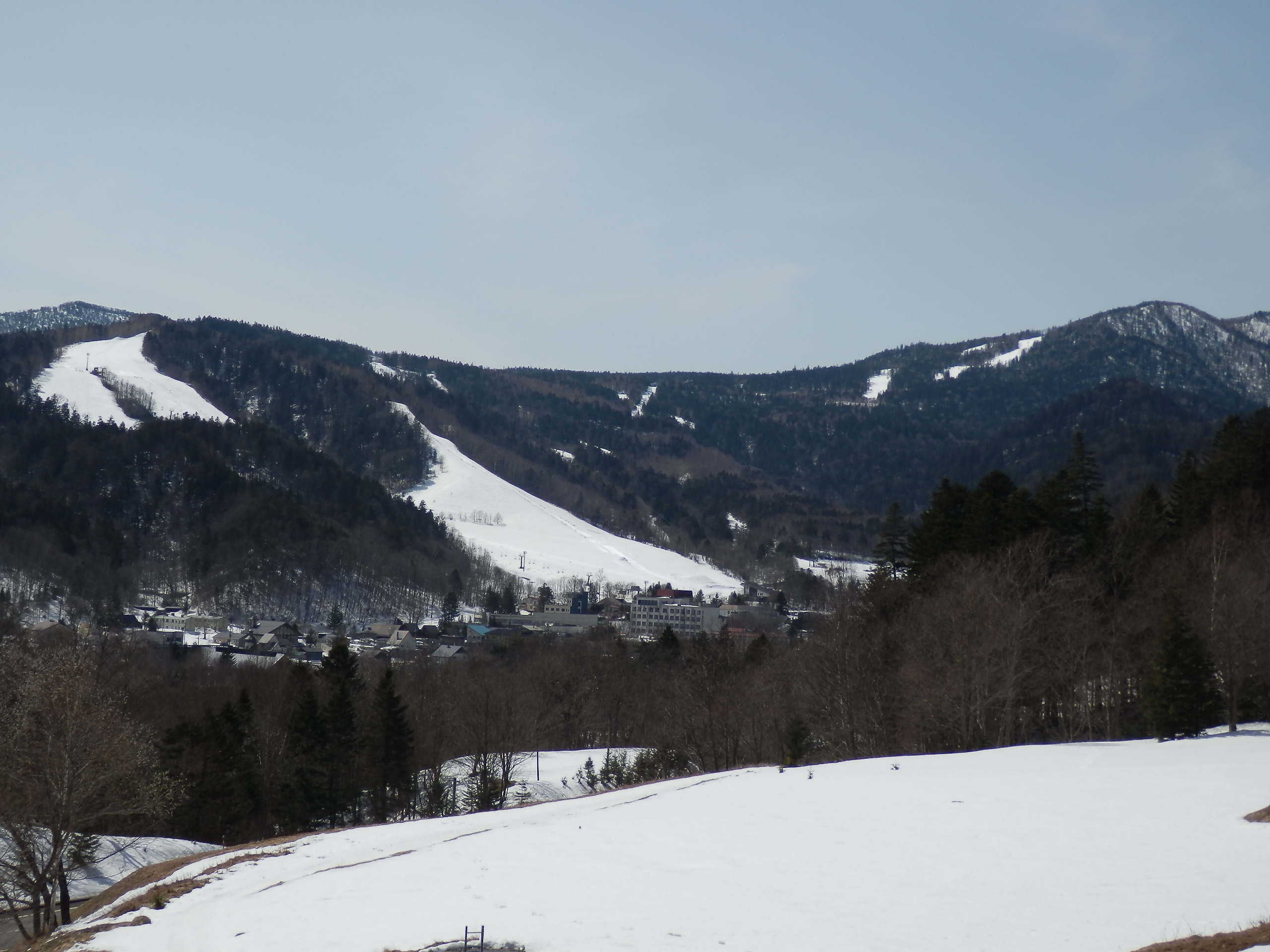
ぬかびら源泉郷スキー場（旧 糠平温泉スキー場）
- 白銀台スキー場
- メムロスキー場

廃止・休止中
- 日勝スキー場（2004年度廃止）[8]

- サホロリゾート
- ぬかびら源泉郷スキー場

### 釧路総合振興局
- 阿寒ロイヤルバレイスキー場
- 国設阿寒湖畔スキー場

廃止・休止中

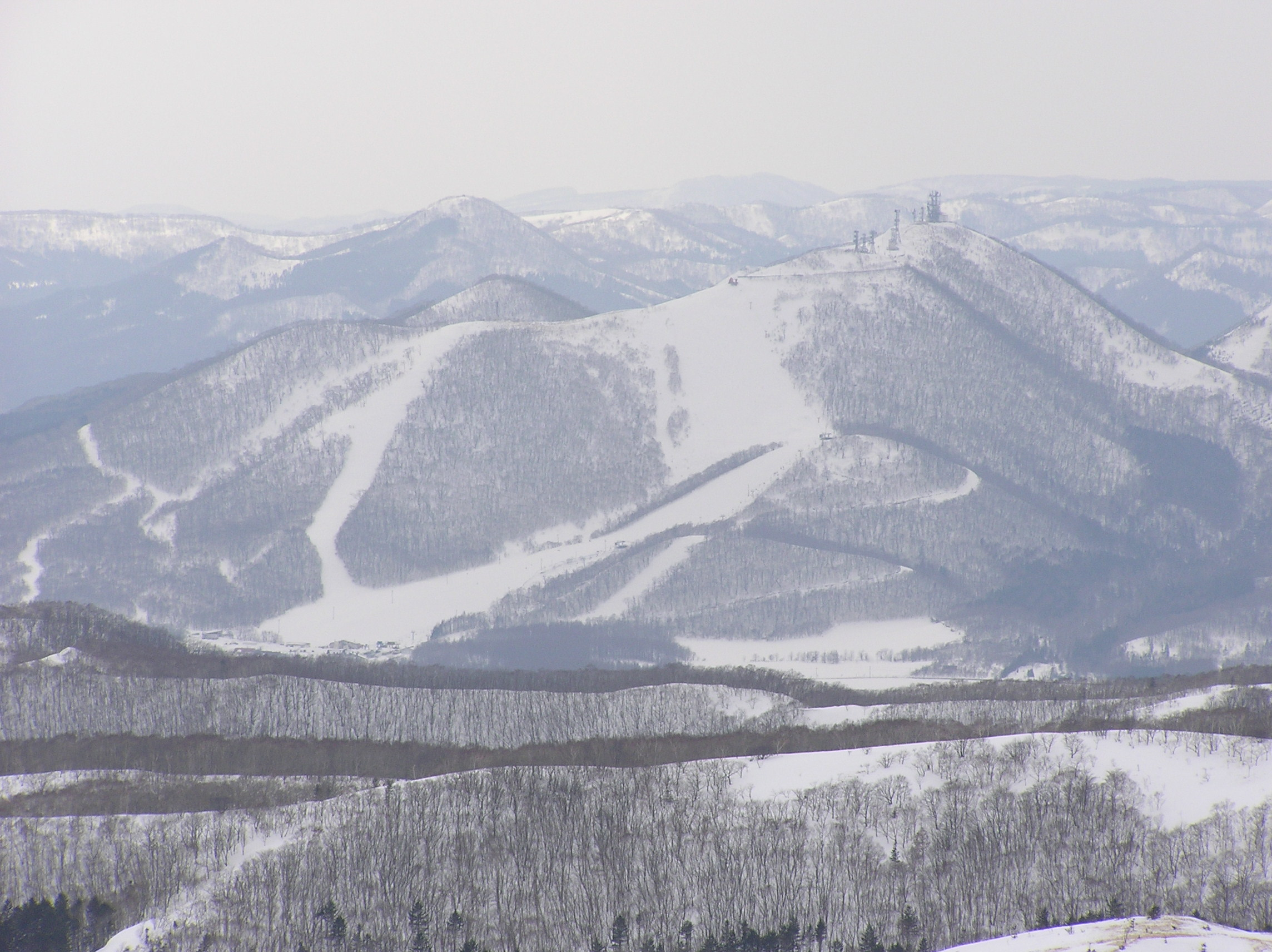
ビラオスキー場（2008年廃止）
- 釧路市鶴丘スキー場（2022年廃止)[9]

- ビラオスキー場

### 根室振興局

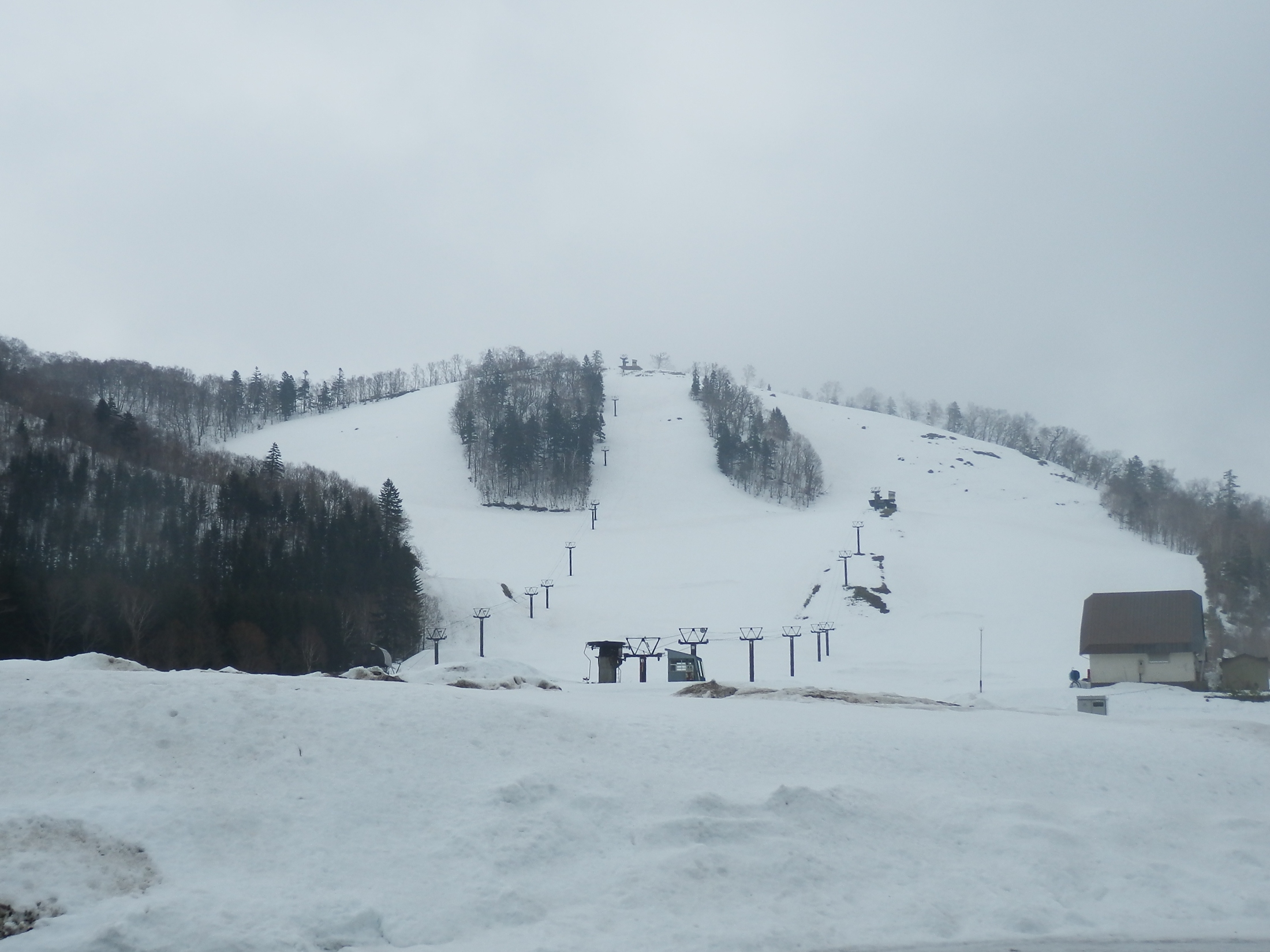
標津町営金山スキー場

廃止・休止中
- 羅臼町民スキー場（2008年廃止）

- 標津町営金山スキー場

## 東北地方

### 青森県
- アップルヒルスキー場
- 岩木山百沢スキー場
- 兎沢スキー場
- 大鰐温泉スキー場
- 於法岳スキー場
- 金ヶ沢スキー場
- 釜臥山スキー場
- 五所川原市嘉瀬スキー場
- 七戸町営スキー場
- そうまロマントピアスキー場
- 創遊村229スキーランド
- 奥入瀬渓流温泉スキー場（旧十和田湖温泉スキー場）[10]
- 中泊町営宮野沢スキー場
- 青森スプリング・スキーリゾート（旧鯵ヶ沢スキー場→ナクア白神スキーリゾート）
- 八甲田スキー場
- manogamiスキー場
- みどりの大地とロマンの森公園スキー場
- モヤヒルズ
- 夜越山スキー場

廃止・休止中
- 今別スキー場（休止）
- 黒石市青少年の森スキー場（2011年廃止）
- 板ノ沢スキー場（2012年廃止）
- 高長根ファミリースキー場（2018年廃止）[11]
- 東目屋スキー場（廃止）
- 階上町野沢スキー場（廃止）
- 鯵ヶ沢大高山スキー場（廃止）
- 段々畑スキー場（営業確認できず）
- 東奥スキー場（営業確認できず）
- 岩木山スカイラインスキー場（営業確認できず）
- 国設野辺地まかど温泉スキー場（2022年休止)[12]
- 外ヶ浜町蟹田スキー場（2024年廃止)[13]

### 岩手県
- 安比高原スキー場
- 網張温泉スキー場
- 岩手高原スノーパーク
- 奥中山高原スキー場
- 国見平スキー場
- 夏油高原スキー場
- 雫石スキー場
- 田山スキー場
- 遠野市赤羽根スキー場
- 西和賀町営湯田スキー場
- 八幡平リゾート下倉スキー場
- 八幡平リゾートパノラマスキー場
- 花巻鉛温泉
- 平庭高原スキー場
- ひめかゆスキー場
- 祭畤スノーパーク
- 盛岡市立生出スキー場

廃止・休止中
- 早坂高原スノーランド（休業）
- 岩山パークスキー場（2022年廃止）[14]
- 奥州市営越路スキー場（2022年廃止）
- 国設八幡平スキー場（2008年廃止）
- 盛岡ハイランドスキー場（閉鎖）

### 宮城県
- 泉ヶ岳スキー場
- 上野々スキー場
- オニコウベスキー場
- スプリングバレー泉高原スキー場
- みやぎ蔵王えぼしスキー場
- みやぎ蔵王七ヶ宿スキー場
- みやぎ蔵王白石スキー場
- みやぎ蔵王スキー場すみかわスノーパーク
- やくらいファミリースキー場

廃止・休止中
- 青根温泉スキー場（1972年廃止）
- 鳴子スキー場（2002年廃止）
- 八森スキー場（2009年廃止）
- 定義スキー場（廃止）
- 西仙台ハイランドスキー場（廃止）
- セントメリースキー場（2024年廃止）[15]

### 秋田県
- 秋田八幡平スキー場
- 阿仁スキー場
- 稲川スキー場
- 大曲ファミリースキー場
- 大台スキー場
- 協和スキー場
- 後三年スキー場
- ジュネス栗駒スキー場
- 水晶山スキー場
- 太平山スキー場オーパス
- たざわ湖スキー場
- 鳥海高原矢島スキー場
- 天下森スキー場
- 花輪スキー場
- 藤里町営スキー場
- 薬師山スキー場

廃止・休止中
- 大湯温泉スキー場（2001年廃止）
- 五城目町営恋地スキー場（現：オフロードコース）（2006年休止）
- 秋ノ宮スキー場（2008年休止）
- 田沢湖高原アッスルスキー場（休止）
- 森吉スキー場（2005年廃止）[16]
- 千畑スキー場（2004年廃止）[16]
- 鳥海オコジョランドスキー場（2014年廃止）
- 湯沢スキー場（2017年廃止）[17]
- 小安温泉スキー場（2017年廃止）[17]
- 大森公園スキー場（2018年廃止）[18]
- 山内スキー場（2018年廃止）[18]
- 横手公園スキー場（2018年廃止）
- 休暇村・乳頭スキー場（廃止）
- 神岡スキー場（廃止）
- 秋田市営手形山スキー場 (廃止)
- スノーワールドタザワ（廃止）
- 保呂羽山スキー場（廃止）
- 真山スキー場（廃止）

### 山形県
- Asahi自然観スノーパーク
- 秋山スキー場
- 小野川温泉スキー場
- 月山スキー場
- 神室スキー場
- 櫛引たらのきだいスキー場

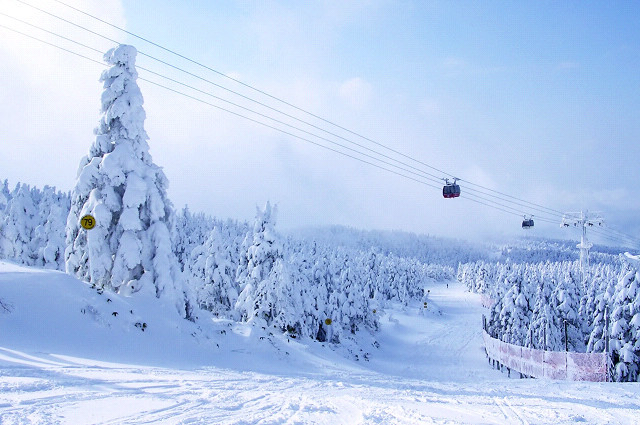
山形蔵王温泉スキー場

- 黒伏高原スノーパークジャングル・ジャングル
- 小鳥山スキー場
- 蔵王猿倉スキー場
- 蔵王ライザスキーワールド
- 白鷹町営スキー場
- 新庄市民スキー場
- 天元台高原スキー場
- 天童高原スキー場
- 手ノ子スキー場
- 西川町民スキー場
- 羽黒山スキー場
- 花笠高原スキー場
- 松山スキー場
- やまがた赤倉温泉スキー場
- 蔵王温泉スキー場
- 湯殿山スキー場
- 湯の台スキー場
- 横根スキー場
- 米沢スキー場

廃止・休止中
- 栗子国際スキー場（休止）
- サンマリーナ玉庭スキー場（休止）
- 猿羽根山スキー場（廃止）
- スノーパーク面白山（休止）
- 西蔵王スキー場（廃止）
- 山辺白山スキー場（廃止）
- あつみ温泉一本木（2012年度廃止）[19]
- 五色スキー場（1998年廃止）[20]
- 大石田町営里山スキー場（2012年廃止）
- 最上川スキー場（1999年廃止）[16]
- 次年子スキー場（廃止）

### 福島県

#### 会津地方（猪苗代・裏磐梯）
- 星野リゾート　アルツ磐梯
- 猪苗代スキー場
- 裏磐梯スキー場
- グランデコスノーリゾート
- 沼尻スキー場
- 星野リゾート　猫魔スキー場
- 三ノ倉スキー場
- リステルスキーファンタジア

廃止・休止中
- 横向温泉スキー場（営業休止中）
- 猪苗代リゾートスキー場（営業休止中）[21]

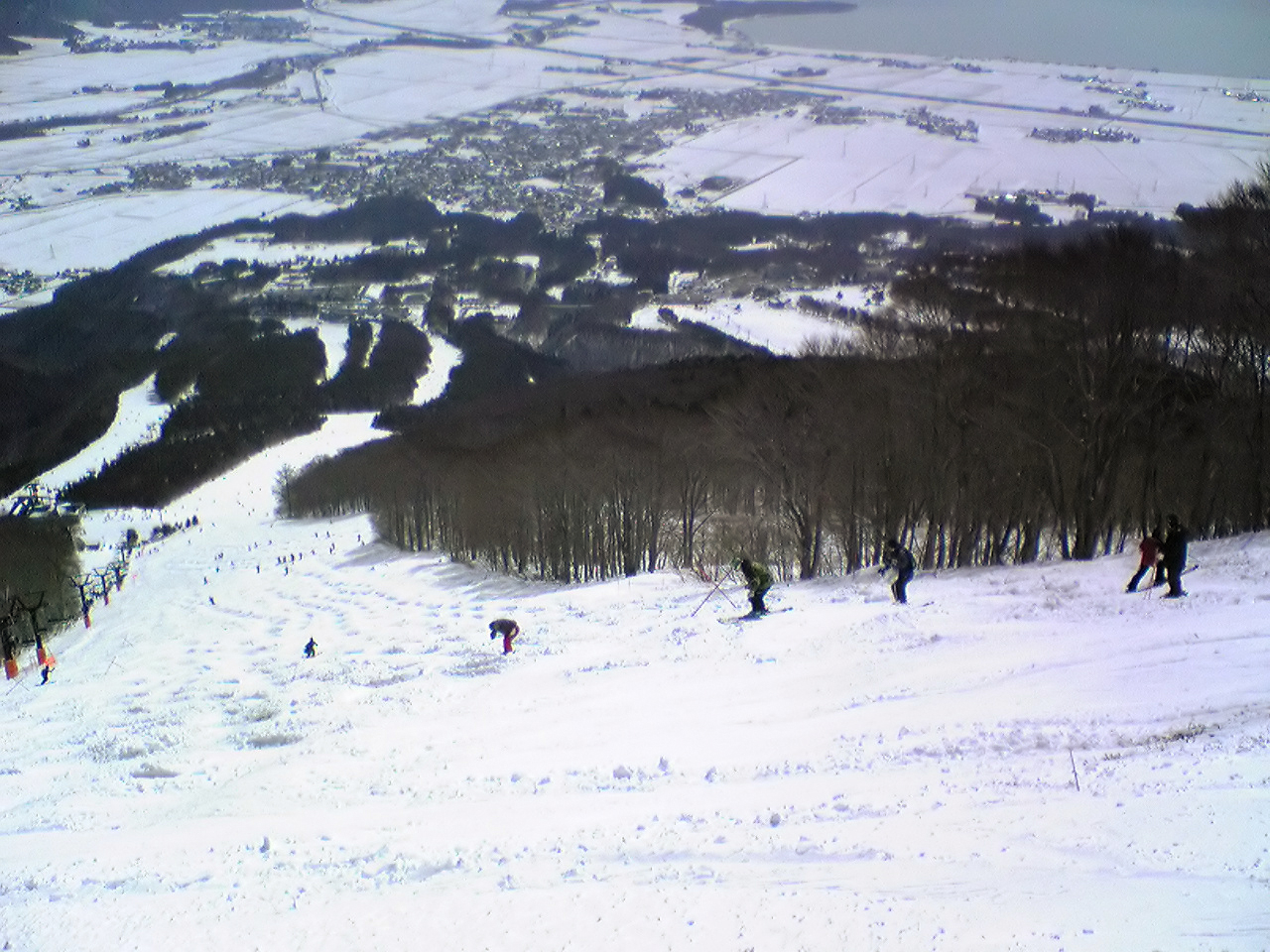
猪苗代スキー場

- 会津東山おおすごスキー場（1997年廃止）
- 喜多方五分一スキー場（2001年廃止）
- 会津坂下町営スキー場（2006年廃止）
- 箕輪スキー場（営業休止中）
- ファミリースノーパークばんだい×2（2021年休止）

#### 奥会津地方（南会津・只見）

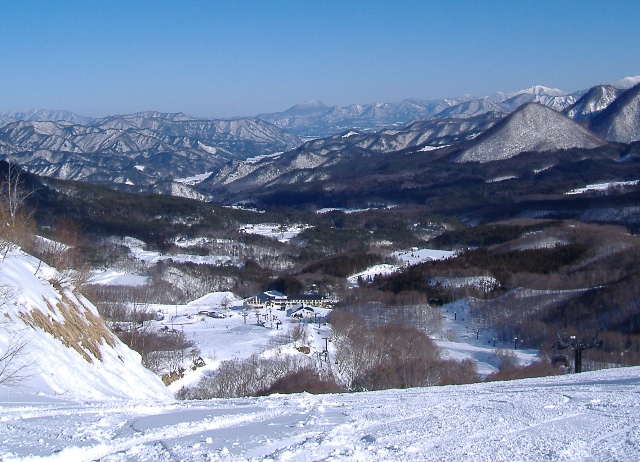
だいくらスキー場、奥会津を望む

- 会津高原だいくらスキー場
- 会津高原たかつえスキー場
- 会津高原高畑スキー場
- 会津高原南郷スキー場
- 只見スキー場
- 檜枝岐温泉スキー場
- フェアリーランドかねやまスキー場

廃止・休止中
- 柳津温泉スキー場（2001年廃止）
- 昭和村営スキー場（2003年廃止）

#### 中通り
- あだたら高原スキー場
- 二本松塩沢スキー場

廃止・休止中
- 白河高原スキー場（2000年廃止）[22]
- 吾妻スキー場（2012年廃止）
- スキーリゾート天栄（2021年休止）
- グランディ羽鳥湖スキーリゾート（2024年休止）[23]

## 関東地方

### 栃木県
- エーデルワイス スキーリゾート
- 日光湯元温泉スキー場
- ハンターマウンテン塩原

廃止・休止中
- 前黒スキー場（1978年廃止）
- メイプルヒルスキーリゾート（2000年廃止）
- 鶏頂山スキー場（2000年廃止）[24]
- 湯西川温泉スキー場（2002年の廃止後、地元民がTバーでの営業）[24]
- 霧降高原スキー場（2004年廃止、夏リフトは2010年廃止）[24]
- 日光菖蒲ヶ浜スキー場（2006年廃止）[24]
- 那須温泉ファミリースキー場（2022年廃止）[24]
- 鬼怒高原スキー場（廃止）
- 茶ノ木平スキー場（廃止）
- 中三依ファミリースキー場（廃止）
- マウントジーンズスキーリゾート那須（2024年廃止）[24]

### 群馬県

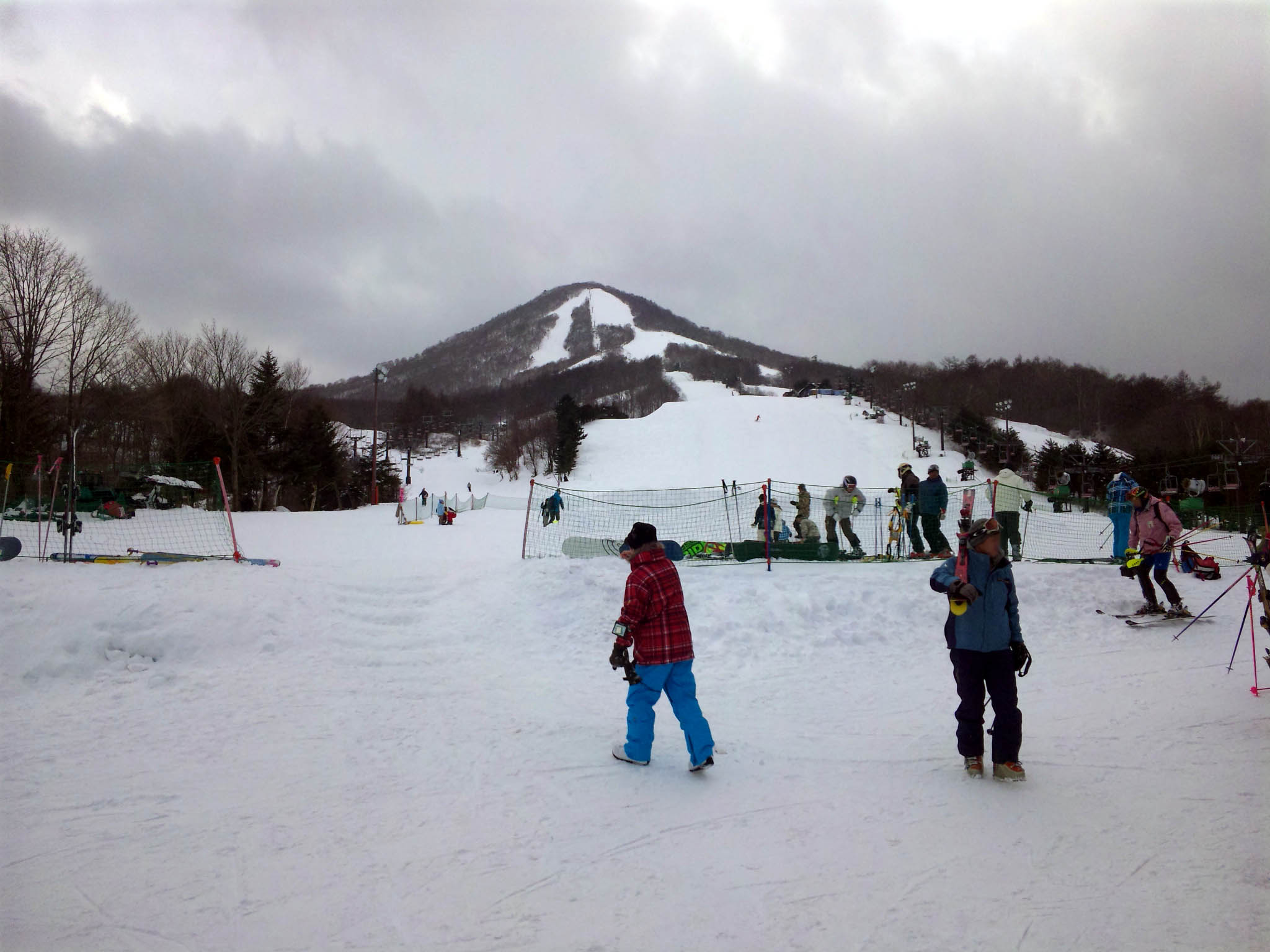
鹿沢スノーエリア

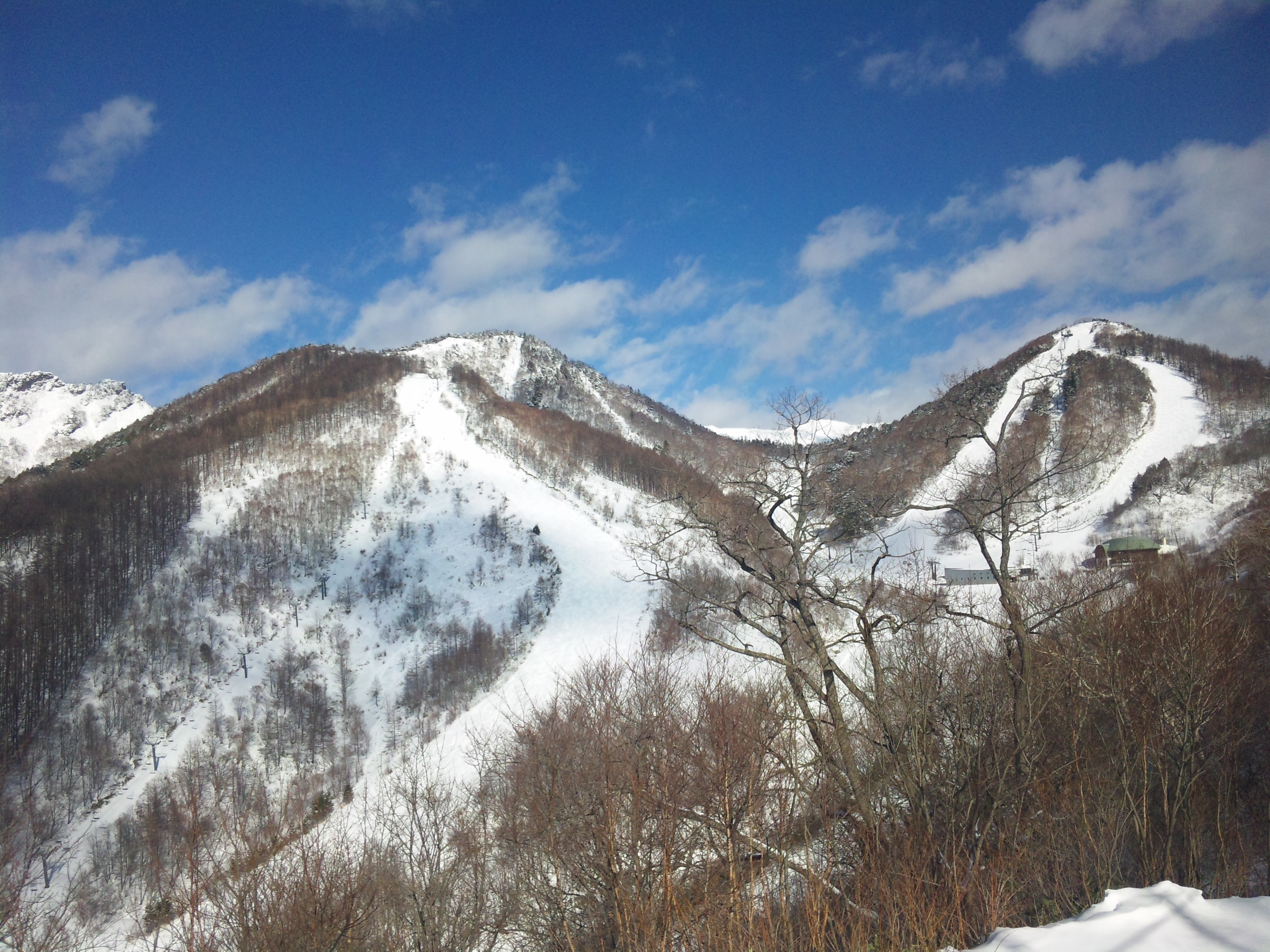
川場スキー場

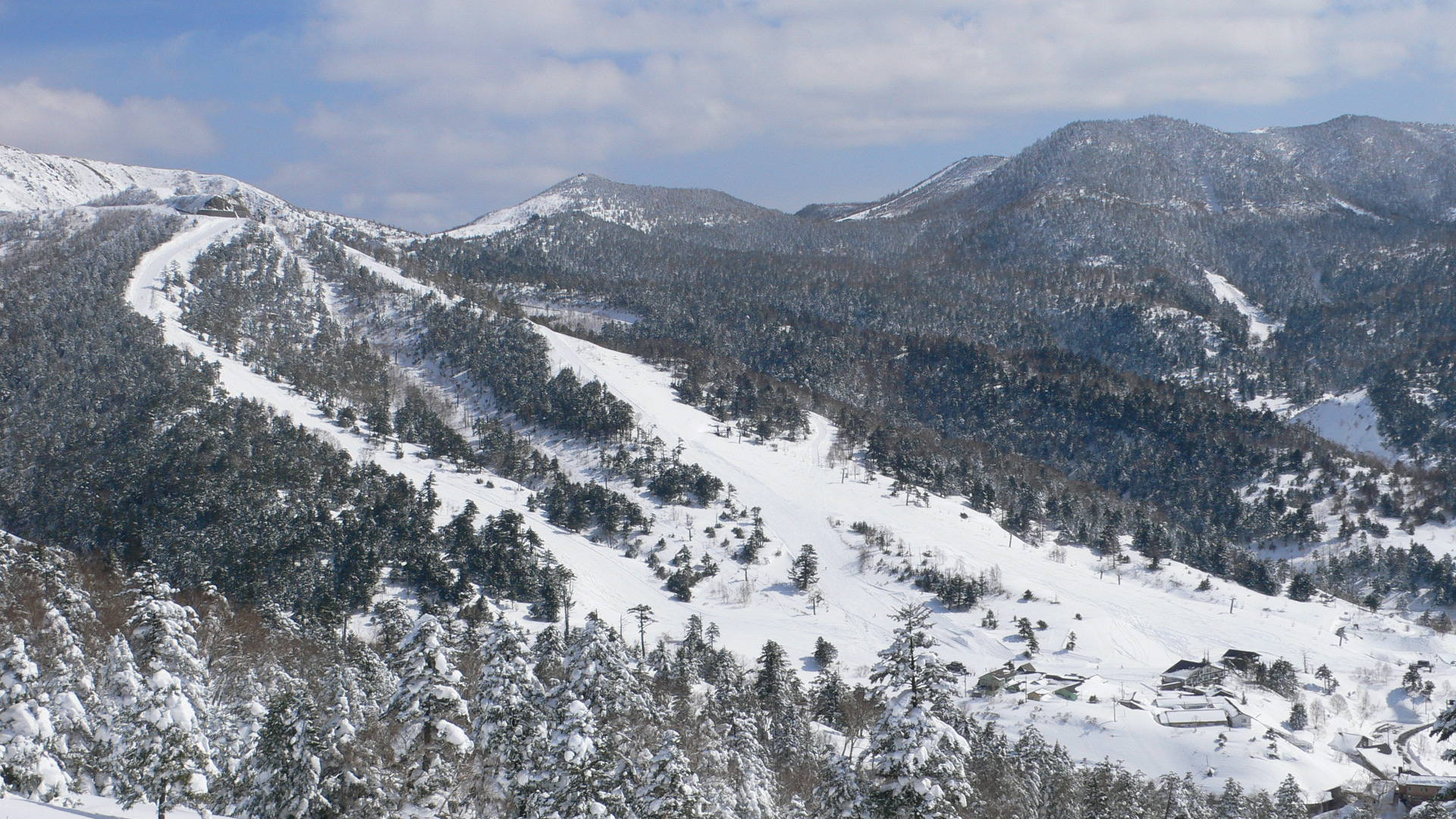
万座温泉スキー場

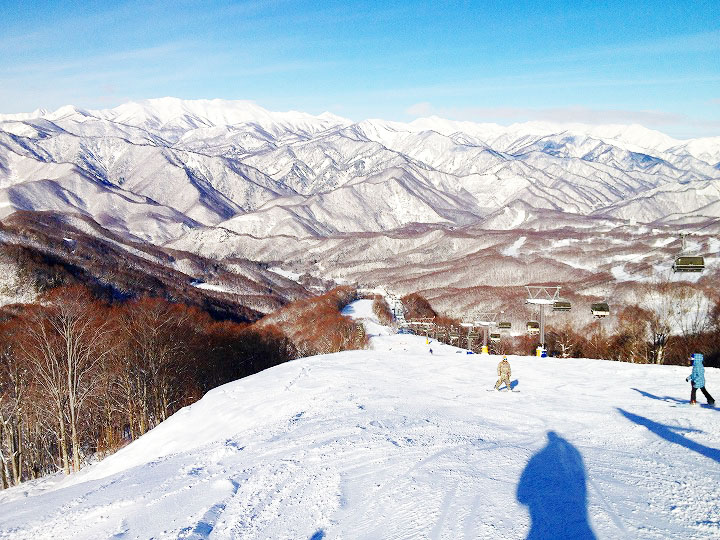
水上宝台樹スキー場

#### 尾瀬・沼田エリア
- オグナほたかスキー場（旧国設武尊スキー場）
- かたしな高原スキー場
- 川場スキー場
- スノーパーク尾瀬戸倉（旧尾瀬戸倉スキー場）
- たんばらスキーパーク
- ホワイトワールド尾瀬岩鞍（尾瀬岩鞍スキー場）
- 丸沼高原スキー場

廃止・休止中
- 武尊オリンピアスキー場（2001年閉鎖）
- サエラスキーリゾート尾瀬（2014年閉鎖）
- 武尊牧場スキー場（2017年廃止）

#### 水上エリア
- 奥利根スノーパーク（旧水上奥利根国際スキー場）
- 谷川岳天神平スキー場
- ノルンみなかみスキー場
- ホワイトバレースキー場（谷川温泉ホワイトバレースキー場）
- 水上高原スキーリゾート（旧水上高原スキー場）
- 水上高原藤原スキー場
- 群馬みなかみほうだいぎスキー場(旧水上宝台樹スキー場)

廃止・休止中
- 大穴スキー場（2019年3月閉鎖）

#### 草津・万座・軽井沢・嬬恋エリア
- 鹿沢スノーエリア（鹿沢ハイランドスキー場・カマン鹿沢スノーフィールドを一体化）
- 軽井沢スノーパーク（プレジデントリゾート軽井沢スノーパーク）
- 草津温泉スキー場（旧草津国際スキー場）
- パルコール嬬恋スキーリゾート（バラギ高原嬬恋スキー場と運営統合）
- 万座温泉スキー場

廃止・休止中
- 表万座スノーパーク（旧表万座スキー場）（2012年から営業休止）
- 女ヶ渕スキー場（古くは女鹿淵と書いた。新鹿沢温泉に存在した。1980年台後半廃止）
- 国民休暇村鹿沢スキー場（1996年廃止）
- 草津音楽の森スキー場（1999年閉鎖）
- 草津シズカ山スキー場（2000年から休業、その後閉鎖）

#### その他
- 赤城山スキー場
- 赤沢スキー場（2024年廃止）[25]

### 茨城県
廃止・休止中
- カムイ竜ヶ崎スノーボードパーク（龍ケ崎市,2011閉鎖）

### 埼玉県
- 狭山スキー場

廃止・休止中
- 奥武蔵スキー場（閉鎖）

### 千葉県
廃止・休止中
- ららぽーとスキードームSSAWS（2002年9月閉鎖）[26]
- スキーイングイン津田沼（2002年閉鎖）

### 東京都
廃止・休止中
- 豊島園インドアスキー場（閉鎖。世界初のインドアスキー場）
- 千間台スキー場
- 高尾山スキー場

### 神奈川県
- スノーヴァ新横浜（室内）（横浜市鶴見区）

廃止・休止中
- スノーヴァ溝の口（室内）（川崎市高津区）(1999年11月オープン、2020年3月31日を最後に閉鎖)[27]
- 箱根ピクニックガーデン・スノーボードパーク（足柄下郡箱根町、2005年廃止）

## 甲信越

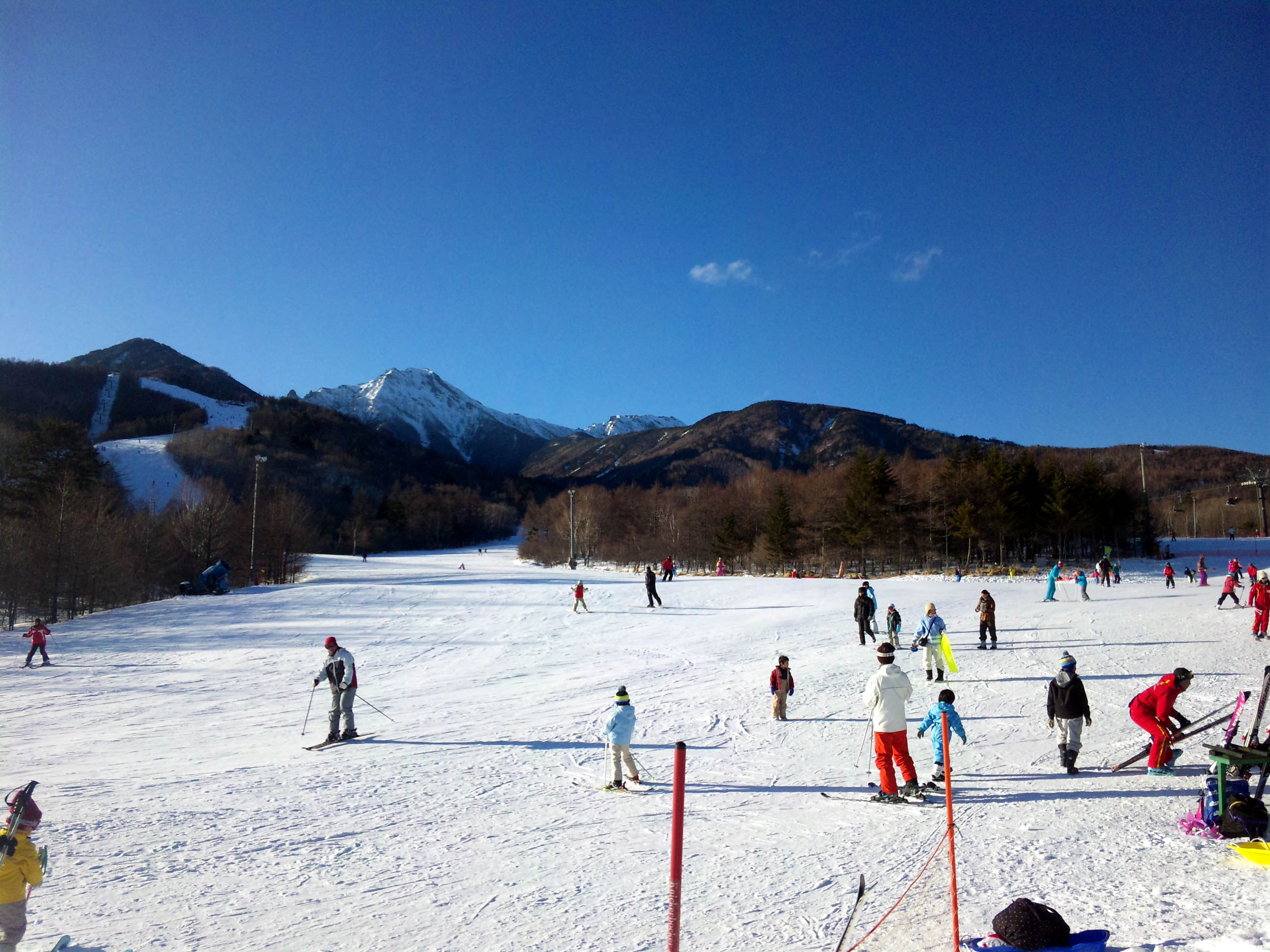
サンメドウズ清里スキー場

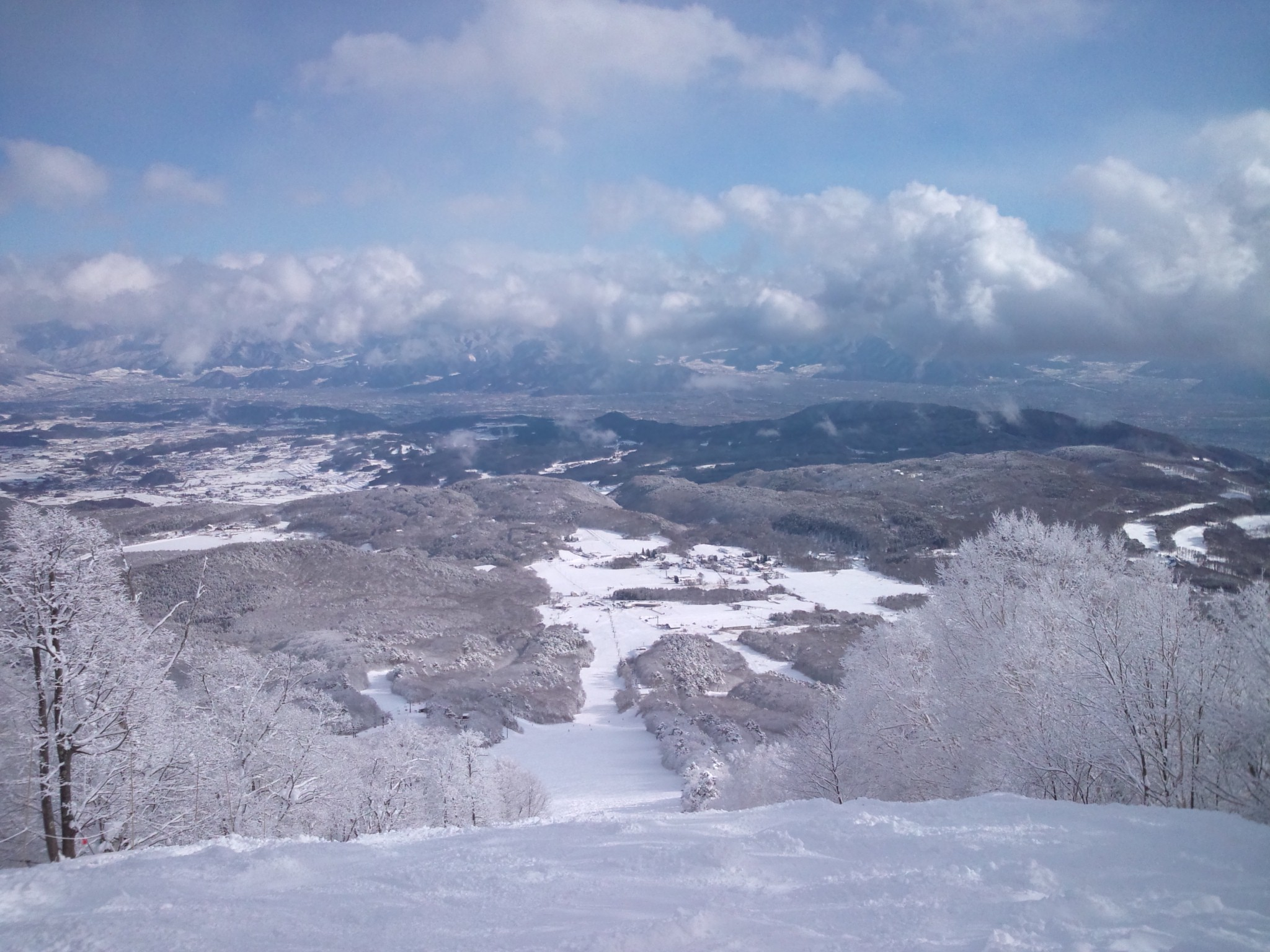
いいづなリゾートスキー場

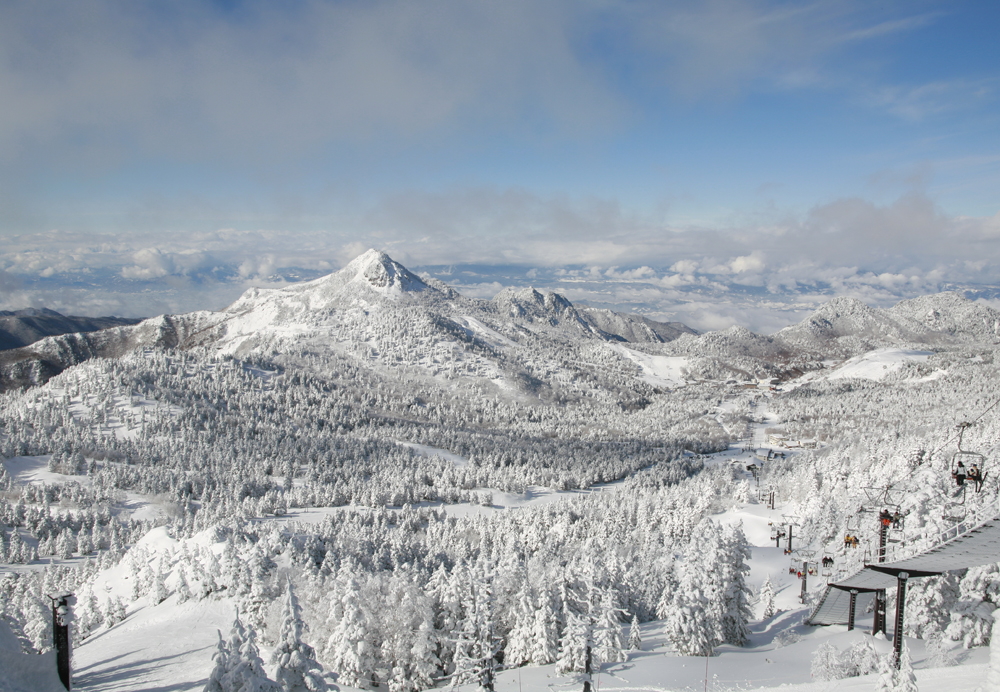
横手山・渋峠スキー場（志賀高原）

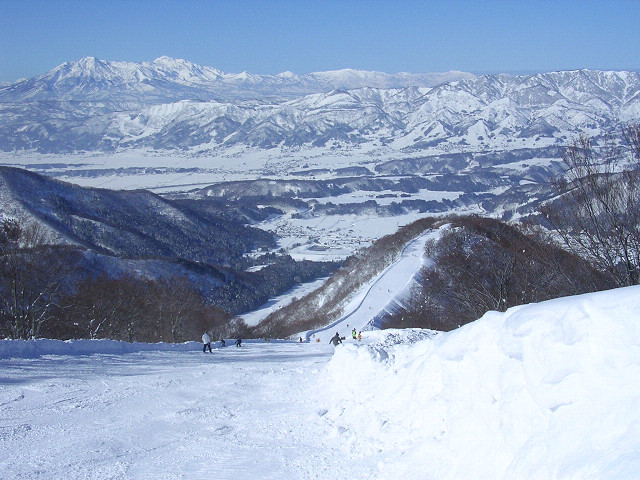
野沢温泉スキー場

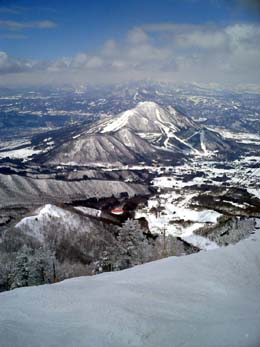
竜王スキーパークから見た高井富士スキー場、よませスキー場

斑尾高原スキー場

### 山梨県
- カムイみさかスキー場（笛吹市）
- サンメドウズ清里スキー場（旧キッツメドウズ大泉・清里スキー場）（北杜市）
- ふじてんスノーリゾート（南都留郡鳴沢村）

廃止・休止中
- 乙女高原スキー場（山梨市、2000年廃止）[28]

### 長野県

#### 上信越自動車道沿線
- 高峰マウンテンパーク（旧アサマ2000パーク）
- いいづなリゾートスキー場
- 軽井沢プリンスホテルスキー場
- 北志賀高原小丸山スキー場
- 北志賀高井富士スキー場
- スノーリゾートロマンスの神様（旧北信州木島平スキー場）
- 牧の入スノーパーク（旧牧の入高原スノーパーク）
- 黒姫高原スノーパーク
- さかえ倶楽部スキー場
- 佐久スキーガーデンパラダ
- 志賀高原スキー場
  - サンバレー・丸池・蓮池方面：
    - サンバレースキー場
    - ジャイアントスキー場
    - 蓮池スキー場
    - 発哺ブナ平スキー場
    - 丸池スキー場

廃止・休止中
    - 旭山スキー場（廃止）

  - 東館山・高天ヶ原・一の瀬方面：
    - 一の瀬ダイヤモンドスキー場
    - 一の瀬ファミリースキー場
    - 一の瀬山の神スキー場
    - 高天ヶ原マンモススキー場
    - タンネの森オコジョスキー場
    - 寺小屋スキー場
    - 西館山スキー場
    - 東館山スキー場

  - 焼額山・奥志賀高原方面：
    - 奥志賀高原スキー場
    - 焼額山スキー場

  - 熊の湯・横手山・渋峠方面：
    - 熊の湯スキー場
    - 横手山・渋峠スキー場

廃止・休止中
    - 石の湯スキー場（廃止）
    - 笠岳スキー場（2009年度廃止）[29]
    - 前山スキー場（廃止）
    - 木戸池スキー場（廃止）
- 菅平高原スキー場
- タングラムスキーサーカス
- 戸隠スキー場
- 戸狩温泉スキー場
- 野沢温泉スキー場
- 番所ヶ原スキー場
- 聖高原スキー場
- 斑尾高原スキー場
- 峰の原高原スキー場
- 山田温泉キッズスノーパーク
- YAMABOKUワイルドスノーパーク（旧山田牧場スキー場）
- 湯の丸スキー場
- よませ温泉スキー場
- 竜王スキーパーク

廃止・休止中
- 飯綱高原スキー場（2020年3月閉鎖）[30]
- 飯山国際スキー場（2002年閉鎖）[31]
- 軽井沢スケートセンタースノーボードパーク（廃止）
- かんばやしスキー&スノーボードパーク（2007年1月5日 廃止）
- 北飯山スキー場（1976年閉鎖)[31]
- ごりん高原スキー場（2007年廃止）[1]
- 信濃平スキー場（2002年閉鎖）[31]
- スノーボードワールドハイツ（2004年廃止）
- 戸狩小境スキー場（1983年閉鎖)[31]
- 聖山パノラマスキー場（2010年廃止）[32]
- 北竜温泉ファミリースキー場（2018年営業休止）
- 斑尾高原サンパティックスキー場（営業休止中）
- 斑尾高原豊田スキー場（2011年度営業休止）[29]

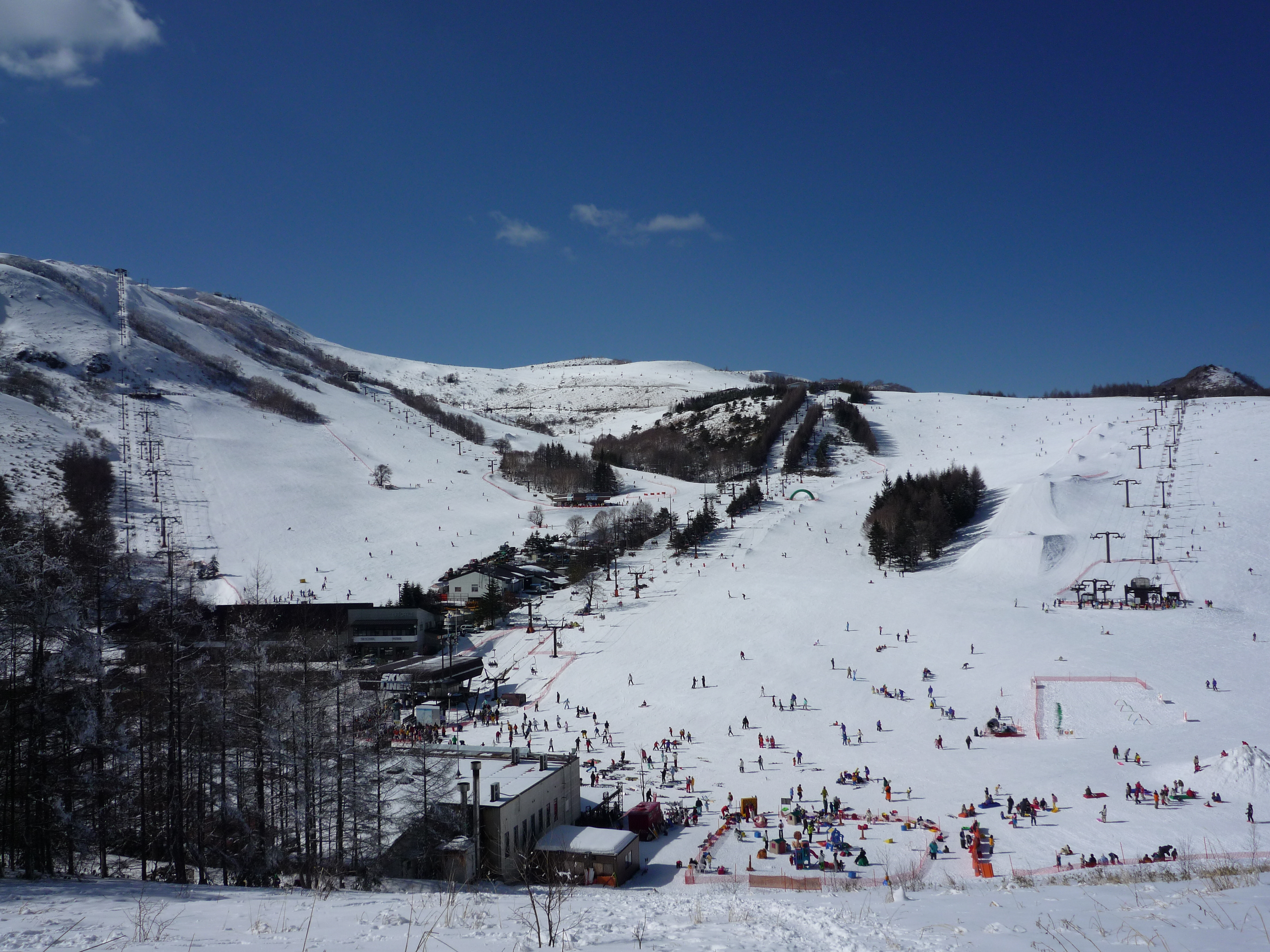
車山高原スキー場

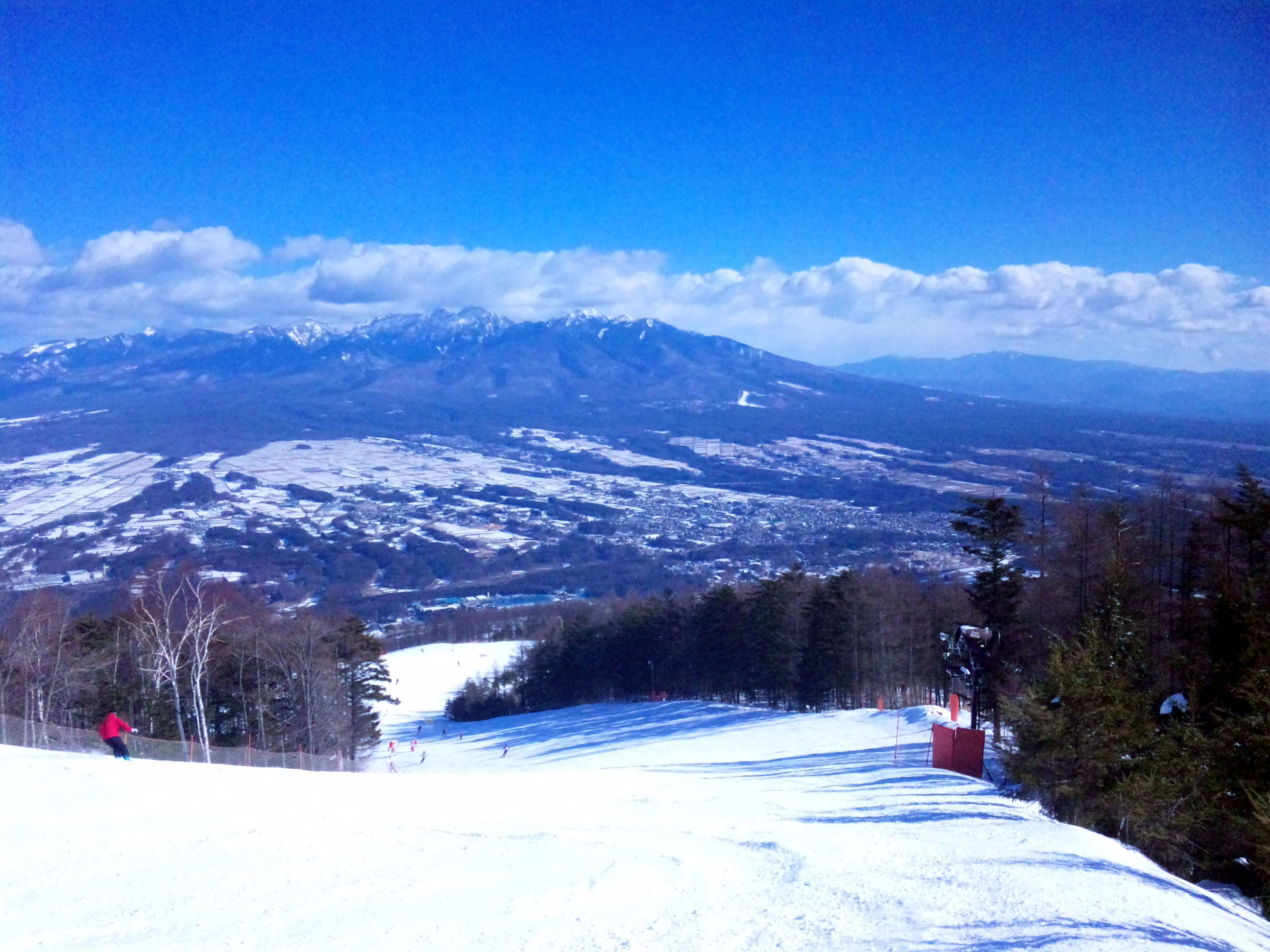
富士見パノラマリゾート

#### 中央自動車道沿線
- あさひプライムスキー場
- 御嶽スキー場 ：旧称おんたけ2240 2021-2022シーズンの指定管理者変更後に名称変更
- 開田高原マイアスキー場
- きそふくしまスキー場
- 車山高原スキー場
- 小海リエックス・スキーバレー
- 駒ヶ根高原スキー場
- 治部坂高原スキー場
- シャトレーゼスキーリゾート八ヶ岳
- 白樺高原国際スキー場
- 白樺湖ロイヤルヒルスキー場
- しらかば2in1スキー場
- 白樺リゾートスキー場
- 信州松本野麦峠スキー場
- 中央アルプス千畳敷スキー場
- 蓼科東急スキー場
- 中央道伊那スキーリゾート
- ピラタス蓼科スノーリゾート
- 平谷高原赤坂スキー場
- ファミリーゲレンデ霧ヶ峰
- 富士見高原スキー場
- 富士見パノラマリゾート
- ブランシュたかやまスキーリゾート
- ヘブンスそのはらSNOW WORLD
- Mt.乗鞍
- 八千穂高原スキー場
- やぶはら高原スキー場

廃止・休止中
- 和田峠スキー場（1998年を最後に営業休止）
- あららぎ高原スキー場（営業休止中）
- 乗鞍高原いがやスキー場（2011年廃止[32]、2012年Mt.乗鞍スノースマイルエリアとして再開するも2013年12月営業休止）
- エコーバレースキー場（営業休止中）
- 宮田高原スキー場（1987年廃止）
- 姫木平スキー場（1998年廃止）
- 蓼科アソシエイツスキー場 ：1996/1997シーズンを最後に営業終了 2005年廃止
- 木曽駒高原スキー場 ：2004/2005シーズンを最後に廃止
- 御岳ロープウェイスキー場 ：2009/2010シーズンを最後に冬期営業終了
- レーシングキャンプ野辺山（2010年度廃止）[33]
- 入笠山スキー場（廃止）
- 美ヶ原スキー場（廃止）
- 美しの国スキー場（2009年度廃止）[29]
- 霧ヶ峰沢渡スキー場（廃止）

#### 白馬山麓エリア
- サンアルピナ鹿島槍スキー場
- 爺ヶ岳スキー場
- 栂池高原スキー場（旧・前山スキー場）
- 白馬岩岳スキー場
- 白馬五竜スキー場

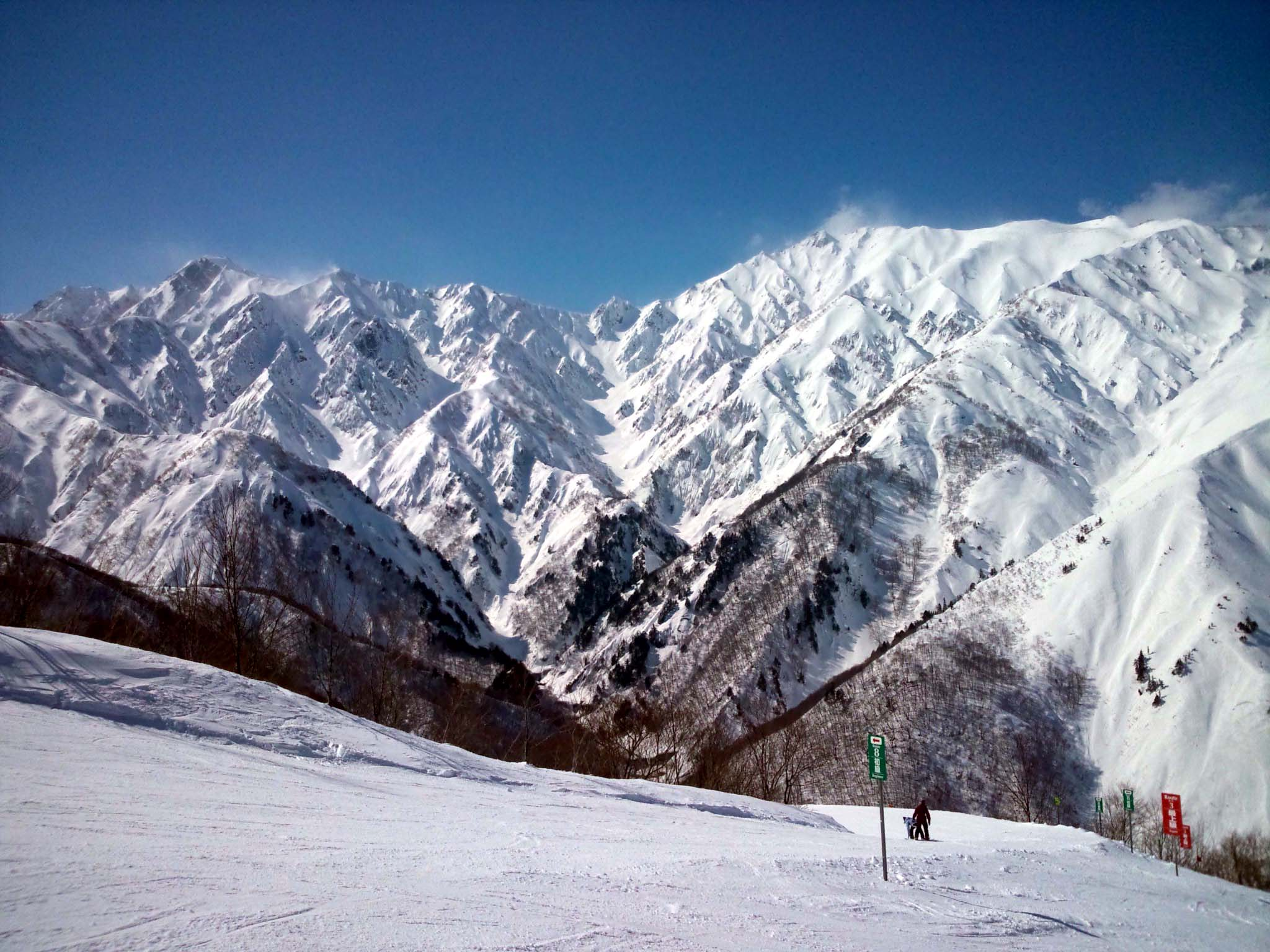
HAKUBA VALLEY HAKUBA 47ウィンタースポーツパーク

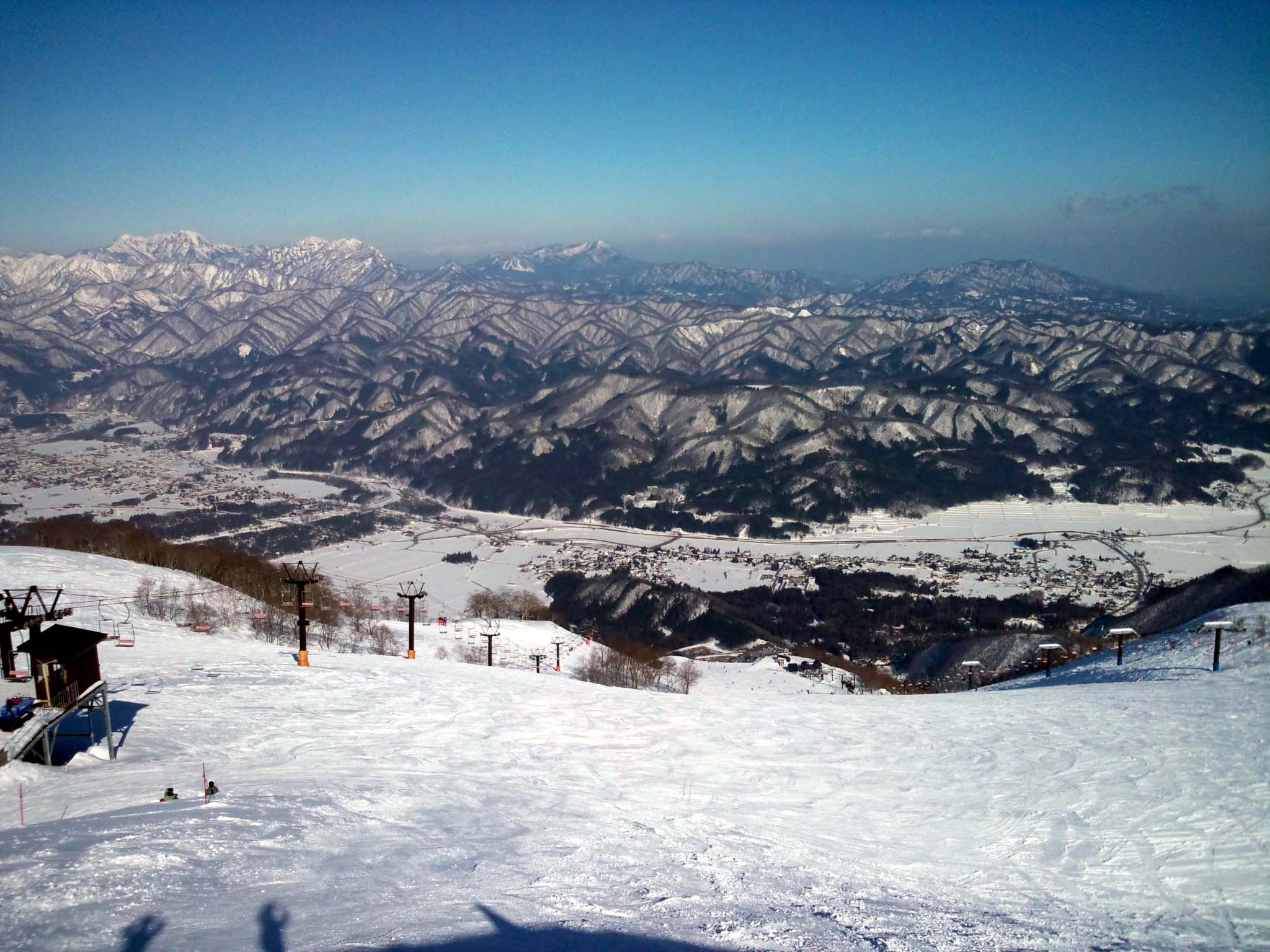
HAKUBA VALLEY 白馬五竜

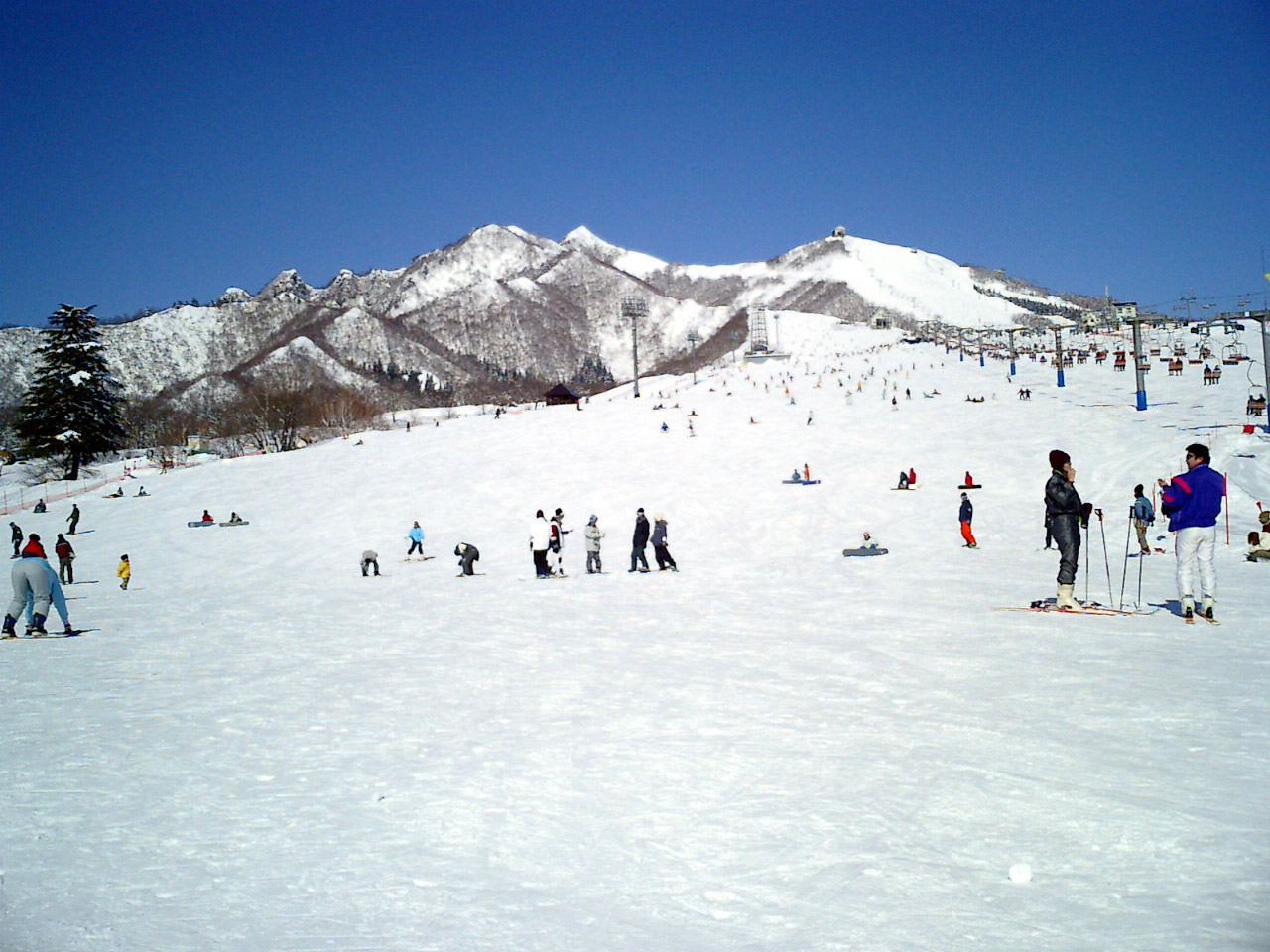
岩原スキー場

- 白馬コルチナ国際スキー場（旧・池の田スキー場）
- 白馬さのさかスキー場
- 白馬八方尾根スキー場
- Hakuba47ウィンタースポーツパーク
- 白馬乗鞍温泉スキー場
  - 蕨平スキー場（1971年に若栗スキー場と統合され、白馬乗鞍温泉スキー場となった[34]）
  - 若栗スキー場（1971年に蕨平スキー場と統合され、白馬乗鞍温泉スキー場となった[34]）

廃止・休止中
- ヤナバスキー場（ヤナバスノーパーク）(休止)
- サンアルピナ青木湖スキー場（営業休止中）
- 神城スキー場（1982年廃止）
- 清水山スキー場（2000年代半ば頃廃止）[35]
- 大町スキー場（2008年廃止）
- 白馬ハイランドスノーパーク（2010年度廃止）[33]
- 白馬みねかたスキー場（2014年度廃止）[36]
- やなばパラレルスキー場（廃止）
- 小谷温泉スキー場（廃止）[37]

### 新潟県

#### 中越エリア
- 石打丸山スキー場
  - 石打ハッカ石スキー場（石打丸山スキー場と合併）
- 一本杉スキー場
- 岩原スキー場
- 奥只見丸山スキー場
- GALA湯沢スキー場
- 神立スノーリゾート（旧 神立高原スキー場→パインリッジリゾート神立スキー場→神立高原スキー場）
- 小出スキー場
- 国営越後丘陵公園
- 古志高原スキー場
- 八海山麓スキー場
- シャトー塩沢スキー場
- 上越国際スキー場
  - 上越国際当間スキー場
- 須原スキー場
- 舞子スノーリゾート（旧 上田富士スキー場→石打後楽園スキー場→舞子高原後楽園スキー場→舞子後楽園スキー場→セントレジャー舞子スノーリゾート）
- 高柳ガルルのスキー場（旧 高柳スキー場）
- 十日町市松代ファミリースキー場（旧 松代ファミリースキー場）
- とちおファミリースキー場
- 長岡市営スキー場
- 中里スノーウッドスキー場
- NASPAスキーガーデン

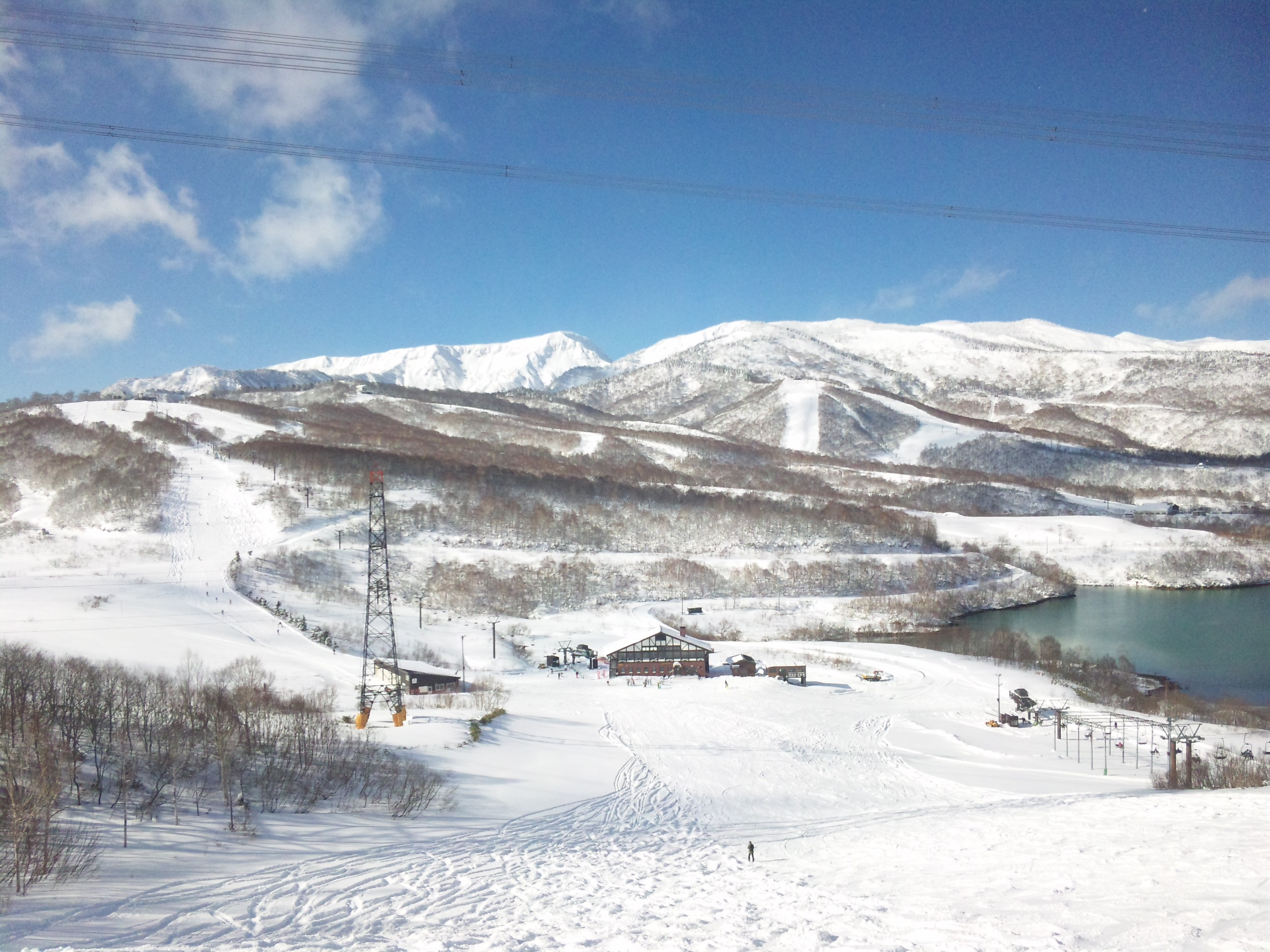
かぐらスキー場（田代ゲレンデ）

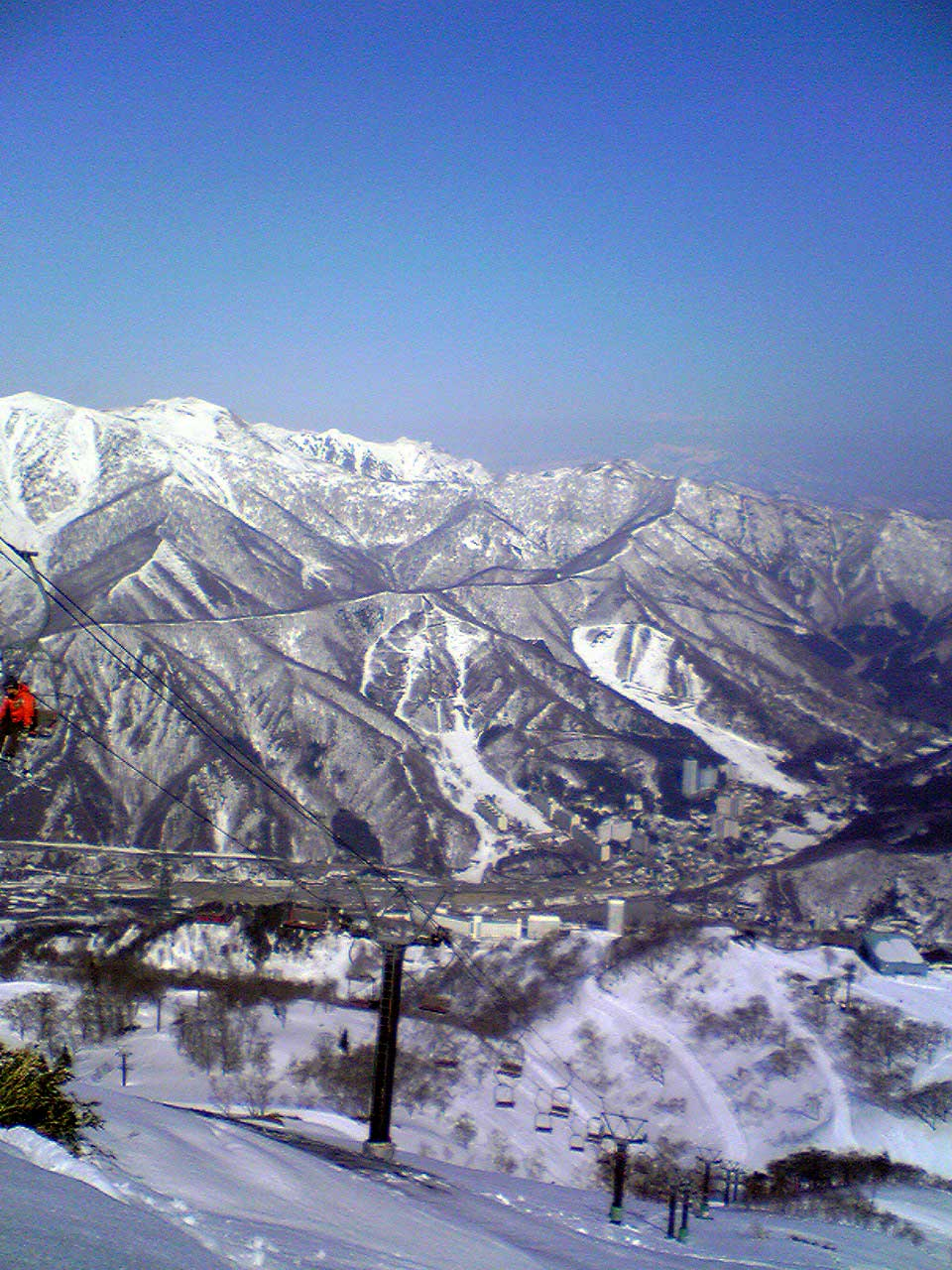
苗場スキー場山頂からの眺め

- ニュー・グリーンピア津南スキー場（旧 グリーンピア津南スキー場）
- Mt.Naeba
  - かぐらスキー場（旧 国設苗場山みつまた高原スキー場→三俣高原スキー場→かぐら・みつまたスキー場、田代スキー場→かぐら・田代スキー場）
  - 苗場スキー場（旧 苗場国際スキー場）
    - 苗場スノーパルマベルカント（旧 三国観光浅貝スキー場）（苗場スキー場と合併）
- マウンテンパーク津南スキー場（旧 カガンスキーパーティー・廃止）
- 松之山温泉スキー場
- 六日町八海山スキー場
- ムイカスノーリゾート（旧 六日町ミナミスキー場→六日町スキーリゾート）
  - 八箇高原スキー場（六日町ミナミスキー場と合併後、閉鎖された）
- 薬師スキー場（旧 湯之谷薬師スキー場）
- 湯沢高原スキー場
  - 布場スキー場（湯沢高原スキー場と合併）
  - 布場ファミリースキー場（湯沢高原スキー場と合併）
- 湯沢中里スキー場
- 湯沢パークスキー場（旧 湯沢新日本スキー場）

廃止・休止中
- 石打花岡スキー場（営業休止中）[38]
- 五日町スキー場（営業休止中）[39]
- ルーデンス湯沢スキー場（旧 中里昭和スキー場→ルーデンス昭和スキー場）（営業休止中）[40]
- 浦佐スキー場（2011年閉鎖：事業会社破産）[41]
- 大原スキー場（旧 関越国際大原スキー場）（2019年廃止）
- 小国スノーパーク（営業休止中）
- 小千谷スキー場（営業休止中）
- 長岡カントリークラブスキー場（営業休止中）
- 大湯温泉スキー場（2021年廃止）
- 小栗山スキー場（廃止）
- 小千谷山本山高原スキー場（2006年廃止）[1]
- 角万寺スキー場（廃止）
- 加山キャプテンコーストスキー場（2011年閉鎖）
- 川口スキー場（廃止）
- 下条中峰スキー場（2013年廃止）
- 城平スキー場（廃止）
- 白坂高原スキー場（廃業）
- スポーツコム浦佐国際スキー場（旧 浦佐国際スキー場）（2006年廃止）
- 千の坂スキー場（廃止）
- 町営二居スキー場（廃止）
- 土樽スキー場（2005年廃止）
- 十日町市民スキー場（廃止）
- なかさと清津スキー場（旧 上越国際清津スキー場・2022年営業休止）
- 中条桂スキー場（廃止）
- 中峯スキー場 (魚沼市)（廃止）
- ファースト石打スキー場（旧 小田急石打スキー場）（廃止）
- Mt.グランビュースキー場 （旧 石打大和スキー場→スポーツ振興石打スキー場）(2023年-2024年シーズンより営業休止[42])
- 三国スキー場（2007年廃止）[1]
- 見附水道山スキー場（廃止）
- 六日町坂戸スキー場（2002年廃止）
- 悠久山スキー場（1999年廃止）
- 湯沢ファミリースキー場（廃止）
- 鵜川スキー場（1999年廃止）[43]
- 越後アクシオムスキー場（旧 権現堂スキー場）（経営破綻により廃業）
- マウントパーク津南スキー場（旧 津南スキー場）（カガンスキーパーティーに移転）

#### 上越エリア
- 赤倉温泉スキー場

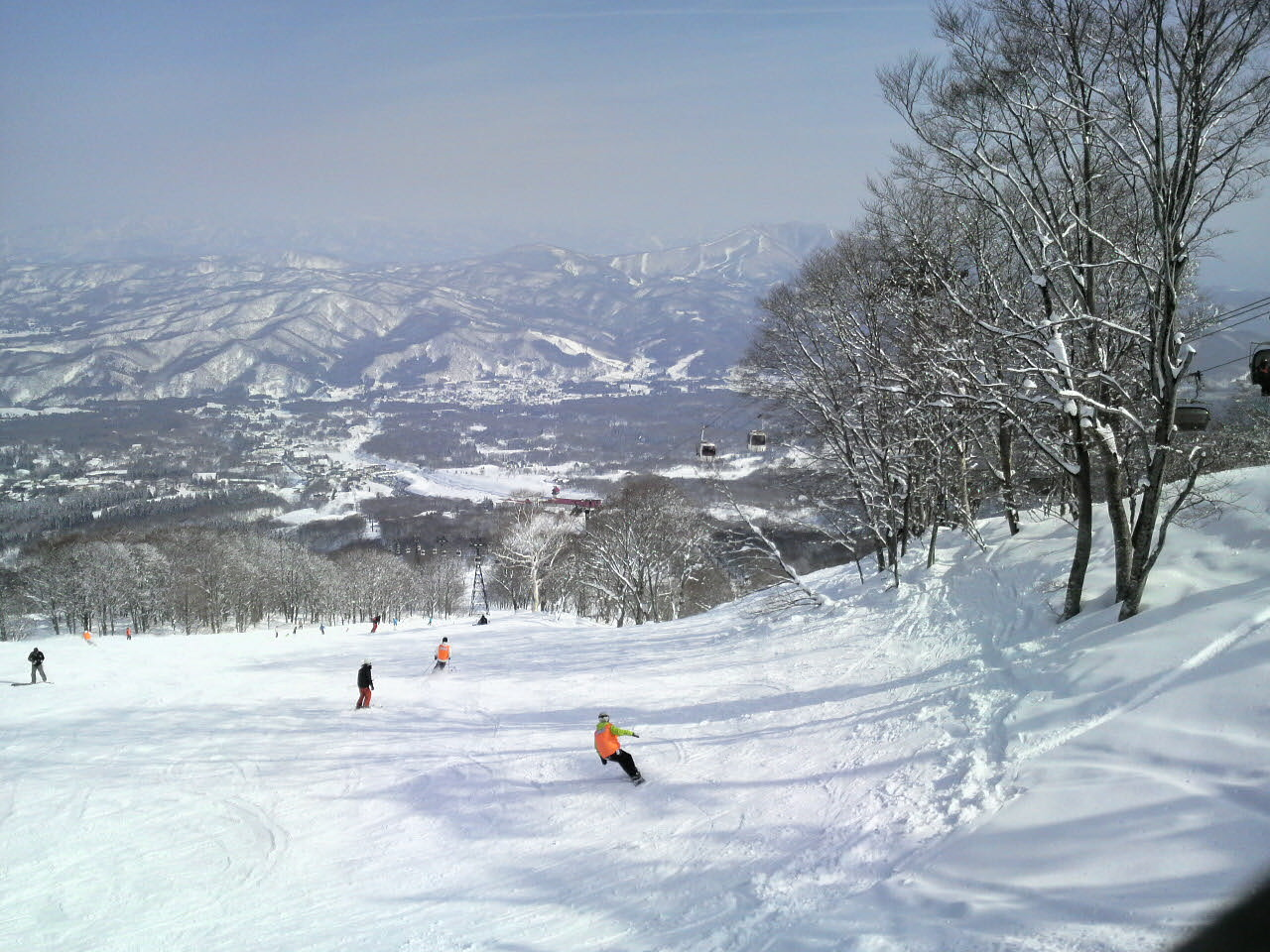
赤倉温泉スキー場

  - 赤倉くまどースキー場（旧 熊堂スキー場）
  - 赤倉中央スキー場
- 赤倉観光リゾートスキー場（旧 新赤倉温泉スキー場→赤倉観光ホテルスキー場）
  - 京王赤倉チャンピオンスキー場
- 池の平温泉スキー場
- 妙高杉ノ原スキー場
  - 妙高国際スキー場（妙高杉ノ原スキー場と合併）
- 休暇村妙高スキー場（旧 休暇村妙高山麓スキー場）
- 関温泉スキー場
- キューピットバレイ
- 金谷山スキー場
- シャルマン火打スキー場
- 糸魚川シーサイドバレースキー場
- ロッテアライリゾート（旧 ARAI MOUNTAIN&SPA）

廃止・休止中
- あらい船岡山スキー場（営業休止中）
- 妙高パノラマパークスキー場（旧 妙高パノラマスキー場→妙高高原大和スキー場・妙高東山スキー場）（営業休止中）
- 妙高スキーパーク（旧 関パークホテルスキー場・休止）
- 宝生スキー場（1963年12月23日完工式。平岩駅より徒歩15分の地に宝生観光施設（1963年8月14日設立[44]）が開発[45]、1976年3月廃止）[46][47]
- 焼山温泉スキー場（1989年12月31日に開業[48] するも、後に廃止）
- 山之坊スキー場（1956年9月にヒュッテが完成し、1959年に移動式ロープウェイが完成する[47]が、後に廃止）
- アパリゾート妙高パインバレー（旧 妙高パインバレー）（廃止）
- 燕温泉スキー場（2007年廃止）[1]
- 根知スキー場（廃止）[49]
- 根知城山スキー場（廃止）[50]
- 楢山スキー場（廃止）[49]
- 妙高坪岳スキー場（廃止）
- 妙高松ヶ峰スキー場（廃止）
- 吉川六角山スキー場（営業休止中）

#### 下越エリア
- 国設胎内スキー場
- NINOX SNOW PARK（ニノックス）（旧 新発田二王子スキー場）
- 冬鳥越スキーガーデン（旧 冬鳥越スキー場）
- 三川温泉スキー場

廃止・休止中
- 村上市ぶどうスキー場（旧 ぶどうスキー場）（営業休止）
- 赤谷スキー場（廃止）
- 芦沢高原スキー場（廃止）
- 鹿瀬スキー場（廃止）
- 加茂猿毛岳スキー場（廃止）
- 清川高原スキー場（廃止）
- 五頭高原スキー場（廃止）
- 下田八木スキー場（廃止）
- 角神スキー場（営業休止）
- 中条町民スキー場（廃止）
- 安田町民スキー場（廃止）
- 弥彦山頂スキー場（1975年廃止）
- 弥彦山麓スキー場（廃止）
- わかぶな高原スキー場（2020年廃止）

#### 佐渡エリア
- 佐渡市営平スキー場（旧 金井町営平スキー場）

廃止・休止中
- ワンダーバレーさどスキー場（2017年廃止）

## 北陸

### 富山県
- 宇奈月温泉スキー場（黒部市）
- 立山山岳スキー場（立山町）
- 立山山麓スキー場（富山市）
  - あわすのスキー場
  - 極楽坂エリア（旧・極楽坂スキー場）

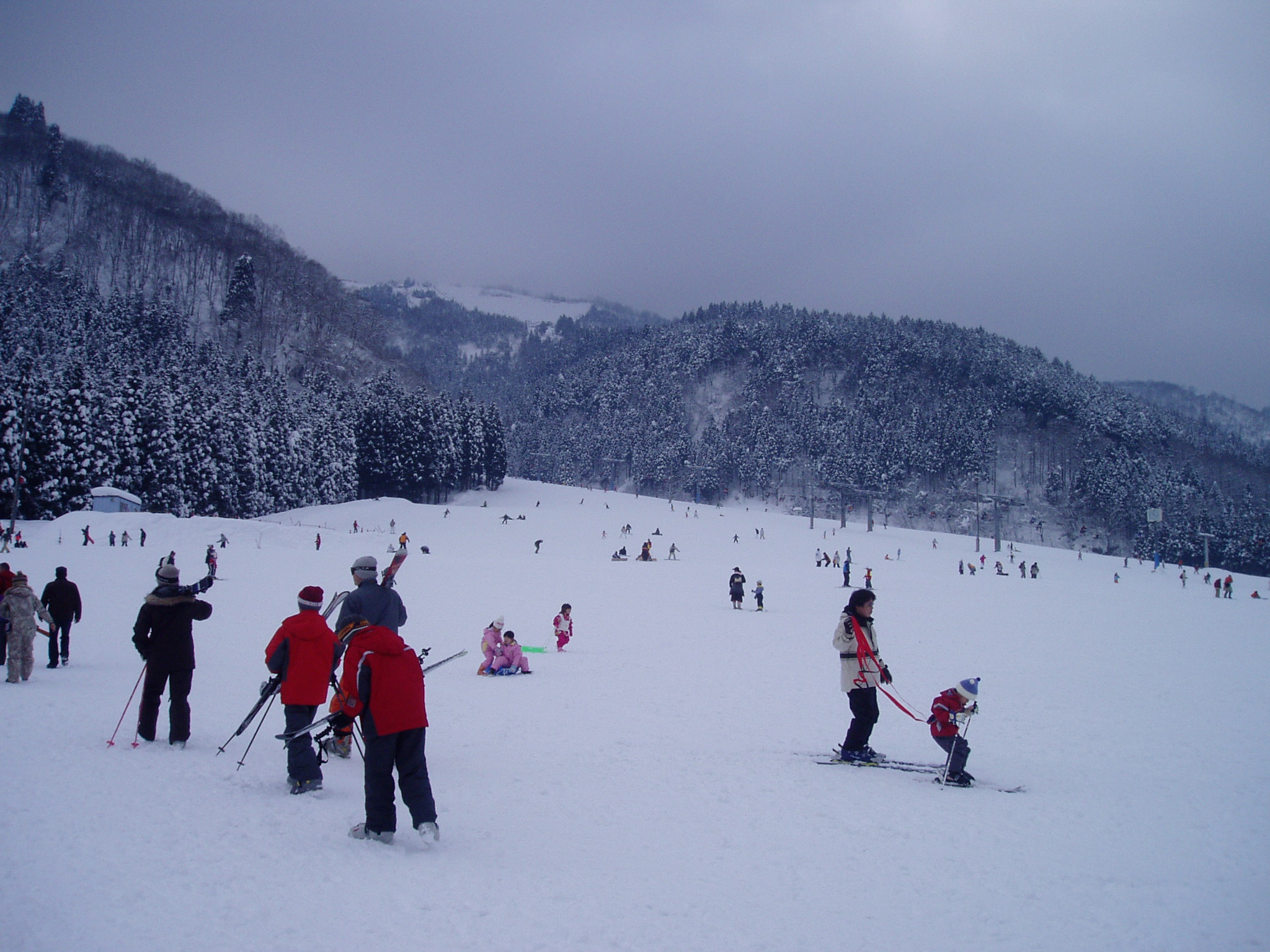
立山山麓スキー場

  - らいちょうバレーエリア（旧・らいちょうバレースキー場）
- 牛岳温泉スキー場（富山市）
- となみ夢の平スキー場（砺波市）
- イオックス・アローザ（南砺市）
- タカンボースキー場（南砺市）
- たいらスキー場（南砺市）

廃止・休止中
- 三峯スキー場（朝日町）（閉鎖）[51]
- 大谷温泉スキー場（魚津市）（閉鎖）
- 滑川市千鳥スキー場（滑川市）（1961年3月開設[52]、1970年12月20日に150mのロープリフトを設置[53]するも、現在は閉鎖）
- 上滝スキー場→大川寺スキー場（富山市）（閉鎖）[54][55]
- 芦峅寺スキー場（立山町）（2004年閉鎖）
- 猿倉山スキー場（富山市）（2010年閉鎖）
- 楡原スキー場（富山市）（1958年にオープン[56] するも、現在は閉鎖）
- オム・サンタの森スキー場（南砺市）（1989年10月26日に竣工[57]し、同年12月16日にオープン[58]するも、現在は閉鎖）
- 閑乗寺スキー場（南砺市）（2013年閉鎖）[59]
- 荒木山スキー場（南砺市）（閉鎖）[60]
- スノーバレー利賀（南砺市）（2013年閉鎖）[61]
- 利賀スキー場（南砺市）（2011年閉鎖）
- 五箇山スキー場（南砺市）（1978年12月15日にオープンするも、現在は閉鎖[62]）
- 立野ヶ原スキー場（南砺市）（閉鎖）[63]
- 小矢部スキー場（南砺市）（1960年1月24日にオープン[64]するも、現在は閉鎖）
- 福光スキー場（南砺市）（1981年1月4日にオープン[64]するも、現在は閉鎖）
- 大開スキー場（南砺市）（1969年1月に造成される[65]も、現在は閉鎖）

### 石川県
- 大倉岳高原スキー場（小松市）
- 金沢市営医王山スキー場（金沢市）
- 七尾コロサスキー場（七尾市）
- 白山一里野温泉スキー場（白山市）
- 白山セイモアスキー場（白山市）

廃止・休止中
- 輪島市営三井スキー場（輪島市）　(休止)
- 白山中宮温泉スキー場（白山市）（2007年度休止）[66]
- 卯辰山スキー場（金沢市）（閉鎖）
- 黒川温泉スキー場（能登町）（閉鎖）
- 獅子吼高原スキー場（白山市）（廃止）
- 鳥越大日スポーツランド（白山市）（2012年廃止）
- 白峰スキー競技場（白山市）（スキー場としては閉鎖）
- 白山瀬女高原スキー場（白山市）（2012年度休止[66]、事実上の廃止）

### 福井県
- 莇生田スキー場（鯖江市）
- 今庄365スキー場（南条郡南越前町）
- 九頭竜スキー場（大野市）
- 新保ファミリースキー場(今立郡池田町)
- スキージャム勝山（勝山市）
- 福井和泉スキー場（大野市）

廃止・休止中

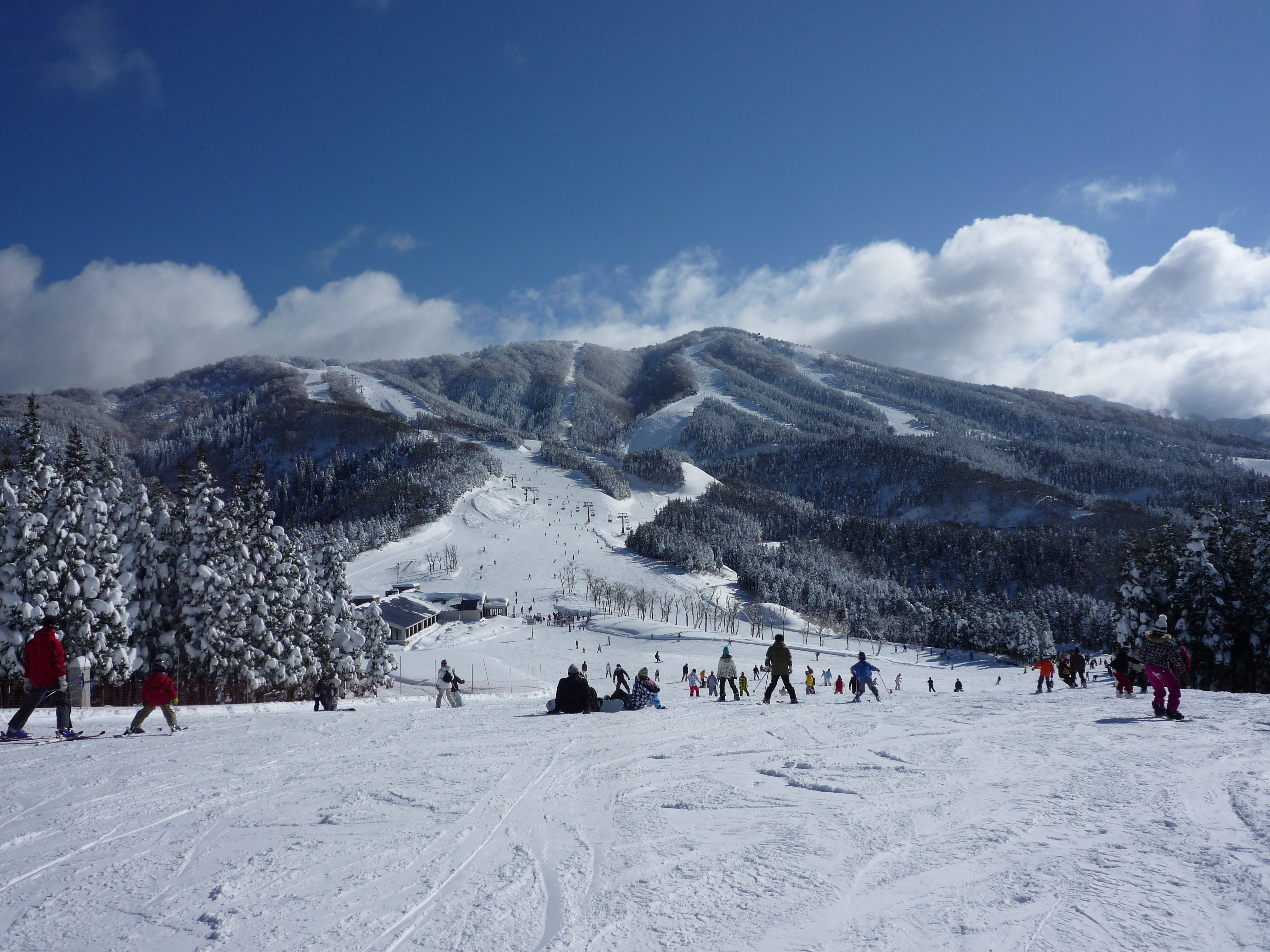
スキージャム勝山

- 六呂師高原スキーパーク（大野市）（2017年、規模縮小し営業再開、2021年営業休止）
- 雁が原スキー場（勝山市）（2020年、経営破綻により閉鎖）[67]
- 勝原スキー場（大野市）（2009年廃止）
- 敦賀国際スキー場（敦賀市）（2004年閉鎖）
- 森山高原スキー場（大野市）（閉鎖）

## 東海

### 静岡県
- スノーパーク イエティ（裾野市）
- リバウェル井川スキー場 （静岡市葵区）

廃止・休止中
- 御殿場市営スキー場 （御殿場市、富士山麓の雪崩により破壊閉鎖）
- つま恋 ※夏季：グラススキー場、冬季：スノーパーク （掛川市、利用客減により閉鎖）

### 岐阜県
- アウトドアイン母袋スキー場（郡上市）
- めいほうスキー場（郡上市）
- ホワイトピアたかす（郡上市）
- 郡上ヴァカンス村スキー場（郡上市）
- ひるがの高原スキー場（郡上市）
- 鷲ヶ岳スキー場（郡上市）
- ダイナランド（郡上市）
- 高鷲スノーパーク（郡上市）
- ウイングヒルズ白鳥リゾート（郡上市）
- スノーウェーブパーク白鳥高原（郡上市）
- 平湯温泉スキー場（高山市）
- 荘川高原スキー場（高山市）
- 飛騨ほおのき平スキー場（高山市）

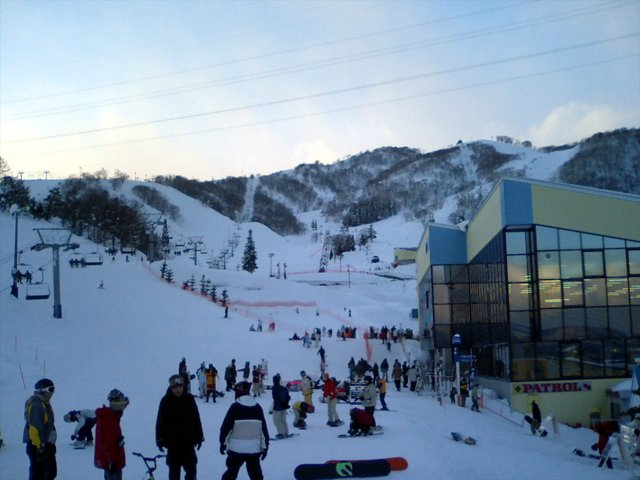
ダイナランド

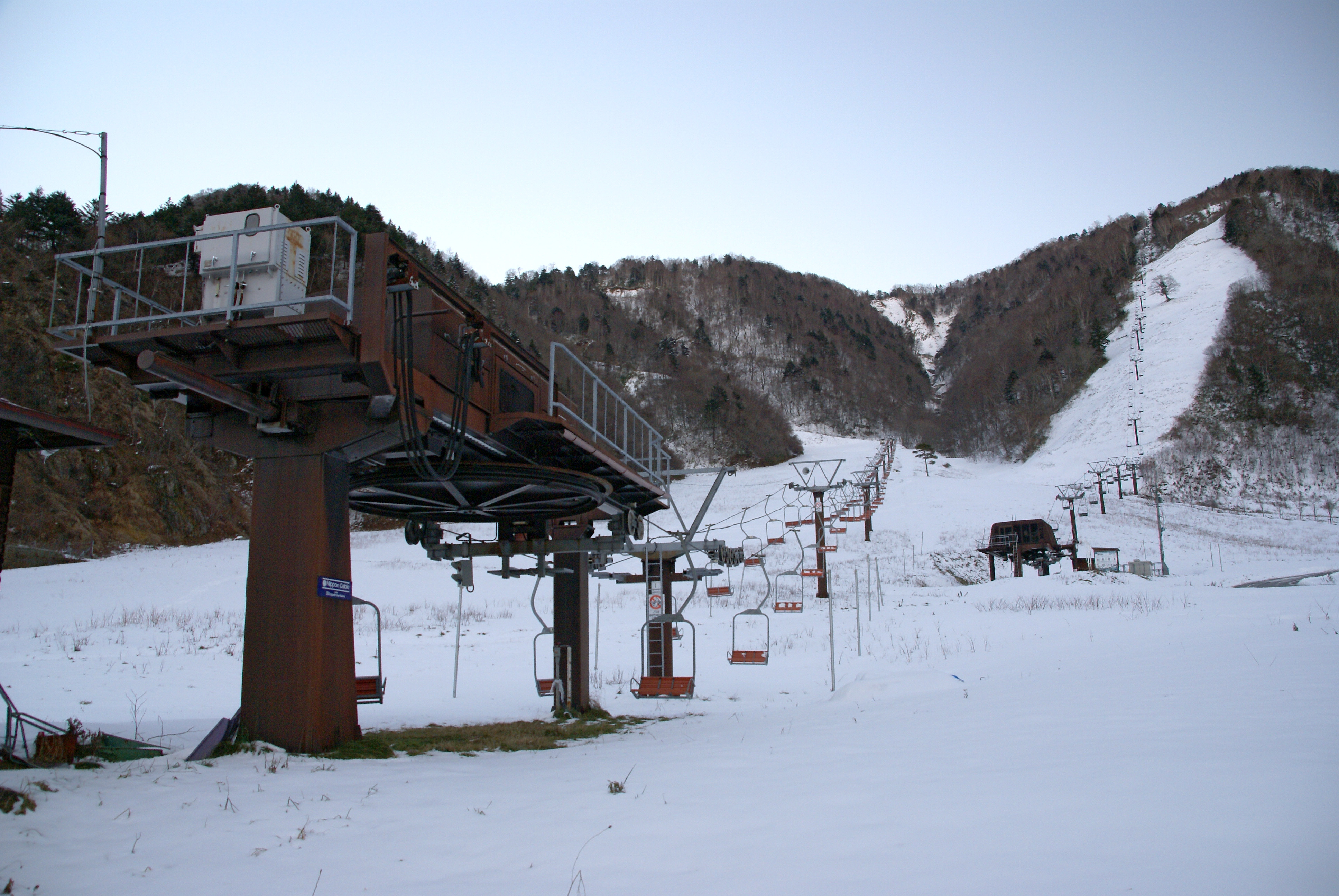
平湯温泉スキー場

- 高山市民スキー場（旧 モンデウス飛驒位山スノーパーク)[68]（高山市）
- 飛騨高山スキー場（高山市）
- ひだ舟山リゾートアルコピア（旧 ひだ舟山スノーリゾートアルコピア)（高山市）：2023年3月12日廃止[69]、2023年12月16日再開[70]
- ひだ流葉スキー場（飛騨市）
- 飛騨かわいスキー場（飛騨市）

廃止・休止中
- イトシロシャーロットタウン（郡上市）：2010/2011シーズンより休止
- 飛騨ハイランドスキー場（飛騨市）2016/2017シーズンを最後に営業休止
- チャオ御岳スノーリゾート（高山市）：2018/2019シーズンより営業休止[71]
- 正ヶ洞スキー場：1980年代末に廃止[注 1]
- 尾上平スキー場（飛騨市）︰1986/1987シーズンを最後に廃止
- 高平スキー場（郡上市）：1992/1993シーズンを最後に廃止
- 平家平スキー場（郡上市）：1992年頃に廃止
- 上宝高原スキー場（高山市）：2000年廃止
- パルクすごうスキー場（飛騨市）：旧：数河高原スキー場[72]。2003年3月23日限りで廃止[73]
- 新穂高ロープウェイスキー場（高山市）：2003年3月30日付で廃止
- 油坂スキーパーク（郡上市）：2004年付で廃止
- 日和田高原オケジッタスキー場（高山市）：2004/2005シーズンを最後に廃止
- 鈴蘭高原スキー場（高山市）：2006年廃止
- ひだ乗鞍ペンタピアスノーワールド（高山市）：2007年1月付で廃止[注 2]。
- 原山市民スキー場（高山市）：2007/2008シーズンを最後に閉鎖
- 春日長者平スキー場（揖斐郡揖斐川町）：2007/2008シーズンを最後に廃止
- 一色国際スキー場（高山市）：2007/2008シーズンを最後に廃止
- 白木ヶ峰スキー場（飛騨市）：2009/2010シーズンを最後に廃止
- 濁河温泉スキー場（下呂市）：2009/2010シーズンを最後に廃止
- 遊らんど坂内スキー場（揖斐郡揖斐川町）：2009/2010シーズンを最後に廃止
- しらおスキー場（郡上市）：2018年6月30日付で廃止
- 揖斐高原スキー場（揖斐郡揖斐川町）：2019/2020シーズンを最後に廃止[74]
- 国見岳スキー場（揖斐郡揖斐川町）：2020年廃止
- 白川郷平瀬温泉白弓スキー場（大野郡白川村）：2020/2021シーズンを最後に閉鎖[75]
- スノーヴァ羽島（羽島市）：2021年11月末で廃止[76]
- ひるがの尾上平スキー場（高山市）：廃止
- 寒水スキー場（郡上市）：廃止
- 寒水第2スキー場（郡上市）：廃止
- [白鳥スキー場（郡上市）：廃止[注 3]
- 大栄スキー場（郡上市）：廃止[注 4]
- 中津川スキー場（中津川市）：廃止[注 5]
- 新穂高温泉スキー場（高山市）：廃止
- ロッセ高原スキー場（高山市）：廃止
- 六郎スキー場（飛騨市）：廃止[77]
- 釜崎スキー場（飛騨市）：廃止[77]

### 愛知県
- 茶臼山高原スキー場（北設楽郡豊根村）

廃止・休止中
- とぼね人工スキー場(1998年廃止)[78]

### 三重県
- 御在所スキー場（三重郡菰野町）

## 近畿地方

### 滋賀県
- グランスノー奥伊吹 （米原市）
- びわ湖バレイ （大津市）
- Ohana Resort（オハナリゾート、旧 国境高原スノーパーク）（高島市）
- 箱館山スキー場 （高島市）
- 朽木スキー場 （高島市）
- マキノスキー場 （高島市）
- 赤子山スキー場 （長浜市）
- 余呉高原リゾート・ヤップスキー場 （長浜市）

廃止・休止中
- 比良山スキー場 ⇒ 2004年3月31日閉鎖 （滋賀郡志賀町 ※現：大津市）
- ピステジャポン伊吹スキー場（旧伊吹山スキー場）（2010年閉鎖） （米原市）
- ベルク余呉スキー場（2009年閉鎖）（長浜市）[79]

### 京都府
- 京都広河原スキー場（京都市）
- 森林公園スイス村スキー場（京丹後市)

廃止・休止中
- 愛宕山スキー場（京都市、1944年閉鎖）
- 花脊スキー場（京都市、2000年閉鎖、2002年プライベートゲレンデとして再開後、再閉鎖）
- ゲンゼスキー場（夜久野町（現・福知山市）、2001年閉鎖）
- 比叡山人工スキー場（京都市、2002年閉鎖）
- 大江山スキー場（宮津市、2016年閉鎖）[80]
- 夜久野ヶ原スキー場（夜久野町（現：福知山市）、閉鎖）

### 兵庫県
- 神鍋高原スキー場（豊岡市）
  - アップかんなべスキー場
    - ささの尾ゲレンデ（閉鎖）

  - 奥神鍋スキー場
  - 万場スキー場

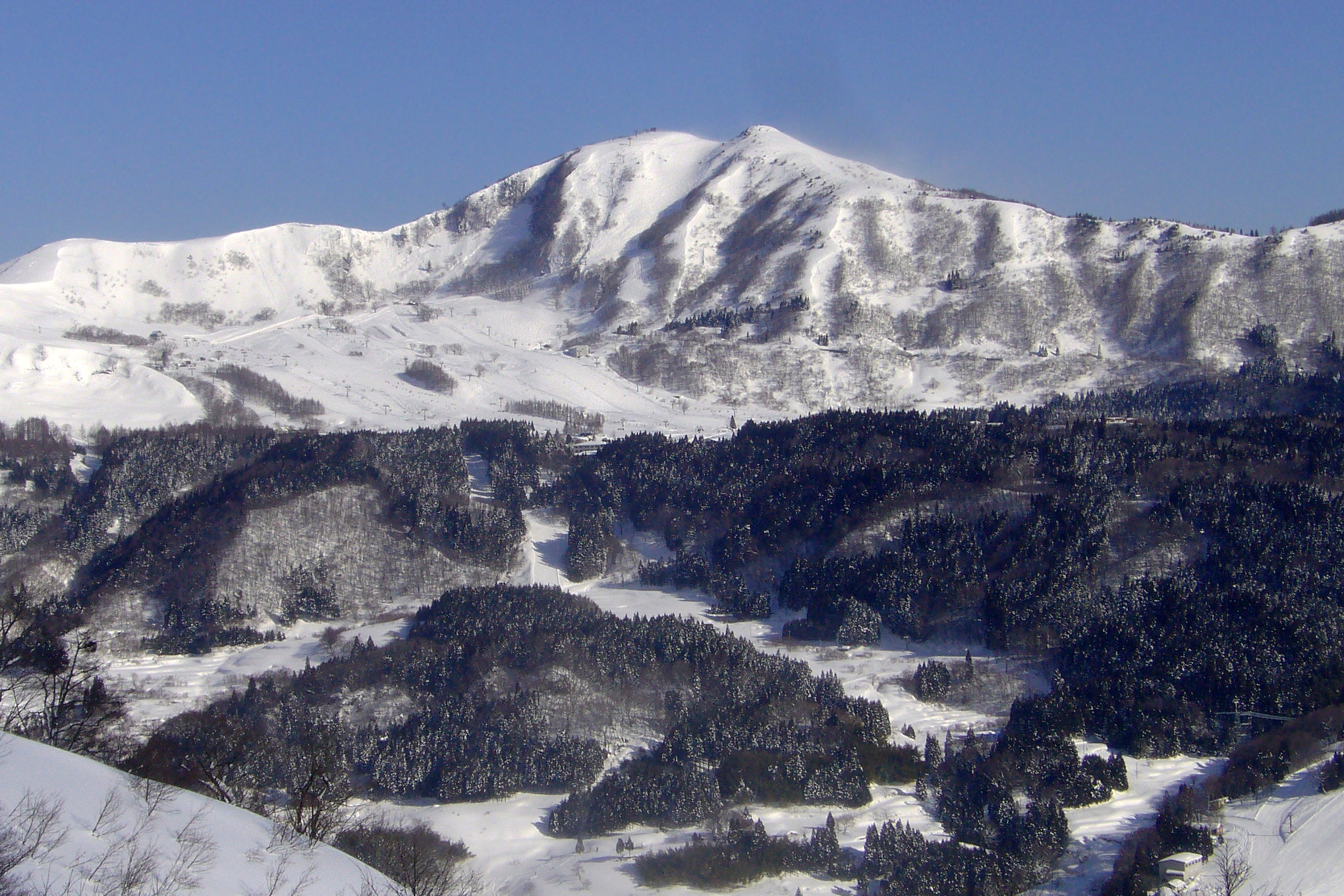
ハチ高原スキー場

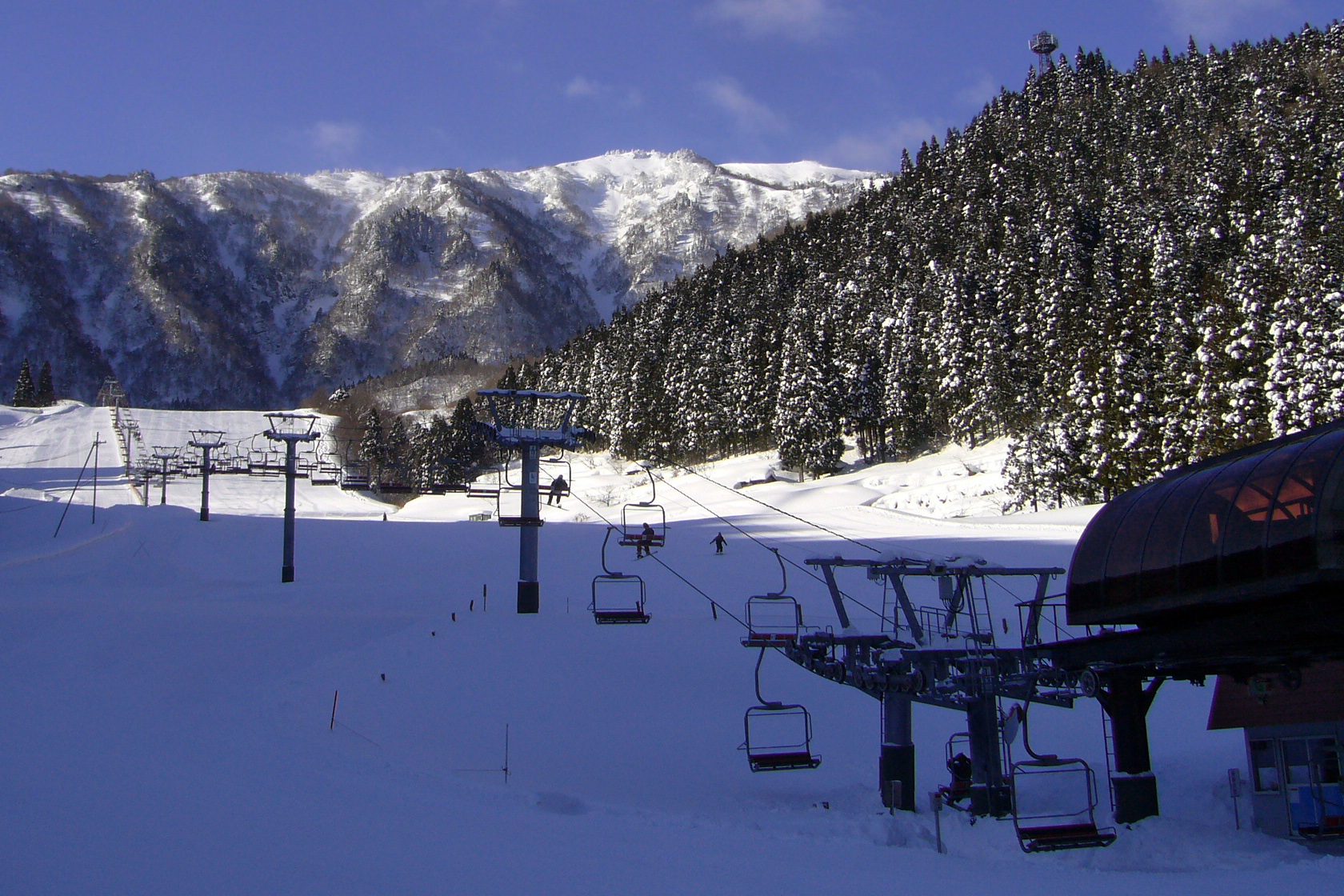
氷ノ山国際スキー場

  - アルペンローズスキー場（2001年シーズンを休業後、閉鎖）[81]
  - 大岡山キッズパーク（2004年/2005年シーズンを休業後、閉鎖）
  - 名色スキー場（2009年シーズンを最後に閉鎖）[81]
  - 神鍋ファミリースキー場（閉鎖）
  - 北神鍋スキー場（アップかんなべスキー場に統合後、閉鎖）
  - 蘇武口スキー場（閉鎖）
  - 山宮スキー場（閉鎖）
- 但馬牧場公園スキー場（美方郡新温泉町）
- おじろスキー場（美方郡香美町）
- スカイバレイスキー場（美方郡香美町）
- ハチ北高原スキー場（美方郡香美町）
- ハチ高原スキー場（養父市）
- ハイパーボウル東鉢（養父市）
- 氷ノ山国際スキー場（養父市）
- 若杉高原おおやスキー場（養父市）
- ばんしゅう戸倉スノーパーク（宍粟市）
- ちくさ高原スキー場（宍粟市）
- 峰山高原リゾート ホワイトピーク（神崎郡神河町）
- 六甲山スノーパーク（神戸市）

廃止・休止中
- 新戸倉スキー場（宍粟市、2009年シーズンから休業）
- ミカタスノーパーク（美方郡香美町、2019年休業）
- 葛畑スキー場（養父市、閉鎖）
- 氷ノ山山麓スキー場（養父市、閉鎖）

### 奈良県
- スノーパーク洞川（吉野郡天川村）

廃止・休止中
- 和佐又山スキー場（廃止）
- 明神平スキー場（廃止）

### 和歌山県
- 高野山スキー場

### 大阪府
スキー場なし

## 中国地方

### 鳥取県
- 鏡ヶ成スキー場
- だいせんホワイトリゾート
- 大山ますみず高原スノーパーク
- わかさ氷ノ山スキー場
- 安蔵公園スキー場

廃止・休止中
- 奥大山スキー場 (休業)[82]
- 花見山スキー場(2020年休業)[83]

### 島根県
- 琴引フォレストパーク
- 三井野原スキー場
- 瑞穂ハイランド

廃止・休止中
- アサヒテングストンスキー場（2020年廃止）[84]
- 赤名スキー場(廃止)
- 青野山東スキー場(廃止)
- さんべ温泉スキー場(2009年廃止)

### 岡山県
- いぶきの里スキー場（新見市）
- 恩原高原スキー場（苫田郡鏡野町）
- ひるぜんベアバレースキー場（真庭市）
- ひるぜんキッズスノーパーク（真庭市）
- 津黒高原スキー場（真庭市）

廃止・休止中
- 大茅スキー場（英田郡西粟倉村）(2024年廃止)[85]
- 上斎原岩崎スキー場（苫田郡鏡野町） (閉鎖)
- 上蒜山スキー場 (閉鎖)
- 神郷第一スキー場 (閉鎖）
- 千屋スキー場(廃止)

### 広島県
- 恐羅漢スキー場
- 道後山高原スキー場
- 芸北高原大佐スキー場
- 県立もみのき森林公園
- ひろしま県民の森スキー場
- めがひらスキー場
- やわたハイランド191リゾート
- ユートピアサイオト
- りんご今日話国スキー場

廃止・休止中
- スノーリゾート猫山（2023年営業休止）
- 芸北文化ランド（スキー場は廃止）
- ホワイトバレー松原スキー場　(休業)
- 雄鹿原高原スキー場(2019年休業)[86]
- ドルフィンバレイ（2007年閉鎖）
- 高尾原スキー場（2011年閉鎖）
- 庄原市高野高原スキー場(2012年廃止)[87]
- 銀嶺スキー場(廃止)
- 芸北美和スキー場(廃止)
- 深入山いこいの村スキー場 (廃止)
- 志路原スキー場 (廃止)
- 金尾原スキー場 (廃止)
- DPCホタルの里ファミリースキー場(廃止)
- 冠高原スキー場(廃止)
- スキーパーク寒曳 (廃業)
- 吾妻山スキー場(廃止)
- 芸北国際スキー場（ホームページ削除　廃止と推定)

### 山口県
- 十種ヶ峰スキー場

廃止・休止中
- 船平山スキー場(廃止)
- 羅漢山ハイランド(廃止)

## 四国地方

### 愛媛県
- 石鎚スキー場
- 久万スキーランド
- SOL-FAオダスキーゲレンデ
- プラーナ(旧：サレガランドプラーナ)

廃止・休止中
- 美川スキー場（2010年より営業休止、2014年廃止）
- アクロス重信 ※西日本唯一の屋内スキー場（2012年1月31日に閉館）[88]

### 香川県
廃止・休止中
- スノーパーク雲辺寺 (2020年廃止=現在：雲辺寺山頂公園)[89]

### 徳島県
- 井川スキー場腕山
- 剣山スキー場（無料開放）

廃止・休止中
- 神山スキーランド（廃止）

### 高知県
廃止・休止中
- 天狗高原スキー場（高岡郡津野町）(休業)
- 吾川スキー場（吾川郡仁淀川町）廃止＝現在吾川スカイパーク
- 柚ノ木スキー場（長岡郡大豊町）（廃止）
- 別府スキー場（香美市）（廃止）

## 九州地方

### 福岡県
廃止・休止中
- ビッグエア福岡（福岡市博多区、2009年7月より休止）
- 雷山人工スキー場 (廃止)

### 長崎県
スキー場なし

### 佐賀県
廃止・休止中
- 天山スキー場（佐賀市富士町、2022年廃業）[90]

### 熊本県
廃止・休止中
- 阿蘇山人工スキー場（阿蘇市、2003年閉鎖）[91]

### 大分県
- 九重森林公園スキー場（玖珠郡九重町)

### 宮崎県
- 五ヶ瀬ハイランドスキー場（西臼杵郡五ヶ瀬町)

### 鹿児島県
スキー場なし

### 沖縄県
スキー場なし